# Johner - Nimzowitsch
Cet article utilise la notation algébrique pour décrire des coups du jeu d'échecs.
La partie Johner - Nimzowitsch (Dresde, 1926) est une remarquable partie d'échecs jouée à Dresde par Aaron Nimzowitsch et Paul Johner en 1926. Selon certains analystes, elle est le point de départ de l'école hypermoderne. Plusieurs 
Grands maîtres ont affirmé que cette partie a été pour eux la découverte en profondeur du jeu d'échecs.

## Contexte
Nimzowitsch développe une nouvelle approche des échecs où il prône la prophylaxie, c'est-à-dire que les coups joués doivent prévenir les menaces ou les coups libérateurs adverses.
Cette partie constitue un banc d'essai pour expérimenter cette « nouvelle philosophie des Échecs ».
Après l'avoir analysée en 1926, Emanuel Lasker déclara qu'il s'agissait de la plus belle partie des dix dernières années.
Avec cette partie, Nimzowitsch remporta le premier prix de beauté du tournoi de Dresde d'avril 1926. Par ailleurs, il remporta également le deuxième prix de beauté de ce tournoi grâce à sa victoire contre Rubinstein.
Cette partie n'est cependant pas la première qui a recours à la défense nimzo-indienne, le premier cas connu est la partie John Cochrane - Mahescandra, jouée à Calcutta en 1851. Nimzowitsch utilisa cette défense pour la première fois contre Janowski au tournoi de Saint-Pétersbourg 1914.

## Partie commentée
1. d4 Cf6 2. c4 e6 3. Cc3 Fb4 4. e3 0-0 5. Fd3 c5 6. Cf3 Cc6 7. 0-0 Fxc3
Ce coup incite les Blancs à se préoccuper des pions doublés. De façon alternative, 7... d5 est très solide.
8. bxc3 d6 9. Cd2!
Cet excellent coup prévient e5.
9... b6 10. Cb3? e5
Selon Nimzowitsch, les Blancs jouent mécaniquement, souhaitant entrer dans une ligne de jeu qui leur est favorable. « Il fallait continuer à jouer serré, sinon pour empêcher 10... e5, ce qui n'est pas possible, du moins pour en neutraliser la virulence ».
11. f4 e4 12. Fe2
Les Noirs ont évité l'échange pour implanter un pion en e4 qui exercera une influence nocive sur les Blancs tout au long de la partie. Dans cette position, les joueurs expérimentés savent que seule l'avance des trois pions situés devant le roi peut leur donner la victoire.
|   | a | b | c | d | e | f | g | h |   |
| 8 | Tour noire sur case blanche a8 · Fou noir sur case blanche c8 · Dame noire sur case noire d8 · Tour noire sur case noire f8 · Roi noir sur case blanche g8 · Pion noir sur case noire a7 · Pion noir sur case blanche f7 · Pion noir sur case noire g7 · Pion noir sur case blanche h7 · Pion noir sur case noire b6 · Cavalier noir sur case blanche c6 · Pion noir sur case noire d6 · Cavalier noir sur case noire f6 · Pion noir sur case noire c5 · Pion blanc sur case blanche c4 · Pion blanc sur case noire d4 · Pion noir sur case blanche e4 · Pion blanc sur case noire f4 · Cavalier blanc sur case blanche b3 · Pion blanc sur case noire c3 · Pion blanc sur case noire e3 · Pion blanc sur case blanche a2 · Fou blanc sur case blanche e2 · Pion blanc sur case blanche g2 · Pion blanc sur case noire h2 · Tour blanche sur case noire a1 · Fou blanc sur case noire c1 · Dame blanche sur case blanche d1 · Tour blanche sur case blanche f1 · Roi blanc sur case noire g1 | Tour noire sur case blanche a8 · Fou noir sur case blanche c8 · Dame noire sur case noire d8 · Tour noire sur case noire f8 · Roi noir sur case blanche g8 · Pion noir sur case noire a7 · Pion noir sur case blanche f7 · Pion noir sur case noire g7 · Pion noir sur case blanche h7 · Pion noir sur case noire b6 · Cavalier noir sur case blanche c6 · Pion noir sur case noire d6 · Cavalier noir sur case noire f6 · Pion noir sur case noire c5 · Pion blanc sur case blanche c4 · Pion blanc sur case noire d4 · Pion noir sur case blanche e4 · Pion blanc sur case noire f4 · Cavalier blanc sur case blanche b3 · Pion blanc sur case noire c3 · Pion blanc sur case noire e3 · Pion blanc sur case blanche a2 · Fou blanc sur case blanche e2 · Pion blanc sur case blanche g2 · Pion blanc sur case noire h2 · Tour blanche sur case noire a1 · Fou blanc sur case noire c1 · Dame blanche sur case blanche d1 · Tour blanche sur case blanche f1 · Roi blanc sur case noire g1 | Tour noire sur case blanche a8 · Fou noir sur case blanche c8 · Dame noire sur case noire d8 · Tour noire sur case noire f8 · Roi noir sur case blanche g8 · Pion noir sur case noire a7 · Pion noir sur case blanche f7 · Pion noir sur case noire g7 · Pion noir sur case blanche h7 · Pion noir sur case noire b6 · Cavalier noir sur case blanche c6 · Pion noir sur case noire d6 · Cavalier noir sur case noire f6 · Pion noir sur case noire c5 · Pion blanc sur case blanche c4 · Pion blanc sur case noire d4 · Pion noir sur case blanche e4 · Pion blanc sur case noire f4 · Cavalier blanc sur case blanche b3 · Pion blanc sur case noire c3 · Pion blanc sur case noire e3 · Pion blanc sur case blanche a2 · Fou blanc sur case blanche e2 · Pion blanc sur case blanche g2 · Pion blanc sur case noire h2 · Tour blanche sur case noire a1 · Fou blanc sur case noire c1 · Dame blanche sur case blanche d1 · Tour blanche sur case blanche f1 · Roi blanc sur case noire g1 | Tour noire sur case blanche a8 · Fou noir sur case blanche c8 · Dame noire sur case noire d8 · Tour noire sur case noire f8 · Roi noir sur case blanche g8 · Pion noir sur case noire a7 · Pion noir sur case blanche f7 · Pion noir sur case noire g7 · Pion noir sur case blanche h7 · Pion noir sur case noire b6 · Cavalier noir sur case blanche c6 · Pion noir sur case noire d6 · Cavalier noir sur case noire f6 · Pion noir sur case noire c5 · Pion blanc sur case blanche c4 · Pion blanc sur case noire d4 · Pion noir sur case blanche e4 · Pion blanc sur case noire f4 · Cavalier blanc sur case blanche b3 · Pion blanc sur case noire c3 · Pion blanc sur case noire e3 · Pion blanc sur case blanche a2 · Fou blanc sur case blanche e2 · Pion blanc sur case blanche g2 · Pion blanc sur case noire h2 · Tour blanche sur case noire a1 · Fou blanc sur case noire c1 · Dame blanche sur case blanche d1 · Tour blanche sur case blanche f1 · Roi blanc sur case noire g1 | Tour noire sur case blanche a8 · Fou noir sur case blanche c8 · Dame noire sur case noire d8 · Tour noire sur case noire f8 · Roi noir sur case blanche g8 · Pion noir sur case noire a7 · Pion noir sur case blanche f7 · Pion noir sur case noire g7 · Pion noir sur case blanche h7 · Pion noir sur case noire b6 · Cavalier noir sur case blanche c6 · Pion noir sur case noire d6 · Cavalier noir sur case noire f6 · Pion noir sur case noire c5 · Pion blanc sur case blanche c4 · Pion blanc sur case noire d4 · Pion noir sur case blanche e4 · Pion blanc sur case noire f4 · Cavalier blanc sur case blanche b3 · Pion blanc sur case noire c3 · Pion blanc sur case noire e3 · Pion blanc sur case blanche a2 · Fou blanc sur case blanche e2 · Pion blanc sur case blanche g2 · Pion blanc sur case noire h2 · Tour blanche sur case noire a1 · Fou blanc sur case noire c1 · Dame blanche sur case blanche d1 · Tour blanche sur case blanche f1 · Roi blanc sur case noire g1 | Tour noire sur case blanche a8 · Fou noir sur case blanche c8 · Dame noire sur case noire d8 · Tour noire sur case noire f8 · Roi noir sur case blanche g8 · Pion noir sur case noire a7 · Pion noir sur case blanche f7 · Pion noir sur case noire g7 · Pion noir sur case blanche h7 · Pion noir sur case noire b6 · Cavalier noir sur case blanche c6 · Pion noir sur case noire d6 · Cavalier noir sur case noire f6 · Pion noir sur case noire c5 · Pion blanc sur case blanche c4 · Pion blanc sur case noire d4 · Pion noir sur case blanche e4 · Pion blanc sur case noire f4 · Cavalier blanc sur case blanche b3 · Pion blanc sur case noire c3 · Pion blanc sur case noire e3 · Pion blanc sur case blanche a2 · Fou blanc sur case blanche e2 · Pion blanc sur case blanche g2 · Pion blanc sur case noire h2 · Tour blanche sur case noire a1 · Fou blanc sur case noire c1 · Dame blanche sur case blanche d1 · Tour blanche sur case blanche f1 · Roi blanc sur case noire g1 | Tour noire sur case blanche a8 · Fou noir sur case blanche c8 · Dame noire sur case noire d8 · Tour noire sur case noire f8 · Roi noir sur case blanche g8 · Pion noir sur case noire a7 · Pion noir sur case blanche f7 · Pion noir sur case noire g7 · Pion noir sur case blanche h7 · Pion noir sur case noire b6 · Cavalier noir sur case blanche c6 · Pion noir sur case noire d6 · Cavalier noir sur case noire f6 · Pion noir sur case noire c5 · Pion blanc sur case blanche c4 · Pion blanc sur case noire d4 · Pion noir sur case blanche e4 · Pion blanc sur case noire f4 · Cavalier blanc sur case blanche b3 · Pion blanc sur case noire c3 · Pion blanc sur case noire e3 · Pion blanc sur case blanche a2 · Fou blanc sur case blanche e2 · Pion blanc sur case blanche g2 · Pion blanc sur case noire h2 · Tour blanche sur case noire a1 · Fou blanc sur case noire c1 · Dame blanche sur case blanche d1 · Tour blanche sur case blanche f1 · Roi blanc sur case noire g1 | Tour noire sur case blanche a8 · Fou noir sur case blanche c8 · Dame noire sur case noire d8 · Tour noire sur case noire f8 · Roi noir sur case blanche g8 · Pion noir sur case noire a7 · Pion noir sur case blanche f7 · Pion noir sur case noire g7 · Pion noir sur case blanche h7 · Pion noir sur case noire b6 · Cavalier noir sur case blanche c6 · Pion noir sur case noire d6 · Cavalier noir sur case noire f6 · Pion noir sur case noire c5 · Pion blanc sur case blanche c4 · Pion blanc sur case noire d4 · Pion noir sur case blanche e4 · Pion blanc sur case noire f4 · Cavalier blanc sur case blanche b3 · Pion blanc sur case noire c3 · Pion blanc sur case noire e3 · Pion blanc sur case blanche a2 · Fou blanc sur case blanche e2 · Pion blanc sur case blanche g2 · Pion blanc sur case noire h2 · Tour blanche sur case noire a1 · Fou blanc sur case noire c1 · Dame blanche sur case blanche d1 · Tour blanche sur case blanche f1 · Roi blanc sur case noire g1 | 8 |
| 7 | Tour noire sur case blanche a8 · Fou noir sur case blanche c8 · Dame noire sur case noire d8 · Tour noire sur case noire f8 · Roi noir sur case blanche g8 · Pion noir sur case noire a7 · Pion noir sur case blanche f7 · Pion noir sur case noire g7 · Pion noir sur case blanche h7 · Pion noir sur case noire b6 · Cavalier noir sur case blanche c6 · Pion noir sur case noire d6 · Cavalier noir sur case noire f6 · Pion noir sur case noire c5 · Pion blanc sur case blanche c4 · Pion blanc sur case noire d4 · Pion noir sur case blanche e4 · Pion blanc sur case noire f4 · Cavalier blanc sur case blanche b3 · Pion blanc sur case noire c3 · Pion blanc sur case noire e3 · Pion blanc sur case blanche a2 · Fou blanc sur case blanche e2 · Pion blanc sur case blanche g2 · Pion blanc sur case noire h2 · Tour blanche sur case noire a1 · Fou blanc sur case noire c1 · Dame blanche sur case blanche d1 · Tour blanche sur case blanche f1 · Roi blanc sur case noire g1 | Tour noire sur case blanche a8 · Fou noir sur case blanche c8 · Dame noire sur case noire d8 · Tour noire sur case noire f8 · Roi noir sur case blanche g8 · Pion noir sur case noire a7 · Pion noir sur case blanche f7 · Pion noir sur case noire g7 · Pion noir sur case blanche h7 · Pion noir sur case noire b6 · Cavalier noir sur case blanche c6 · Pion noir sur case noire d6 · Cavalier noir sur case noire f6 · Pion noir sur case noire c5 · Pion blanc sur case blanche c4 · Pion blanc sur case noire d4 · Pion noir sur case blanche e4 · Pion blanc sur case noire f4 · Cavalier blanc sur case blanche b3 · Pion blanc sur case noire c3 · Pion blanc sur case noire e3 · Pion blanc sur case blanche a2 · Fou blanc sur case blanche e2 · Pion blanc sur case blanche g2 · Pion blanc sur case noire h2 · Tour blanche sur case noire a1 · Fou blanc sur case noire c1 · Dame blanche sur case blanche d1 · Tour blanche sur case blanche f1 · Roi blanc sur case noire g1 | Tour noire sur case blanche a8 · Fou noir sur case blanche c8 · Dame noire sur case noire d8 · Tour noire sur case noire f8 · Roi noir sur case blanche g8 · Pion noir sur case noire a7 · Pion noir sur case blanche f7 · Pion noir sur case noire g7 · Pion noir sur case blanche h7 · Pion noir sur case noire b6 · Cavalier noir sur case blanche c6 · Pion noir sur case noire d6 · Cavalier noir sur case noire f6 · Pion noir sur case noire c5 · Pion blanc sur case blanche c4 · Pion blanc sur case noire d4 · Pion noir sur case blanche e4 · Pion blanc sur case noire f4 · Cavalier blanc sur case blanche b3 · Pion blanc sur case noire c3 · Pion blanc sur case noire e3 · Pion blanc sur case blanche a2 · Fou blanc sur case blanche e2 · Pion blanc sur case blanche g2 · Pion blanc sur case noire h2 · Tour blanche sur case noire a1 · Fou blanc sur case noire c1 · Dame blanche sur case blanche d1 · Tour blanche sur case blanche f1 · Roi blanc sur case noire g1 | Tour noire sur case blanche a8 · Fou noir sur case blanche c8 · Dame noire sur case noire d8 · Tour noire sur case noire f8 · Roi noir sur case blanche g8 · Pion noir sur case noire a7 · Pion noir sur case blanche f7 · Pion noir sur case noire g7 · Pion noir sur case blanche h7 · Pion noir sur case noire b6 · Cavalier noir sur case blanche c6 · Pion noir sur case noire d6 · Cavalier noir sur case noire f6 · Pion noir sur case noire c5 · Pion blanc sur case blanche c4 · Pion blanc sur case noire d4 · Pion noir sur case blanche e4 · Pion blanc sur case noire f4 · Cavalier blanc sur case blanche b3 · Pion blanc sur case noire c3 · Pion blanc sur case noire e3 · Pion blanc sur case blanche a2 · Fou blanc sur case blanche e2 · Pion blanc sur case blanche g2 · Pion blanc sur case noire h2 · Tour blanche sur case noire a1 · Fou blanc sur case noire c1 · Dame blanche sur case blanche d1 · Tour blanche sur case blanche f1 · Roi blanc sur case noire g1 | Tour noire sur case blanche a8 · Fou noir sur case blanche c8 · Dame noire sur case noire d8 · Tour noire sur case noire f8 · Roi noir sur case blanche g8 · Pion noir sur case noire a7 · Pion noir sur case blanche f7 · Pion noir sur case noire g7 · Pion noir sur case blanche h7 · Pion noir sur case noire b6 · Cavalier noir sur case blanche c6 · Pion noir sur case noire d6 · Cavalier noir sur case noire f6 · Pion noir sur case noire c5 · Pion blanc sur case blanche c4 · Pion blanc sur case noire d4 · Pion noir sur case blanche e4 · Pion blanc sur case noire f4 · Cavalier blanc sur case blanche b3 · Pion blanc sur case noire c3 · Pion blanc sur case noire e3 · Pion blanc sur case blanche a2 · Fou blanc sur case blanche e2 · Pion blanc sur case blanche g2 · Pion blanc sur case noire h2 · Tour blanche sur case noire a1 · Fou blanc sur case noire c1 · Dame blanche sur case blanche d1 · Tour blanche sur case blanche f1 · Roi blanc sur case noire g1 | Tour noire sur case blanche a8 · Fou noir sur case blanche c8 · Dame noire sur case noire d8 · Tour noire sur case noire f8 · Roi noir sur case blanche g8 · Pion noir sur case noire a7 · Pion noir sur case blanche f7 · Pion noir sur case noire g7 · Pion noir sur case blanche h7 · Pion noir sur case noire b6 · Cavalier noir sur case blanche c6 · Pion noir sur case noire d6 · Cavalier noir sur case noire f6 · Pion noir sur case noire c5 · Pion blanc sur case blanche c4 · Pion blanc sur case noire d4 · Pion noir sur case blanche e4 · Pion blanc sur case noire f4 · Cavalier blanc sur case blanche b3 · Pion blanc sur case noire c3 · Pion blanc sur case noire e3 · Pion blanc sur case blanche a2 · Fou blanc sur case blanche e2 · Pion blanc sur case blanche g2 · Pion blanc sur case noire h2 · Tour blanche sur case noire a1 · Fou blanc sur case noire c1 · Dame blanche sur case blanche d1 · Tour blanche sur case blanche f1 · Roi blanc sur case noire g1 | Tour noire sur case blanche a8 · Fou noir sur case blanche c8 · Dame noire sur case noire d8 · Tour noire sur case noire f8 · Roi noir sur case blanche g8 · Pion noir sur case noire a7 · Pion noir sur case blanche f7 · Pion noir sur case noire g7 · Pion noir sur case blanche h7 · Pion noir sur case noire b6 · Cavalier noir sur case blanche c6 · Pion noir sur case noire d6 · Cavalier noir sur case noire f6 · Pion noir sur case noire c5 · Pion blanc sur case blanche c4 · Pion blanc sur case noire d4 · Pion noir sur case blanche e4 · Pion blanc sur case noire f4 · Cavalier blanc sur case blanche b3 · Pion blanc sur case noire c3 · Pion blanc sur case noire e3 · Pion blanc sur case blanche a2 · Fou blanc sur case blanche e2 · Pion blanc sur case blanche g2 · Pion blanc sur case noire h2 · Tour blanche sur case noire a1 · Fou blanc sur case noire c1 · Dame blanche sur case blanche d1 · Tour blanche sur case blanche f1 · Roi blanc sur case noire g1 | Tour noire sur case blanche a8 · Fou noir sur case blanche c8 · Dame noire sur case noire d8 · Tour noire sur case noire f8 · Roi noir sur case blanche g8 · Pion noir sur case noire a7 · Pion noir sur case blanche f7 · Pion noir sur case noire g7 · Pion noir sur case blanche h7 · Pion noir sur case noire b6 · Cavalier noir sur case blanche c6 · Pion noir sur case noire d6 · Cavalier noir sur case noire f6 · Pion noir sur case noire c5 · Pion blanc sur case blanche c4 · Pion blanc sur case noire d4 · Pion noir sur case blanche e4 · Pion blanc sur case noire f4 · Cavalier blanc sur case blanche b3 · Pion blanc sur case noire c3 · Pion blanc sur case noire e3 · Pion blanc sur case blanche a2 · Fou blanc sur case blanche e2 · Pion blanc sur case blanche g2 · Pion blanc sur case noire h2 · Tour blanche sur case noire a1 · Fou blanc sur case noire c1 · Dame blanche sur case blanche d1 · Tour blanche sur case blanche f1 · Roi blanc sur case noire g1 | 7 |
| 6 | Tour noire sur case blanche a8 · Fou noir sur case blanche c8 · Dame noire sur case noire d8 · Tour noire sur case noire f8 · Roi noir sur case blanche g8 · Pion noir sur case noire a7 · Pion noir sur case blanche f7 · Pion noir sur case noire g7 · Pion noir sur case blanche h7 · Pion noir sur case noire b6 · Cavalier noir sur case blanche c6 · Pion noir sur case noire d6 · Cavalier noir sur case noire f6 · Pion noir sur case noire c5 · Pion blanc sur case blanche c4 · Pion blanc sur case noire d4 · Pion noir sur case blanche e4 · Pion blanc sur case noire f4 · Cavalier blanc sur case blanche b3 · Pion blanc sur case noire c3 · Pion blanc sur case noire e3 · Pion blanc sur case blanche a2 · Fou blanc sur case blanche e2 · Pion blanc sur case blanche g2 · Pion blanc sur case noire h2 · Tour blanche sur case noire a1 · Fou blanc sur case noire c1 · Dame blanche sur case blanche d1 · Tour blanche sur case blanche f1 · Roi blanc sur case noire g1 | Tour noire sur case blanche a8 · Fou noir sur case blanche c8 · Dame noire sur case noire d8 · Tour noire sur case noire f8 · Roi noir sur case blanche g8 · Pion noir sur case noire a7 · Pion noir sur case blanche f7 · Pion noir sur case noire g7 · Pion noir sur case blanche h7 · Pion noir sur case noire b6 · Cavalier noir sur case blanche c6 · Pion noir sur case noire d6 · Cavalier noir sur case noire f6 · Pion noir sur case noire c5 · Pion blanc sur case blanche c4 · Pion blanc sur case noire d4 · Pion noir sur case blanche e4 · Pion blanc sur case noire f4 · Cavalier blanc sur case blanche b3 · Pion blanc sur case noire c3 · Pion blanc sur case noire e3 · Pion blanc sur case blanche a2 · Fou blanc sur case blanche e2 · Pion blanc sur case blanche g2 · Pion blanc sur case noire h2 · Tour blanche sur case noire a1 · Fou blanc sur case noire c1 · Dame blanche sur case blanche d1 · Tour blanche sur case blanche f1 · Roi blanc sur case noire g1 | Tour noire sur case blanche a8 · Fou noir sur case blanche c8 · Dame noire sur case noire d8 · Tour noire sur case noire f8 · Roi noir sur case blanche g8 · Pion noir sur case noire a7 · Pion noir sur case blanche f7 · Pion noir sur case noire g7 · Pion noir sur case blanche h7 · Pion noir sur case noire b6 · Cavalier noir sur case blanche c6 · Pion noir sur case noire d6 · Cavalier noir sur case noire f6 · Pion noir sur case noire c5 · Pion blanc sur case blanche c4 · Pion blanc sur case noire d4 · Pion noir sur case blanche e4 · Pion blanc sur case noire f4 · Cavalier blanc sur case blanche b3 · Pion blanc sur case noire c3 · Pion blanc sur case noire e3 · Pion blanc sur case blanche a2 · Fou blanc sur case blanche e2 · Pion blanc sur case blanche g2 · Pion blanc sur case noire h2 · Tour blanche sur case noire a1 · Fou blanc sur case noire c1 · Dame blanche sur case blanche d1 · Tour blanche sur case blanche f1 · Roi blanc sur case noire g1 | Tour noire sur case blanche a8 · Fou noir sur case blanche c8 · Dame noire sur case noire d8 · Tour noire sur case noire f8 · Roi noir sur case blanche g8 · Pion noir sur case noire a7 · Pion noir sur case blanche f7 · Pion noir sur case noire g7 · Pion noir sur case blanche h7 · Pion noir sur case noire b6 · Cavalier noir sur case blanche c6 · Pion noir sur case noire d6 · Cavalier noir sur case noire f6 · Pion noir sur case noire c5 · Pion blanc sur case blanche c4 · Pion blanc sur case noire d4 · Pion noir sur case blanche e4 · Pion blanc sur case noire f4 · Cavalier blanc sur case blanche b3 · Pion blanc sur case noire c3 · Pion blanc sur case noire e3 · Pion blanc sur case blanche a2 · Fou blanc sur case blanche e2 · Pion blanc sur case blanche g2 · Pion blanc sur case noire h2 · Tour blanche sur case noire a1 · Fou blanc sur case noire c1 · Dame blanche sur case blanche d1 · Tour blanche sur case blanche f1 · Roi blanc sur case noire g1 | Tour noire sur case blanche a8 · Fou noir sur case blanche c8 · Dame noire sur case noire d8 · Tour noire sur case noire f8 · Roi noir sur case blanche g8 · Pion noir sur case noire a7 · Pion noir sur case blanche f7 · Pion noir sur case noire g7 · Pion noir sur case blanche h7 · Pion noir sur case noire b6 · Cavalier noir sur case blanche c6 · Pion noir sur case noire d6 · Cavalier noir sur case noire f6 · Pion noir sur case noire c5 · Pion blanc sur case blanche c4 · Pion blanc sur case noire d4 · Pion noir sur case blanche e4 · Pion blanc sur case noire f4 · Cavalier blanc sur case blanche b3 · Pion blanc sur case noire c3 · Pion blanc sur case noire e3 · Pion blanc sur case blanche a2 · Fou blanc sur case blanche e2 · Pion blanc sur case blanche g2 · Pion blanc sur case noire h2 · Tour blanche sur case noire a1 · Fou blanc sur case noire c1 · Dame blanche sur case blanche d1 · Tour blanche sur case blanche f1 · Roi blanc sur case noire g1 | Tour noire sur case blanche a8 · Fou noir sur case blanche c8 · Dame noire sur case noire d8 · Tour noire sur case noire f8 · Roi noir sur case blanche g8 · Pion noir sur case noire a7 · Pion noir sur case blanche f7 · Pion noir sur case noire g7 · Pion noir sur case blanche h7 · Pion noir sur case noire b6 · Cavalier noir sur case blanche c6 · Pion noir sur case noire d6 · Cavalier noir sur case noire f6 · Pion noir sur case noire c5 · Pion blanc sur case blanche c4 · Pion blanc sur case noire d4 · Pion noir sur case blanche e4 · Pion blanc sur case noire f4 · Cavalier blanc sur case blanche b3 · Pion blanc sur case noire c3 · Pion blanc sur case noire e3 · Pion blanc sur case blanche a2 · Fou blanc sur case blanche e2 · Pion blanc sur case blanche g2 · Pion blanc sur case noire h2 · Tour blanche sur case noire a1 · Fou blanc sur case noire c1 · Dame blanche sur case blanche d1 · Tour blanche sur case blanche f1 · Roi blanc sur case noire g1 | Tour noire sur case blanche a8 · Fou noir sur case blanche c8 · Dame noire sur case noire d8 · Tour noire sur case noire f8 · Roi noir sur case blanche g8 · Pion noir sur case noire a7 · Pion noir sur case blanche f7 · Pion noir sur case noire g7 · Pion noir sur case blanche h7 · Pion noir sur case noire b6 · Cavalier noir sur case blanche c6 · Pion noir sur case noire d6 · Cavalier noir sur case noire f6 · Pion noir sur case noire c5 · Pion blanc sur case blanche c4 · Pion blanc sur case noire d4 · Pion noir sur case blanche e4 · Pion blanc sur case noire f4 · Cavalier blanc sur case blanche b3 · Pion blanc sur case noire c3 · Pion blanc sur case noire e3 · Pion blanc sur case blanche a2 · Fou blanc sur case blanche e2 · Pion blanc sur case blanche g2 · Pion blanc sur case noire h2 · Tour blanche sur case noire a1 · Fou blanc sur case noire c1 · Dame blanche sur case blanche d1 · Tour blanche sur case blanche f1 · Roi blanc sur case noire g1 | Tour noire sur case blanche a8 · Fou noir sur case blanche c8 · Dame noire sur case noire d8 · Tour noire sur case noire f8 · Roi noir sur case blanche g8 · Pion noir sur case noire a7 · Pion noir sur case blanche f7 · Pion noir sur case noire g7 · Pion noir sur case blanche h7 · Pion noir sur case noire b6 · Cavalier noir sur case blanche c6 · Pion noir sur case noire d6 · Cavalier noir sur case noire f6 · Pion noir sur case noire c5 · Pion blanc sur case blanche c4 · Pion blanc sur case noire d4 · Pion noir sur case blanche e4 · Pion blanc sur case noire f4 · Cavalier blanc sur case blanche b3 · Pion blanc sur case noire c3 · Pion blanc sur case noire e3 · Pion blanc sur case blanche a2 · Fou blanc sur case blanche e2 · Pion blanc sur case blanche g2 · Pion blanc sur case noire h2 · Tour blanche sur case noire a1 · Fou blanc sur case noire c1 · Dame blanche sur case blanche d1 · Tour blanche sur case blanche f1 · Roi blanc sur case noire g1 | 6 |
| 5 | Tour noire sur case blanche a8 · Fou noir sur case blanche c8 · Dame noire sur case noire d8 · Tour noire sur case noire f8 · Roi noir sur case blanche g8 · Pion noir sur case noire a7 · Pion noir sur case blanche f7 · Pion noir sur case noire g7 · Pion noir sur case blanche h7 · Pion noir sur case noire b6 · Cavalier noir sur case blanche c6 · Pion noir sur case noire d6 · Cavalier noir sur case noire f6 · Pion noir sur case noire c5 · Pion blanc sur case blanche c4 · Pion blanc sur case noire d4 · Pion noir sur case blanche e4 · Pion blanc sur case noire f4 · Cavalier blanc sur case blanche b3 · Pion blanc sur case noire c3 · Pion blanc sur case noire e3 · Pion blanc sur case blanche a2 · Fou blanc sur case blanche e2 · Pion blanc sur case blanche g2 · Pion blanc sur case noire h2 · Tour blanche sur case noire a1 · Fou blanc sur case noire c1 · Dame blanche sur case blanche d1 · Tour blanche sur case blanche f1 · Roi blanc sur case noire g1 | Tour noire sur case blanche a8 · Fou noir sur case blanche c8 · Dame noire sur case noire d8 · Tour noire sur case noire f8 · Roi noir sur case blanche g8 · Pion noir sur case noire a7 · Pion noir sur case blanche f7 · Pion noir sur case noire g7 · Pion noir sur case blanche h7 · Pion noir sur case noire b6 · Cavalier noir sur case blanche c6 · Pion noir sur case noire d6 · Cavalier noir sur case noire f6 · Pion noir sur case noire c5 · Pion blanc sur case blanche c4 · Pion blanc sur case noire d4 · Pion noir sur case blanche e4 · Pion blanc sur case noire f4 · Cavalier blanc sur case blanche b3 · Pion blanc sur case noire c3 · Pion blanc sur case noire e3 · Pion blanc sur case blanche a2 · Fou blanc sur case blanche e2 · Pion blanc sur case blanche g2 · Pion blanc sur case noire h2 · Tour blanche sur case noire a1 · Fou blanc sur case noire c1 · Dame blanche sur case blanche d1 · Tour blanche sur case blanche f1 · Roi blanc sur case noire g1 | Tour noire sur case blanche a8 · Fou noir sur case blanche c8 · Dame noire sur case noire d8 · Tour noire sur case noire f8 · Roi noir sur case blanche g8 · Pion noir sur case noire a7 · Pion noir sur case blanche f7 · Pion noir sur case noire g7 · Pion noir sur case blanche h7 · Pion noir sur case noire b6 · Cavalier noir sur case blanche c6 · Pion noir sur case noire d6 · Cavalier noir sur case noire f6 · Pion noir sur case noire c5 · Pion blanc sur case blanche c4 · Pion blanc sur case noire d4 · Pion noir sur case blanche e4 · Pion blanc sur case noire f4 · Cavalier blanc sur case blanche b3 · Pion blanc sur case noire c3 · Pion blanc sur case noire e3 · Pion blanc sur case blanche a2 · Fou blanc sur case blanche e2 · Pion blanc sur case blanche g2 · Pion blanc sur case noire h2 · Tour blanche sur case noire a1 · Fou blanc sur case noire c1 · Dame blanche sur case blanche d1 · Tour blanche sur case blanche f1 · Roi blanc sur case noire g1 | Tour noire sur case blanche a8 · Fou noir sur case blanche c8 · Dame noire sur case noire d8 · Tour noire sur case noire f8 · Roi noir sur case blanche g8 · Pion noir sur case noire a7 · Pion noir sur case blanche f7 · Pion noir sur case noire g7 · Pion noir sur case blanche h7 · Pion noir sur case noire b6 · Cavalier noir sur case blanche c6 · Pion noir sur case noire d6 · Cavalier noir sur case noire f6 · Pion noir sur case noire c5 · Pion blanc sur case blanche c4 · Pion blanc sur case noire d4 · Pion noir sur case blanche e4 · Pion blanc sur case noire f4 · Cavalier blanc sur case blanche b3 · Pion blanc sur case noire c3 · Pion blanc sur case noire e3 · Pion blanc sur case blanche a2 · Fou blanc sur case blanche e2 · Pion blanc sur case blanche g2 · Pion blanc sur case noire h2 · Tour blanche sur case noire a1 · Fou blanc sur case noire c1 · Dame blanche sur case blanche d1 · Tour blanche sur case blanche f1 · Roi blanc sur case noire g1 | Tour noire sur case blanche a8 · Fou noir sur case blanche c8 · Dame noire sur case noire d8 · Tour noire sur case noire f8 · Roi noir sur case blanche g8 · Pion noir sur case noire a7 · Pion noir sur case blanche f7 · Pion noir sur case noire g7 · Pion noir sur case blanche h7 · Pion noir sur case noire b6 · Cavalier noir sur case blanche c6 · Pion noir sur case noire d6 · Cavalier noir sur case noire f6 · Pion noir sur case noire c5 · Pion blanc sur case blanche c4 · Pion blanc sur case noire d4 · Pion noir sur case blanche e4 · Pion blanc sur case noire f4 · Cavalier blanc sur case blanche b3 · Pion blanc sur case noire c3 · Pion blanc sur case noire e3 · Pion blanc sur case blanche a2 · Fou blanc sur case blanche e2 · Pion blanc sur case blanche g2 · Pion blanc sur case noire h2 · Tour blanche sur case noire a1 · Fou blanc sur case noire c1 · Dame blanche sur case blanche d1 · Tour blanche sur case blanche f1 · Roi blanc sur case noire g1 | Tour noire sur case blanche a8 · Fou noir sur case blanche c8 · Dame noire sur case noire d8 · Tour noire sur case noire f8 · Roi noir sur case blanche g8 · Pion noir sur case noire a7 · Pion noir sur case blanche f7 · Pion noir sur case noire g7 · Pion noir sur case blanche h7 · Pion noir sur case noire b6 · Cavalier noir sur case blanche c6 · Pion noir sur case noire d6 · Cavalier noir sur case noire f6 · Pion noir sur case noire c5 · Pion blanc sur case blanche c4 · Pion blanc sur case noire d4 · Pion noir sur case blanche e4 · Pion blanc sur case noire f4 · Cavalier blanc sur case blanche b3 · Pion blanc sur case noire c3 · Pion blanc sur case noire e3 · Pion blanc sur case blanche a2 · Fou blanc sur case blanche e2 · Pion blanc sur case blanche g2 · Pion blanc sur case noire h2 · Tour blanche sur case noire a1 · Fou blanc sur case noire c1 · Dame blanche sur case blanche d1 · Tour blanche sur case blanche f1 · Roi blanc sur case noire g1 | Tour noire sur case blanche a8 · Fou noir sur case blanche c8 · Dame noire sur case noire d8 · Tour noire sur case noire f8 · Roi noir sur case blanche g8 · Pion noir sur case noire a7 · Pion noir sur case blanche f7 · Pion noir sur case noire g7 · Pion noir sur case blanche h7 · Pion noir sur case noire b6 · Cavalier noir sur case blanche c6 · Pion noir sur case noire d6 · Cavalier noir sur case noire f6 · Pion noir sur case noire c5 · Pion blanc sur case blanche c4 · Pion blanc sur case noire d4 · Pion noir sur case blanche e4 · Pion blanc sur case noire f4 · Cavalier blanc sur case blanche b3 · Pion blanc sur case noire c3 · Pion blanc sur case noire e3 · Pion blanc sur case blanche a2 · Fou blanc sur case blanche e2 · Pion blanc sur case blanche g2 · Pion blanc sur case noire h2 · Tour blanche sur case noire a1 · Fou blanc sur case noire c1 · Dame blanche sur case blanche d1 · Tour blanche sur case blanche f1 · Roi blanc sur case noire g1 | Tour noire sur case blanche a8 · Fou noir sur case blanche c8 · Dame noire sur case noire d8 · Tour noire sur case noire f8 · Roi noir sur case blanche g8 · Pion noir sur case noire a7 · Pion noir sur case blanche f7 · Pion noir sur case noire g7 · Pion noir sur case blanche h7 · Pion noir sur case noire b6 · Cavalier noir sur case blanche c6 · Pion noir sur case noire d6 · Cavalier noir sur case noire f6 · Pion noir sur case noire c5 · Pion blanc sur case blanche c4 · Pion blanc sur case noire d4 · Pion noir sur case blanche e4 · Pion blanc sur case noire f4 · Cavalier blanc sur case blanche b3 · Pion blanc sur case noire c3 · Pion blanc sur case noire e3 · Pion blanc sur case blanche a2 · Fou blanc sur case blanche e2 · Pion blanc sur case blanche g2 · Pion blanc sur case noire h2 · Tour blanche sur case noire a1 · Fou blanc sur case noire c1 · Dame blanche sur case blanche d1 · Tour blanche sur case blanche f1 · Roi blanc sur case noire g1 | 5 |
| 4 | Tour noire sur case blanche a8 · Fou noir sur case blanche c8 · Dame noire sur case noire d8 · Tour noire sur case noire f8 · Roi noir sur case blanche g8 · Pion noir sur case noire a7 · Pion noir sur case blanche f7 · Pion noir sur case noire g7 · Pion noir sur case blanche h7 · Pion noir sur case noire b6 · Cavalier noir sur case blanche c6 · Pion noir sur case noire d6 · Cavalier noir sur case noire f6 · Pion noir sur case noire c5 · Pion blanc sur case blanche c4 · Pion blanc sur case noire d4 · Pion noir sur case blanche e4 · Pion blanc sur case noire f4 · Cavalier blanc sur case blanche b3 · Pion blanc sur case noire c3 · Pion blanc sur case noire e3 · Pion blanc sur case blanche a2 · Fou blanc sur case blanche e2 · Pion blanc sur case blanche g2 · Pion blanc sur case noire h2 · Tour blanche sur case noire a1 · Fou blanc sur case noire c1 · Dame blanche sur case blanche d1 · Tour blanche sur case blanche f1 · Roi blanc sur case noire g1 | Tour noire sur case blanche a8 · Fou noir sur case blanche c8 · Dame noire sur case noire d8 · Tour noire sur case noire f8 · Roi noir sur case blanche g8 · Pion noir sur case noire a7 · Pion noir sur case blanche f7 · Pion noir sur case noire g7 · Pion noir sur case blanche h7 · Pion noir sur case noire b6 · Cavalier noir sur case blanche c6 · Pion noir sur case noire d6 · Cavalier noir sur case noire f6 · Pion noir sur case noire c5 · Pion blanc sur case blanche c4 · Pion blanc sur case noire d4 · Pion noir sur case blanche e4 · Pion blanc sur case noire f4 · Cavalier blanc sur case blanche b3 · Pion blanc sur case noire c3 · Pion blanc sur case noire e3 · Pion blanc sur case blanche a2 · Fou blanc sur case blanche e2 · Pion blanc sur case blanche g2 · Pion blanc sur case noire h2 · Tour blanche sur case noire a1 · Fou blanc sur case noire c1 · Dame blanche sur case blanche d1 · Tour blanche sur case blanche f1 · Roi blanc sur case noire g1 | Tour noire sur case blanche a8 · Fou noir sur case blanche c8 · Dame noire sur case noire d8 · Tour noire sur case noire f8 · Roi noir sur case blanche g8 · Pion noir sur case noire a7 · Pion noir sur case blanche f7 · Pion noir sur case noire g7 · Pion noir sur case blanche h7 · Pion noir sur case noire b6 · Cavalier noir sur case blanche c6 · Pion noir sur case noire d6 · Cavalier noir sur case noire f6 · Pion noir sur case noire c5 · Pion blanc sur case blanche c4 · Pion blanc sur case noire d4 · Pion noir sur case blanche e4 · Pion blanc sur case noire f4 · Cavalier blanc sur case blanche b3 · Pion blanc sur case noire c3 · Pion blanc sur case noire e3 · Pion blanc sur case blanche a2 · Fou blanc sur case blanche e2 · Pion blanc sur case blanche g2 · Pion blanc sur case noire h2 · Tour blanche sur case noire a1 · Fou blanc sur case noire c1 · Dame blanche sur case blanche d1 · Tour blanche sur case blanche f1 · Roi blanc sur case noire g1 | Tour noire sur case blanche a8 · Fou noir sur case blanche c8 · Dame noire sur case noire d8 · Tour noire sur case noire f8 · Roi noir sur case blanche g8 · Pion noir sur case noire a7 · Pion noir sur case blanche f7 · Pion noir sur case noire g7 · Pion noir sur case blanche h7 · Pion noir sur case noire b6 · Cavalier noir sur case blanche c6 · Pion noir sur case noire d6 · Cavalier noir sur case noire f6 · Pion noir sur case noire c5 · Pion blanc sur case blanche c4 · Pion blanc sur case noire d4 · Pion noir sur case blanche e4 · Pion blanc sur case noire f4 · Cavalier blanc sur case blanche b3 · Pion blanc sur case noire c3 · Pion blanc sur case noire e3 · Pion blanc sur case blanche a2 · Fou blanc sur case blanche e2 · Pion blanc sur case blanche g2 · Pion blanc sur case noire h2 · Tour blanche sur case noire a1 · Fou blanc sur case noire c1 · Dame blanche sur case blanche d1 · Tour blanche sur case blanche f1 · Roi blanc sur case noire g1 | Tour noire sur case blanche a8 · Fou noir sur case blanche c8 · Dame noire sur case noire d8 · Tour noire sur case noire f8 · Roi noir sur case blanche g8 · Pion noir sur case noire a7 · Pion noir sur case blanche f7 · Pion noir sur case noire g7 · Pion noir sur case blanche h7 · Pion noir sur case noire b6 · Cavalier noir sur case blanche c6 · Pion noir sur case noire d6 · Cavalier noir sur case noire f6 · Pion noir sur case noire c5 · Pion blanc sur case blanche c4 · Pion blanc sur case noire d4 · Pion noir sur case blanche e4 · Pion blanc sur case noire f4 · Cavalier blanc sur case blanche b3 · Pion blanc sur case noire c3 · Pion blanc sur case noire e3 · Pion blanc sur case blanche a2 · Fou blanc sur case blanche e2 · Pion blanc sur case blanche g2 · Pion blanc sur case noire h2 · Tour blanche sur case noire a1 · Fou blanc sur case noire c1 · Dame blanche sur case blanche d1 · Tour blanche sur case blanche f1 · Roi blanc sur case noire g1 | Tour noire sur case blanche a8 · Fou noir sur case blanche c8 · Dame noire sur case noire d8 · Tour noire sur case noire f8 · Roi noir sur case blanche g8 · Pion noir sur case noire a7 · Pion noir sur case blanche f7 · Pion noir sur case noire g7 · Pion noir sur case blanche h7 · Pion noir sur case noire b6 · Cavalier noir sur case blanche c6 · Pion noir sur case noire d6 · Cavalier noir sur case noire f6 · Pion noir sur case noire c5 · Pion blanc sur case blanche c4 · Pion blanc sur case noire d4 · Pion noir sur case blanche e4 · Pion blanc sur case noire f4 · Cavalier blanc sur case blanche b3 · Pion blanc sur case noire c3 · Pion blanc sur case noire e3 · Pion blanc sur case blanche a2 · Fou blanc sur case blanche e2 · Pion blanc sur case blanche g2 · Pion blanc sur case noire h2 · Tour blanche sur case noire a1 · Fou blanc sur case noire c1 · Dame blanche sur case blanche d1 · Tour blanche sur case blanche f1 · Roi blanc sur case noire g1 | Tour noire sur case blanche a8 · Fou noir sur case blanche c8 · Dame noire sur case noire d8 · Tour noire sur case noire f8 · Roi noir sur case blanche g8 · Pion noir sur case noire a7 · Pion noir sur case blanche f7 · Pion noir sur case noire g7 · Pion noir sur case blanche h7 · Pion noir sur case noire b6 · Cavalier noir sur case blanche c6 · Pion noir sur case noire d6 · Cavalier noir sur case noire f6 · Pion noir sur case noire c5 · Pion blanc sur case blanche c4 · Pion blanc sur case noire d4 · Pion noir sur case blanche e4 · Pion blanc sur case noire f4 · Cavalier blanc sur case blanche b3 · Pion blanc sur case noire c3 · Pion blanc sur case noire e3 · Pion blanc sur case blanche a2 · Fou blanc sur case blanche e2 · Pion blanc sur case blanche g2 · Pion blanc sur case noire h2 · Tour blanche sur case noire a1 · Fou blanc sur case noire c1 · Dame blanche sur case blanche d1 · Tour blanche sur case blanche f1 · Roi blanc sur case noire g1 | Tour noire sur case blanche a8 · Fou noir sur case blanche c8 · Dame noire sur case noire d8 · Tour noire sur case noire f8 · Roi noir sur case blanche g8 · Pion noir sur case noire a7 · Pion noir sur case blanche f7 · Pion noir sur case noire g7 · Pion noir sur case blanche h7 · Pion noir sur case noire b6 · Cavalier noir sur case blanche c6 · Pion noir sur case noire d6 · Cavalier noir sur case noire f6 · Pion noir sur case noire c5 · Pion blanc sur case blanche c4 · Pion blanc sur case noire d4 · Pion noir sur case blanche e4 · Pion blanc sur case noire f4 · Cavalier blanc sur case blanche b3 · Pion blanc sur case noire c3 · Pion blanc sur case noire e3 · Pion blanc sur case blanche a2 · Fou blanc sur case blanche e2 · Pion blanc sur case blanche g2 · Pion blanc sur case noire h2 · Tour blanche sur case noire a1 · Fou blanc sur case noire c1 · Dame blanche sur case blanche d1 · Tour blanche sur case blanche f1 · Roi blanc sur case noire g1 | 4 |
| 3 | Tour noire sur case blanche a8 · Fou noir sur case blanche c8 · Dame noire sur case noire d8 · Tour noire sur case noire f8 · Roi noir sur case blanche g8 · Pion noir sur case noire a7 · Pion noir sur case blanche f7 · Pion noir sur case noire g7 · Pion noir sur case blanche h7 · Pion noir sur case noire b6 · Cavalier noir sur case blanche c6 · Pion noir sur case noire d6 · Cavalier noir sur case noire f6 · Pion noir sur case noire c5 · Pion blanc sur case blanche c4 · Pion blanc sur case noire d4 · Pion noir sur case blanche e4 · Pion blanc sur case noire f4 · Cavalier blanc sur case blanche b3 · Pion blanc sur case noire c3 · Pion blanc sur case noire e3 · Pion blanc sur case blanche a2 · Fou blanc sur case blanche e2 · Pion blanc sur case blanche g2 · Pion blanc sur case noire h2 · Tour blanche sur case noire a1 · Fou blanc sur case noire c1 · Dame blanche sur case blanche d1 · Tour blanche sur case blanche f1 · Roi blanc sur case noire g1 | Tour noire sur case blanche a8 · Fou noir sur case blanche c8 · Dame noire sur case noire d8 · Tour noire sur case noire f8 · Roi noir sur case blanche g8 · Pion noir sur case noire a7 · Pion noir sur case blanche f7 · Pion noir sur case noire g7 · Pion noir sur case blanche h7 · Pion noir sur case noire b6 · Cavalier noir sur case blanche c6 · Pion noir sur case noire d6 · Cavalier noir sur case noire f6 · Pion noir sur case noire c5 · Pion blanc sur case blanche c4 · Pion blanc sur case noire d4 · Pion noir sur case blanche e4 · Pion blanc sur case noire f4 · Cavalier blanc sur case blanche b3 · Pion blanc sur case noire c3 · Pion blanc sur case noire e3 · Pion blanc sur case blanche a2 · Fou blanc sur case blanche e2 · Pion blanc sur case blanche g2 · Pion blanc sur case noire h2 · Tour blanche sur case noire a1 · Fou blanc sur case noire c1 · Dame blanche sur case blanche d1 · Tour blanche sur case blanche f1 · Roi blanc sur case noire g1 | Tour noire sur case blanche a8 · Fou noir sur case blanche c8 · Dame noire sur case noire d8 · Tour noire sur case noire f8 · Roi noir sur case blanche g8 · Pion noir sur case noire a7 · Pion noir sur case blanche f7 · Pion noir sur case noire g7 · Pion noir sur case blanche h7 · Pion noir sur case noire b6 · Cavalier noir sur case blanche c6 · Pion noir sur case noire d6 · Cavalier noir sur case noire f6 · Pion noir sur case noire c5 · Pion blanc sur case blanche c4 · Pion blanc sur case noire d4 · Pion noir sur case blanche e4 · Pion blanc sur case noire f4 · Cavalier blanc sur case blanche b3 · Pion blanc sur case noire c3 · Pion blanc sur case noire e3 · Pion blanc sur case blanche a2 · Fou blanc sur case blanche e2 · Pion blanc sur case blanche g2 · Pion blanc sur case noire h2 · Tour blanche sur case noire a1 · Fou blanc sur case noire c1 · Dame blanche sur case blanche d1 · Tour blanche sur case blanche f1 · Roi blanc sur case noire g1 | Tour noire sur case blanche a8 · Fou noir sur case blanche c8 · Dame noire sur case noire d8 · Tour noire sur case noire f8 · Roi noir sur case blanche g8 · Pion noir sur case noire a7 · Pion noir sur case blanche f7 · Pion noir sur case noire g7 · Pion noir sur case blanche h7 · Pion noir sur case noire b6 · Cavalier noir sur case blanche c6 · Pion noir sur case noire d6 · Cavalier noir sur case noire f6 · Pion noir sur case noire c5 · Pion blanc sur case blanche c4 · Pion blanc sur case noire d4 · Pion noir sur case blanche e4 · Pion blanc sur case noire f4 · Cavalier blanc sur case blanche b3 · Pion blanc sur case noire c3 · Pion blanc sur case noire e3 · Pion blanc sur case blanche a2 · Fou blanc sur case blanche e2 · Pion blanc sur case blanche g2 · Pion blanc sur case noire h2 · Tour blanche sur case noire a1 · Fou blanc sur case noire c1 · Dame blanche sur case blanche d1 · Tour blanche sur case blanche f1 · Roi blanc sur case noire g1 | Tour noire sur case blanche a8 · Fou noir sur case blanche c8 · Dame noire sur case noire d8 · Tour noire sur case noire f8 · Roi noir sur case blanche g8 · Pion noir sur case noire a7 · Pion noir sur case blanche f7 · Pion noir sur case noire g7 · Pion noir sur case blanche h7 · Pion noir sur case noire b6 · Cavalier noir sur case blanche c6 · Pion noir sur case noire d6 · Cavalier noir sur case noire f6 · Pion noir sur case noire c5 · Pion blanc sur case blanche c4 · Pion blanc sur case noire d4 · Pion noir sur case blanche e4 · Pion blanc sur case noire f4 · Cavalier blanc sur case blanche b3 · Pion blanc sur case noire c3 · Pion blanc sur case noire e3 · Pion blanc sur case blanche a2 · Fou blanc sur case blanche e2 · Pion blanc sur case blanche g2 · Pion blanc sur case noire h2 · Tour blanche sur case noire a1 · Fou blanc sur case noire c1 · Dame blanche sur case blanche d1 · Tour blanche sur case blanche f1 · Roi blanc sur case noire g1 | Tour noire sur case blanche a8 · Fou noir sur case blanche c8 · Dame noire sur case noire d8 · Tour noire sur case noire f8 · Roi noir sur case blanche g8 · Pion noir sur case noire a7 · Pion noir sur case blanche f7 · Pion noir sur case noire g7 · Pion noir sur case blanche h7 · Pion noir sur case noire b6 · Cavalier noir sur case blanche c6 · Pion noir sur case noire d6 · Cavalier noir sur case noire f6 · Pion noir sur case noire c5 · Pion blanc sur case blanche c4 · Pion blanc sur case noire d4 · Pion noir sur case blanche e4 · Pion blanc sur case noire f4 · Cavalier blanc sur case blanche b3 · Pion blanc sur case noire c3 · Pion blanc sur case noire e3 · Pion blanc sur case blanche a2 · Fou blanc sur case blanche e2 · Pion blanc sur case blanche g2 · Pion blanc sur case noire h2 · Tour blanche sur case noire a1 · Fou blanc sur case noire c1 · Dame blanche sur case blanche d1 · Tour blanche sur case blanche f1 · Roi blanc sur case noire g1 | Tour noire sur case blanche a8 · Fou noir sur case blanche c8 · Dame noire sur case noire d8 · Tour noire sur case noire f8 · Roi noir sur case blanche g8 · Pion noir sur case noire a7 · Pion noir sur case blanche f7 · Pion noir sur case noire g7 · Pion noir sur case blanche h7 · Pion noir sur case noire b6 · Cavalier noir sur case blanche c6 · Pion noir sur case noire d6 · Cavalier noir sur case noire f6 · Pion noir sur case noire c5 · Pion blanc sur case blanche c4 · Pion blanc sur case noire d4 · Pion noir sur case blanche e4 · Pion blanc sur case noire f4 · Cavalier blanc sur case blanche b3 · Pion blanc sur case noire c3 · Pion blanc sur case noire e3 · Pion blanc sur case blanche a2 · Fou blanc sur case blanche e2 · Pion blanc sur case blanche g2 · Pion blanc sur case noire h2 · Tour blanche sur case noire a1 · Fou blanc sur case noire c1 · Dame blanche sur case blanche d1 · Tour blanche sur case blanche f1 · Roi blanc sur case noire g1 | Tour noire sur case blanche a8 · Fou noir sur case blanche c8 · Dame noire sur case noire d8 · Tour noire sur case noire f8 · Roi noir sur case blanche g8 · Pion noir sur case noire a7 · Pion noir sur case blanche f7 · Pion noir sur case noire g7 · Pion noir sur case blanche h7 · Pion noir sur case noire b6 · Cavalier noir sur case blanche c6 · Pion noir sur case noire d6 · Cavalier noir sur case noire f6 · Pion noir sur case noire c5 · Pion blanc sur case blanche c4 · Pion blanc sur case noire d4 · Pion noir sur case blanche e4 · Pion blanc sur case noire f4 · Cavalier blanc sur case blanche b3 · Pion blanc sur case noire c3 · Pion blanc sur case noire e3 · Pion blanc sur case blanche a2 · Fou blanc sur case blanche e2 · Pion blanc sur case blanche g2 · Pion blanc sur case noire h2 · Tour blanche sur case noire a1 · Fou blanc sur case noire c1 · Dame blanche sur case blanche d1 · Tour blanche sur case blanche f1 · Roi blanc sur case noire g1 | 3 |
| 2 | Tour noire sur case blanche a8 · Fou noir sur case blanche c8 · Dame noire sur case noire d8 · Tour noire sur case noire f8 · Roi noir sur case blanche g8 · Pion noir sur case noire a7 · Pion noir sur case blanche f7 · Pion noir sur case noire g7 · Pion noir sur case blanche h7 · Pion noir sur case noire b6 · Cavalier noir sur case blanche c6 · Pion noir sur case noire d6 · Cavalier noir sur case noire f6 · Pion noir sur case noire c5 · Pion blanc sur case blanche c4 · Pion blanc sur case noire d4 · Pion noir sur case blanche e4 · Pion blanc sur case noire f4 · Cavalier blanc sur case blanche b3 · Pion blanc sur case noire c3 · Pion blanc sur case noire e3 · Pion blanc sur case blanche a2 · Fou blanc sur case blanche e2 · Pion blanc sur case blanche g2 · Pion blanc sur case noire h2 · Tour blanche sur case noire a1 · Fou blanc sur case noire c1 · Dame blanche sur case blanche d1 · Tour blanche sur case blanche f1 · Roi blanc sur case noire g1 | Tour noire sur case blanche a8 · Fou noir sur case blanche c8 · Dame noire sur case noire d8 · Tour noire sur case noire f8 · Roi noir sur case blanche g8 · Pion noir sur case noire a7 · Pion noir sur case blanche f7 · Pion noir sur case noire g7 · Pion noir sur case blanche h7 · Pion noir sur case noire b6 · Cavalier noir sur case blanche c6 · Pion noir sur case noire d6 · Cavalier noir sur case noire f6 · Pion noir sur case noire c5 · Pion blanc sur case blanche c4 · Pion blanc sur case noire d4 · Pion noir sur case blanche e4 · Pion blanc sur case noire f4 · Cavalier blanc sur case blanche b3 · Pion blanc sur case noire c3 · Pion blanc sur case noire e3 · Pion blanc sur case blanche a2 · Fou blanc sur case blanche e2 · Pion blanc sur case blanche g2 · Pion blanc sur case noire h2 · Tour blanche sur case noire a1 · Fou blanc sur case noire c1 · Dame blanche sur case blanche d1 · Tour blanche sur case blanche f1 · Roi blanc sur case noire g1 | Tour noire sur case blanche a8 · Fou noir sur case blanche c8 · Dame noire sur case noire d8 · Tour noire sur case noire f8 · Roi noir sur case blanche g8 · Pion noir sur case noire a7 · Pion noir sur case blanche f7 · Pion noir sur case noire g7 · Pion noir sur case blanche h7 · Pion noir sur case noire b6 · Cavalier noir sur case blanche c6 · Pion noir sur case noire d6 · Cavalier noir sur case noire f6 · Pion noir sur case noire c5 · Pion blanc sur case blanche c4 · Pion blanc sur case noire d4 · Pion noir sur case blanche e4 · Pion blanc sur case noire f4 · Cavalier blanc sur case blanche b3 · Pion blanc sur case noire c3 · Pion blanc sur case noire e3 · Pion blanc sur case blanche a2 · Fou blanc sur case blanche e2 · Pion blanc sur case blanche g2 · Pion blanc sur case noire h2 · Tour blanche sur case noire a1 · Fou blanc sur case noire c1 · Dame blanche sur case blanche d1 · Tour blanche sur case blanche f1 · Roi blanc sur case noire g1 | Tour noire sur case blanche a8 · Fou noir sur case blanche c8 · Dame noire sur case noire d8 · Tour noire sur case noire f8 · Roi noir sur case blanche g8 · Pion noir sur case noire a7 · Pion noir sur case blanche f7 · Pion noir sur case noire g7 · Pion noir sur case blanche h7 · Pion noir sur case noire b6 · Cavalier noir sur case blanche c6 · Pion noir sur case noire d6 · Cavalier noir sur case noire f6 · Pion noir sur case noire c5 · Pion blanc sur case blanche c4 · Pion blanc sur case noire d4 · Pion noir sur case blanche e4 · Pion blanc sur case noire f4 · Cavalier blanc sur case blanche b3 · Pion blanc sur case noire c3 · Pion blanc sur case noire e3 · Pion blanc sur case blanche a2 · Fou blanc sur case blanche e2 · Pion blanc sur case blanche g2 · Pion blanc sur case noire h2 · Tour blanche sur case noire a1 · Fou blanc sur case noire c1 · Dame blanche sur case blanche d1 · Tour blanche sur case blanche f1 · Roi blanc sur case noire g1 | Tour noire sur case blanche a8 · Fou noir sur case blanche c8 · Dame noire sur case noire d8 · Tour noire sur case noire f8 · Roi noir sur case blanche g8 · Pion noir sur case noire a7 · Pion noir sur case blanche f7 · Pion noir sur case noire g7 · Pion noir sur case blanche h7 · Pion noir sur case noire b6 · Cavalier noir sur case blanche c6 · Pion noir sur case noire d6 · Cavalier noir sur case noire f6 · Pion noir sur case noire c5 · Pion blanc sur case blanche c4 · Pion blanc sur case noire d4 · Pion noir sur case blanche e4 · Pion blanc sur case noire f4 · Cavalier blanc sur case blanche b3 · Pion blanc sur case noire c3 · Pion blanc sur case noire e3 · Pion blanc sur case blanche a2 · Fou blanc sur case blanche e2 · Pion blanc sur case blanche g2 · Pion blanc sur case noire h2 · Tour blanche sur case noire a1 · Fou blanc sur case noire c1 · Dame blanche sur case blanche d1 · Tour blanche sur case blanche f1 · Roi blanc sur case noire g1 | Tour noire sur case blanche a8 · Fou noir sur case blanche c8 · Dame noire sur case noire d8 · Tour noire sur case noire f8 · Roi noir sur case blanche g8 · Pion noir sur case noire a7 · Pion noir sur case blanche f7 · Pion noir sur case noire g7 · Pion noir sur case blanche h7 · Pion noir sur case noire b6 · Cavalier noir sur case blanche c6 · Pion noir sur case noire d6 · Cavalier noir sur case noire f6 · Pion noir sur case noire c5 · Pion blanc sur case blanche c4 · Pion blanc sur case noire d4 · Pion noir sur case blanche e4 · Pion blanc sur case noire f4 · Cavalier blanc sur case blanche b3 · Pion blanc sur case noire c3 · Pion blanc sur case noire e3 · Pion blanc sur case blanche a2 · Fou blanc sur case blanche e2 · Pion blanc sur case blanche g2 · Pion blanc sur case noire h2 · Tour blanche sur case noire a1 · Fou blanc sur case noire c1 · Dame blanche sur case blanche d1 · Tour blanche sur case blanche f1 · Roi blanc sur case noire g1 | Tour noire sur case blanche a8 · Fou noir sur case blanche c8 · Dame noire sur case noire d8 · Tour noire sur case noire f8 · Roi noir sur case blanche g8 · Pion noir sur case noire a7 · Pion noir sur case blanche f7 · Pion noir sur case noire g7 · Pion noir sur case blanche h7 · Pion noir sur case noire b6 · Cavalier noir sur case blanche c6 · Pion noir sur case noire d6 · Cavalier noir sur case noire f6 · Pion noir sur case noire c5 · Pion blanc sur case blanche c4 · Pion blanc sur case noire d4 · Pion noir sur case blanche e4 · Pion blanc sur case noire f4 · Cavalier blanc sur case blanche b3 · Pion blanc sur case noire c3 · Pion blanc sur case noire e3 · Pion blanc sur case blanche a2 · Fou blanc sur case blanche e2 · Pion blanc sur case blanche g2 · Pion blanc sur case noire h2 · Tour blanche sur case noire a1 · Fou blanc sur case noire c1 · Dame blanche sur case blanche d1 · Tour blanche sur case blanche f1 · Roi blanc sur case noire g1 | Tour noire sur case blanche a8 · Fou noir sur case blanche c8 · Dame noire sur case noire d8 · Tour noire sur case noire f8 · Roi noir sur case blanche g8 · Pion noir sur case noire a7 · Pion noir sur case blanche f7 · Pion noir sur case noire g7 · Pion noir sur case blanche h7 · Pion noir sur case noire b6 · Cavalier noir sur case blanche c6 · Pion noir sur case noire d6 · Cavalier noir sur case noire f6 · Pion noir sur case noire c5 · Pion blanc sur case blanche c4 · Pion blanc sur case noire d4 · Pion noir sur case blanche e4 · Pion blanc sur case noire f4 · Cavalier blanc sur case blanche b3 · Pion blanc sur case noire c3 · Pion blanc sur case noire e3 · Pion blanc sur case blanche a2 · Fou blanc sur case blanche e2 · Pion blanc sur case blanche g2 · Pion blanc sur case noire h2 · Tour blanche sur case noire a1 · Fou blanc sur case noire c1 · Dame blanche sur case blanche d1 · Tour blanche sur case blanche f1 · Roi blanc sur case noire g1 | 2 |
| 1 | Tour noire sur case blanche a8 · Fou noir sur case blanche c8 · Dame noire sur case noire d8 · Tour noire sur case noire f8 · Roi noir sur case blanche g8 · Pion noir sur case noire a7 · Pion noir sur case blanche f7 · Pion noir sur case noire g7 · Pion noir sur case blanche h7 · Pion noir sur case noire b6 · Cavalier noir sur case blanche c6 · Pion noir sur case noire d6 · Cavalier noir sur case noire f6 · Pion noir sur case noire c5 · Pion blanc sur case blanche c4 · Pion blanc sur case noire d4 · Pion noir sur case blanche e4 · Pion blanc sur case noire f4 · Cavalier blanc sur case blanche b3 · Pion blanc sur case noire c3 · Pion blanc sur case noire e3 · Pion blanc sur case blanche a2 · Fou blanc sur case blanche e2 · Pion blanc sur case blanche g2 · Pion blanc sur case noire h2 · Tour blanche sur case noire a1 · Fou blanc sur case noire c1 · Dame blanche sur case blanche d1 · Tour blanche sur case blanche f1 · Roi blanc sur case noire g1 | Tour noire sur case blanche a8 · Fou noir sur case blanche c8 · Dame noire sur case noire d8 · Tour noire sur case noire f8 · Roi noir sur case blanche g8 · Pion noir sur case noire a7 · Pion noir sur case blanche f7 · Pion noir sur case noire g7 · Pion noir sur case blanche h7 · Pion noir sur case noire b6 · Cavalier noir sur case blanche c6 · Pion noir sur case noire d6 · Cavalier noir sur case noire f6 · Pion noir sur case noire c5 · Pion blanc sur case blanche c4 · Pion blanc sur case noire d4 · Pion noir sur case blanche e4 · Pion blanc sur case noire f4 · Cavalier blanc sur case blanche b3 · Pion blanc sur case noire c3 · Pion blanc sur case noire e3 · Pion blanc sur case blanche a2 · Fou blanc sur case blanche e2 · Pion blanc sur case blanche g2 · Pion blanc sur case noire h2 · Tour blanche sur case noire a1 · Fou blanc sur case noire c1 · Dame blanche sur case blanche d1 · Tour blanche sur case blanche f1 · Roi blanc sur case noire g1 | Tour noire sur case blanche a8 · Fou noir sur case blanche c8 · Dame noire sur case noire d8 · Tour noire sur case noire f8 · Roi noir sur case blanche g8 · Pion noir sur case noire a7 · Pion noir sur case blanche f7 · Pion noir sur case noire g7 · Pion noir sur case blanche h7 · Pion noir sur case noire b6 · Cavalier noir sur case blanche c6 · Pion noir sur case noire d6 · Cavalier noir sur case noire f6 · Pion noir sur case noire c5 · Pion blanc sur case blanche c4 · Pion blanc sur case noire d4 · Pion noir sur case blanche e4 · Pion blanc sur case noire f4 · Cavalier blanc sur case blanche b3 · Pion blanc sur case noire c3 · Pion blanc sur case noire e3 · Pion blanc sur case blanche a2 · Fou blanc sur case blanche e2 · Pion blanc sur case blanche g2 · Pion blanc sur case noire h2 · Tour blanche sur case noire a1 · Fou blanc sur case noire c1 · Dame blanche sur case blanche d1 · Tour blanche sur case blanche f1 · Roi blanc sur case noire g1 | Tour noire sur case blanche a8 · Fou noir sur case blanche c8 · Dame noire sur case noire d8 · Tour noire sur case noire f8 · Roi noir sur case blanche g8 · Pion noir sur case noire a7 · Pion noir sur case blanche f7 · Pion noir sur case noire g7 · Pion noir sur case blanche h7 · Pion noir sur case noire b6 · Cavalier noir sur case blanche c6 · Pion noir sur case noire d6 · Cavalier noir sur case noire f6 · Pion noir sur case noire c5 · Pion blanc sur case blanche c4 · Pion blanc sur case noire d4 · Pion noir sur case blanche e4 · Pion blanc sur case noire f4 · Cavalier blanc sur case blanche b3 · Pion blanc sur case noire c3 · Pion blanc sur case noire e3 · Pion blanc sur case blanche a2 · Fou blanc sur case blanche e2 · Pion blanc sur case blanche g2 · Pion blanc sur case noire h2 · Tour blanche sur case noire a1 · Fou blanc sur case noire c1 · Dame blanche sur case blanche d1 · Tour blanche sur case blanche f1 · Roi blanc sur case noire g1 | Tour noire sur case blanche a8 · Fou noir sur case blanche c8 · Dame noire sur case noire d8 · Tour noire sur case noire f8 · Roi noir sur case blanche g8 · Pion noir sur case noire a7 · Pion noir sur case blanche f7 · Pion noir sur case noire g7 · Pion noir sur case blanche h7 · Pion noir sur case noire b6 · Cavalier noir sur case blanche c6 · Pion noir sur case noire d6 · Cavalier noir sur case noire f6 · Pion noir sur case noire c5 · Pion blanc sur case blanche c4 · Pion blanc sur case noire d4 · Pion noir sur case blanche e4 · Pion blanc sur case noire f4 · Cavalier blanc sur case blanche b3 · Pion blanc sur case noire c3 · Pion blanc sur case noire e3 · Pion blanc sur case blanche a2 · Fou blanc sur case blanche e2 · Pion blanc sur case blanche g2 · Pion blanc sur case noire h2 · Tour blanche sur case noire a1 · Fou blanc sur case noire c1 · Dame blanche sur case blanche d1 · Tour blanche sur case blanche f1 · Roi blanc sur case noire g1 | Tour noire sur case blanche a8 · Fou noir sur case blanche c8 · Dame noire sur case noire d8 · Tour noire sur case noire f8 · Roi noir sur case blanche g8 · Pion noir sur case noire a7 · Pion noir sur case blanche f7 · Pion noir sur case noire g7 · Pion noir sur case blanche h7 · Pion noir sur case noire b6 · Cavalier noir sur case blanche c6 · Pion noir sur case noire d6 · Cavalier noir sur case noire f6 · Pion noir sur case noire c5 · Pion blanc sur case blanche c4 · Pion blanc sur case noire d4 · Pion noir sur case blanche e4 · Pion blanc sur case noire f4 · Cavalier blanc sur case blanche b3 · Pion blanc sur case noire c3 · Pion blanc sur case noire e3 · Pion blanc sur case blanche a2 · Fou blanc sur case blanche e2 · Pion blanc sur case blanche g2 · Pion blanc sur case noire h2 · Tour blanche sur case noire a1 · Fou blanc sur case noire c1 · Dame blanche sur case blanche d1 · Tour blanche sur case blanche f1 · Roi blanc sur case noire g1 | Tour noire sur case blanche a8 · Fou noir sur case blanche c8 · Dame noire sur case noire d8 · Tour noire sur case noire f8 · Roi noir sur case blanche g8 · Pion noir sur case noire a7 · Pion noir sur case blanche f7 · Pion noir sur case noire g7 · Pion noir sur case blanche h7 · Pion noir sur case noire b6 · Cavalier noir sur case blanche c6 · Pion noir sur case noire d6 · Cavalier noir sur case noire f6 · Pion noir sur case noire c5 · Pion blanc sur case blanche c4 · Pion blanc sur case noire d4 · Pion noir sur case blanche e4 · Pion blanc sur case noire f4 · Cavalier blanc sur case blanche b3 · Pion blanc sur case noire c3 · Pion blanc sur case noire e3 · Pion blanc sur case blanche a2 · Fou blanc sur case blanche e2 · Pion blanc sur case blanche g2 · Pion blanc sur case noire h2 · Tour blanche sur case noire a1 · Fou blanc sur case noire c1 · Dame blanche sur case blanche d1 · Tour blanche sur case blanche f1 · Roi blanc sur case noire g1 | Tour noire sur case blanche a8 · Fou noir sur case blanche c8 · Dame noire sur case noire d8 · Tour noire sur case noire f8 · Roi noir sur case blanche g8 · Pion noir sur case noire a7 · Pion noir sur case blanche f7 · Pion noir sur case noire g7 · Pion noir sur case blanche h7 · Pion noir sur case noire b6 · Cavalier noir sur case blanche c6 · Pion noir sur case noire d6 · Cavalier noir sur case noire f6 · Pion noir sur case noire c5 · Pion blanc sur case blanche c4 · Pion blanc sur case noire d4 · Pion noir sur case blanche e4 · Pion blanc sur case noire f4 · Cavalier blanc sur case blanche b3 · Pion blanc sur case noire c3 · Pion blanc sur case noire e3 · Pion blanc sur case blanche a2 · Fou blanc sur case blanche e2 · Pion blanc sur case blanche g2 · Pion blanc sur case noire h2 · Tour blanche sur case noire a1 · Fou blanc sur case noire c1 · Dame blanche sur case blanche d1 · Tour blanche sur case blanche f1 · Roi blanc sur case noire g1 | 1 |
|   | a | b | c | d | e | f | g | h |   |

12... Dd7!!
Pour bloquer cette avance, Nimzowitsch place sa dame devant son fou, une approche novatrice qui s'appuie sur sa théorie prophylactique : « l'emploi de gros matériel pour la réaliser parut si nouveau que les contemporains de cette partie en furent — à juste titre — stupéfaits. »
13. h3 Ce7 14. De1
Selon Nimzowitsch, cité par Le Lionnais, « les Noirs deviennent capables d'effectuer un blocus complet de la position blanche. » Cette approche est essentiellement stratégique : il renonce aux combinaisons qui procurent un avantage immédiat pour une position qui, à long terme, deviendra gagnante.
14... h5 15. Fd2 Df5! 16 Rh2
Dans cette position, combien de joueurs auraient trouvé le coup qui mène à la victoire ?
|   | a | b | c | d | e | f | g | h |   |
| 8 | Tour noire sur case blanche a8 · Fou noir sur case blanche c8 · Tour noire sur case noire f8 · Roi noir sur case blanche g8 · Pion noir sur case noire a7 · Cavalier noir sur case noire e7 · Pion noir sur case blanche f7 · Pion noir sur case noire g7 · Pion noir sur case noire b6 · Pion noir sur case noire d6 · Cavalier noir sur case noire f6 · Pion noir sur case noire c5 · Dame noire sur case blanche f5 · Pion noir sur case blanche h5 · Pion blanc sur case blanche c4 · Pion blanc sur case noire d4 · Pion noir sur case blanche e4 · Pion blanc sur case noire f4 · Cavalier blanc sur case blanche b3 · Pion blanc sur case noire c3 · Pion blanc sur case noire e3 · Pion blanc sur case blanche h3 · Pion blanc sur case blanche a2 · Fou blanc sur case noire d2 · Fou blanc sur case blanche e2 · Pion blanc sur case blanche g2 · Roi blanc sur case noire h2 · Tour blanche sur case noire a1 · Dame blanche sur case blanche d1 · Tour blanche sur case blanche f1 | Tour noire sur case blanche a8 · Fou noir sur case blanche c8 · Tour noire sur case noire f8 · Roi noir sur case blanche g8 · Pion noir sur case noire a7 · Cavalier noir sur case noire e7 · Pion noir sur case blanche f7 · Pion noir sur case noire g7 · Pion noir sur case noire b6 · Pion noir sur case noire d6 · Cavalier noir sur case noire f6 · Pion noir sur case noire c5 · Dame noire sur case blanche f5 · Pion noir sur case blanche h5 · Pion blanc sur case blanche c4 · Pion blanc sur case noire d4 · Pion noir sur case blanche e4 · Pion blanc sur case noire f4 · Cavalier blanc sur case blanche b3 · Pion blanc sur case noire c3 · Pion blanc sur case noire e3 · Pion blanc sur case blanche h3 · Pion blanc sur case blanche a2 · Fou blanc sur case noire d2 · Fou blanc sur case blanche e2 · Pion blanc sur case blanche g2 · Roi blanc sur case noire h2 · Tour blanche sur case noire a1 · Dame blanche sur case blanche d1 · Tour blanche sur case blanche f1 | Tour noire sur case blanche a8 · Fou noir sur case blanche c8 · Tour noire sur case noire f8 · Roi noir sur case blanche g8 · Pion noir sur case noire a7 · Cavalier noir sur case noire e7 · Pion noir sur case blanche f7 · Pion noir sur case noire g7 · Pion noir sur case noire b6 · Pion noir sur case noire d6 · Cavalier noir sur case noire f6 · Pion noir sur case noire c5 · Dame noire sur case blanche f5 · Pion noir sur case blanche h5 · Pion blanc sur case blanche c4 · Pion blanc sur case noire d4 · Pion noir sur case blanche e4 · Pion blanc sur case noire f4 · Cavalier blanc sur case blanche b3 · Pion blanc sur case noire c3 · Pion blanc sur case noire e3 · Pion blanc sur case blanche h3 · Pion blanc sur case blanche a2 · Fou blanc sur case noire d2 · Fou blanc sur case blanche e2 · Pion blanc sur case blanche g2 · Roi blanc sur case noire h2 · Tour blanche sur case noire a1 · Dame blanche sur case blanche d1 · Tour blanche sur case blanche f1 | Tour noire sur case blanche a8 · Fou noir sur case blanche c8 · Tour noire sur case noire f8 · Roi noir sur case blanche g8 · Pion noir sur case noire a7 · Cavalier noir sur case noire e7 · Pion noir sur case blanche f7 · Pion noir sur case noire g7 · Pion noir sur case noire b6 · Pion noir sur case noire d6 · Cavalier noir sur case noire f6 · Pion noir sur case noire c5 · Dame noire sur case blanche f5 · Pion noir sur case blanche h5 · Pion blanc sur case blanche c4 · Pion blanc sur case noire d4 · Pion noir sur case blanche e4 · Pion blanc sur case noire f4 · Cavalier blanc sur case blanche b3 · Pion blanc sur case noire c3 · Pion blanc sur case noire e3 · Pion blanc sur case blanche h3 · Pion blanc sur case blanche a2 · Fou blanc sur case noire d2 · Fou blanc sur case blanche e2 · Pion blanc sur case blanche g2 · Roi blanc sur case noire h2 · Tour blanche sur case noire a1 · Dame blanche sur case blanche d1 · Tour blanche sur case blanche f1 | Tour noire sur case blanche a8 · Fou noir sur case blanche c8 · Tour noire sur case noire f8 · Roi noir sur case blanche g8 · Pion noir sur case noire a7 · Cavalier noir sur case noire e7 · Pion noir sur case blanche f7 · Pion noir sur case noire g7 · Pion noir sur case noire b6 · Pion noir sur case noire d6 · Cavalier noir sur case noire f6 · Pion noir sur case noire c5 · Dame noire sur case blanche f5 · Pion noir sur case blanche h5 · Pion blanc sur case blanche c4 · Pion blanc sur case noire d4 · Pion noir sur case blanche e4 · Pion blanc sur case noire f4 · Cavalier blanc sur case blanche b3 · Pion blanc sur case noire c3 · Pion blanc sur case noire e3 · Pion blanc sur case blanche h3 · Pion blanc sur case blanche a2 · Fou blanc sur case noire d2 · Fou blanc sur case blanche e2 · Pion blanc sur case blanche g2 · Roi blanc sur case noire h2 · Tour blanche sur case noire a1 · Dame blanche sur case blanche d1 · Tour blanche sur case blanche f1 | Tour noire sur case blanche a8 · Fou noir sur case blanche c8 · Tour noire sur case noire f8 · Roi noir sur case blanche g8 · Pion noir sur case noire a7 · Cavalier noir sur case noire e7 · Pion noir sur case blanche f7 · Pion noir sur case noire g7 · Pion noir sur case noire b6 · Pion noir sur case noire d6 · Cavalier noir sur case noire f6 · Pion noir sur case noire c5 · Dame noire sur case blanche f5 · Pion noir sur case blanche h5 · Pion blanc sur case blanche c4 · Pion blanc sur case noire d4 · Pion noir sur case blanche e4 · Pion blanc sur case noire f4 · Cavalier blanc sur case blanche b3 · Pion blanc sur case noire c3 · Pion blanc sur case noire e3 · Pion blanc sur case blanche h3 · Pion blanc sur case blanche a2 · Fou blanc sur case noire d2 · Fou blanc sur case blanche e2 · Pion blanc sur case blanche g2 · Roi blanc sur case noire h2 · Tour blanche sur case noire a1 · Dame blanche sur case blanche d1 · Tour blanche sur case blanche f1 | Tour noire sur case blanche a8 · Fou noir sur case blanche c8 · Tour noire sur case noire f8 · Roi noir sur case blanche g8 · Pion noir sur case noire a7 · Cavalier noir sur case noire e7 · Pion noir sur case blanche f7 · Pion noir sur case noire g7 · Pion noir sur case noire b6 · Pion noir sur case noire d6 · Cavalier noir sur case noire f6 · Pion noir sur case noire c5 · Dame noire sur case blanche f5 · Pion noir sur case blanche h5 · Pion blanc sur case blanche c4 · Pion blanc sur case noire d4 · Pion noir sur case blanche e4 · Pion blanc sur case noire f4 · Cavalier blanc sur case blanche b3 · Pion blanc sur case noire c3 · Pion blanc sur case noire e3 · Pion blanc sur case blanche h3 · Pion blanc sur case blanche a2 · Fou blanc sur case noire d2 · Fou blanc sur case blanche e2 · Pion blanc sur case blanche g2 · Roi blanc sur case noire h2 · Tour blanche sur case noire a1 · Dame blanche sur case blanche d1 · Tour blanche sur case blanche f1 | Tour noire sur case blanche a8 · Fou noir sur case blanche c8 · Tour noire sur case noire f8 · Roi noir sur case blanche g8 · Pion noir sur case noire a7 · Cavalier noir sur case noire e7 · Pion noir sur case blanche f7 · Pion noir sur case noire g7 · Pion noir sur case noire b6 · Pion noir sur case noire d6 · Cavalier noir sur case noire f6 · Pion noir sur case noire c5 · Dame noire sur case blanche f5 · Pion noir sur case blanche h5 · Pion blanc sur case blanche c4 · Pion blanc sur case noire d4 · Pion noir sur case blanche e4 · Pion blanc sur case noire f4 · Cavalier blanc sur case blanche b3 · Pion blanc sur case noire c3 · Pion blanc sur case noire e3 · Pion blanc sur case blanche h3 · Pion blanc sur case blanche a2 · Fou blanc sur case noire d2 · Fou blanc sur case blanche e2 · Pion blanc sur case blanche g2 · Roi blanc sur case noire h2 · Tour blanche sur case noire a1 · Dame blanche sur case blanche d1 · Tour blanche sur case blanche f1 | 8 |
| 7 | Tour noire sur case blanche a8 · Fou noir sur case blanche c8 · Tour noire sur case noire f8 · Roi noir sur case blanche g8 · Pion noir sur case noire a7 · Cavalier noir sur case noire e7 · Pion noir sur case blanche f7 · Pion noir sur case noire g7 · Pion noir sur case noire b6 · Pion noir sur case noire d6 · Cavalier noir sur case noire f6 · Pion noir sur case noire c5 · Dame noire sur case blanche f5 · Pion noir sur case blanche h5 · Pion blanc sur case blanche c4 · Pion blanc sur case noire d4 · Pion noir sur case blanche e4 · Pion blanc sur case noire f4 · Cavalier blanc sur case blanche b3 · Pion blanc sur case noire c3 · Pion blanc sur case noire e3 · Pion blanc sur case blanche h3 · Pion blanc sur case blanche a2 · Fou blanc sur case noire d2 · Fou blanc sur case blanche e2 · Pion blanc sur case blanche g2 · Roi blanc sur case noire h2 · Tour blanche sur case noire a1 · Dame blanche sur case blanche d1 · Tour blanche sur case blanche f1 | Tour noire sur case blanche a8 · Fou noir sur case blanche c8 · Tour noire sur case noire f8 · Roi noir sur case blanche g8 · Pion noir sur case noire a7 · Cavalier noir sur case noire e7 · Pion noir sur case blanche f7 · Pion noir sur case noire g7 · Pion noir sur case noire b6 · Pion noir sur case noire d6 · Cavalier noir sur case noire f6 · Pion noir sur case noire c5 · Dame noire sur case blanche f5 · Pion noir sur case blanche h5 · Pion blanc sur case blanche c4 · Pion blanc sur case noire d4 · Pion noir sur case blanche e4 · Pion blanc sur case noire f4 · Cavalier blanc sur case blanche b3 · Pion blanc sur case noire c3 · Pion blanc sur case noire e3 · Pion blanc sur case blanche h3 · Pion blanc sur case blanche a2 · Fou blanc sur case noire d2 · Fou blanc sur case blanche e2 · Pion blanc sur case blanche g2 · Roi blanc sur case noire h2 · Tour blanche sur case noire a1 · Dame blanche sur case blanche d1 · Tour blanche sur case blanche f1 | Tour noire sur case blanche a8 · Fou noir sur case blanche c8 · Tour noire sur case noire f8 · Roi noir sur case blanche g8 · Pion noir sur case noire a7 · Cavalier noir sur case noire e7 · Pion noir sur case blanche f7 · Pion noir sur case noire g7 · Pion noir sur case noire b6 · Pion noir sur case noire d6 · Cavalier noir sur case noire f6 · Pion noir sur case noire c5 · Dame noire sur case blanche f5 · Pion noir sur case blanche h5 · Pion blanc sur case blanche c4 · Pion blanc sur case noire d4 · Pion noir sur case blanche e4 · Pion blanc sur case noire f4 · Cavalier blanc sur case blanche b3 · Pion blanc sur case noire c3 · Pion blanc sur case noire e3 · Pion blanc sur case blanche h3 · Pion blanc sur case blanche a2 · Fou blanc sur case noire d2 · Fou blanc sur case blanche e2 · Pion blanc sur case blanche g2 · Roi blanc sur case noire h2 · Tour blanche sur case noire a1 · Dame blanche sur case blanche d1 · Tour blanche sur case blanche f1 | Tour noire sur case blanche a8 · Fou noir sur case blanche c8 · Tour noire sur case noire f8 · Roi noir sur case blanche g8 · Pion noir sur case noire a7 · Cavalier noir sur case noire e7 · Pion noir sur case blanche f7 · Pion noir sur case noire g7 · Pion noir sur case noire b6 · Pion noir sur case noire d6 · Cavalier noir sur case noire f6 · Pion noir sur case noire c5 · Dame noire sur case blanche f5 · Pion noir sur case blanche h5 · Pion blanc sur case blanche c4 · Pion blanc sur case noire d4 · Pion noir sur case blanche e4 · Pion blanc sur case noire f4 · Cavalier blanc sur case blanche b3 · Pion blanc sur case noire c3 · Pion blanc sur case noire e3 · Pion blanc sur case blanche h3 · Pion blanc sur case blanche a2 · Fou blanc sur case noire d2 · Fou blanc sur case blanche e2 · Pion blanc sur case blanche g2 · Roi blanc sur case noire h2 · Tour blanche sur case noire a1 · Dame blanche sur case blanche d1 · Tour blanche sur case blanche f1 | Tour noire sur case blanche a8 · Fou noir sur case blanche c8 · Tour noire sur case noire f8 · Roi noir sur case blanche g8 · Pion noir sur case noire a7 · Cavalier noir sur case noire e7 · Pion noir sur case blanche f7 · Pion noir sur case noire g7 · Pion noir sur case noire b6 · Pion noir sur case noire d6 · Cavalier noir sur case noire f6 · Pion noir sur case noire c5 · Dame noire sur case blanche f5 · Pion noir sur case blanche h5 · Pion blanc sur case blanche c4 · Pion blanc sur case noire d4 · Pion noir sur case blanche e4 · Pion blanc sur case noire f4 · Cavalier blanc sur case blanche b3 · Pion blanc sur case noire c3 · Pion blanc sur case noire e3 · Pion blanc sur case blanche h3 · Pion blanc sur case blanche a2 · Fou blanc sur case noire d2 · Fou blanc sur case blanche e2 · Pion blanc sur case blanche g2 · Roi blanc sur case noire h2 · Tour blanche sur case noire a1 · Dame blanche sur case blanche d1 · Tour blanche sur case blanche f1 | Tour noire sur case blanche a8 · Fou noir sur case blanche c8 · Tour noire sur case noire f8 · Roi noir sur case blanche g8 · Pion noir sur case noire a7 · Cavalier noir sur case noire e7 · Pion noir sur case blanche f7 · Pion noir sur case noire g7 · Pion noir sur case noire b6 · Pion noir sur case noire d6 · Cavalier noir sur case noire f6 · Pion noir sur case noire c5 · Dame noire sur case blanche f5 · Pion noir sur case blanche h5 · Pion blanc sur case blanche c4 · Pion blanc sur case noire d4 · Pion noir sur case blanche e4 · Pion blanc sur case noire f4 · Cavalier blanc sur case blanche b3 · Pion blanc sur case noire c3 · Pion blanc sur case noire e3 · Pion blanc sur case blanche h3 · Pion blanc sur case blanche a2 · Fou blanc sur case noire d2 · Fou blanc sur case blanche e2 · Pion blanc sur case blanche g2 · Roi blanc sur case noire h2 · Tour blanche sur case noire a1 · Dame blanche sur case blanche d1 · Tour blanche sur case blanche f1 | Tour noire sur case blanche a8 · Fou noir sur case blanche c8 · Tour noire sur case noire f8 · Roi noir sur case blanche g8 · Pion noir sur case noire a7 · Cavalier noir sur case noire e7 · Pion noir sur case blanche f7 · Pion noir sur case noire g7 · Pion noir sur case noire b6 · Pion noir sur case noire d6 · Cavalier noir sur case noire f6 · Pion noir sur case noire c5 · Dame noire sur case blanche f5 · Pion noir sur case blanche h5 · Pion blanc sur case blanche c4 · Pion blanc sur case noire d4 · Pion noir sur case blanche e4 · Pion blanc sur case noire f4 · Cavalier blanc sur case blanche b3 · Pion blanc sur case noire c3 · Pion blanc sur case noire e3 · Pion blanc sur case blanche h3 · Pion blanc sur case blanche a2 · Fou blanc sur case noire d2 · Fou blanc sur case blanche e2 · Pion blanc sur case blanche g2 · Roi blanc sur case noire h2 · Tour blanche sur case noire a1 · Dame blanche sur case blanche d1 · Tour blanche sur case blanche f1 | Tour noire sur case blanche a8 · Fou noir sur case blanche c8 · Tour noire sur case noire f8 · Roi noir sur case blanche g8 · Pion noir sur case noire a7 · Cavalier noir sur case noire e7 · Pion noir sur case blanche f7 · Pion noir sur case noire g7 · Pion noir sur case noire b6 · Pion noir sur case noire d6 · Cavalier noir sur case noire f6 · Pion noir sur case noire c5 · Dame noire sur case blanche f5 · Pion noir sur case blanche h5 · Pion blanc sur case blanche c4 · Pion blanc sur case noire d4 · Pion noir sur case blanche e4 · Pion blanc sur case noire f4 · Cavalier blanc sur case blanche b3 · Pion blanc sur case noire c3 · Pion blanc sur case noire e3 · Pion blanc sur case blanche h3 · Pion blanc sur case blanche a2 · Fou blanc sur case noire d2 · Fou blanc sur case blanche e2 · Pion blanc sur case blanche g2 · Roi blanc sur case noire h2 · Tour blanche sur case noire a1 · Dame blanche sur case blanche d1 · Tour blanche sur case blanche f1 | 7 |
| 6 | Tour noire sur case blanche a8 · Fou noir sur case blanche c8 · Tour noire sur case noire f8 · Roi noir sur case blanche g8 · Pion noir sur case noire a7 · Cavalier noir sur case noire e7 · Pion noir sur case blanche f7 · Pion noir sur case noire g7 · Pion noir sur case noire b6 · Pion noir sur case noire d6 · Cavalier noir sur case noire f6 · Pion noir sur case noire c5 · Dame noire sur case blanche f5 · Pion noir sur case blanche h5 · Pion blanc sur case blanche c4 · Pion blanc sur case noire d4 · Pion noir sur case blanche e4 · Pion blanc sur case noire f4 · Cavalier blanc sur case blanche b3 · Pion blanc sur case noire c3 · Pion blanc sur case noire e3 · Pion blanc sur case blanche h3 · Pion blanc sur case blanche a2 · Fou blanc sur case noire d2 · Fou blanc sur case blanche e2 · Pion blanc sur case blanche g2 · Roi blanc sur case noire h2 · Tour blanche sur case noire a1 · Dame blanche sur case blanche d1 · Tour blanche sur case blanche f1 | Tour noire sur case blanche a8 · Fou noir sur case blanche c8 · Tour noire sur case noire f8 · Roi noir sur case blanche g8 · Pion noir sur case noire a7 · Cavalier noir sur case noire e7 · Pion noir sur case blanche f7 · Pion noir sur case noire g7 · Pion noir sur case noire b6 · Pion noir sur case noire d6 · Cavalier noir sur case noire f6 · Pion noir sur case noire c5 · Dame noire sur case blanche f5 · Pion noir sur case blanche h5 · Pion blanc sur case blanche c4 · Pion blanc sur case noire d4 · Pion noir sur case blanche e4 · Pion blanc sur case noire f4 · Cavalier blanc sur case blanche b3 · Pion blanc sur case noire c3 · Pion blanc sur case noire e3 · Pion blanc sur case blanche h3 · Pion blanc sur case blanche a2 · Fou blanc sur case noire d2 · Fou blanc sur case blanche e2 · Pion blanc sur case blanche g2 · Roi blanc sur case noire h2 · Tour blanche sur case noire a1 · Dame blanche sur case blanche d1 · Tour blanche sur case blanche f1 | Tour noire sur case blanche a8 · Fou noir sur case blanche c8 · Tour noire sur case noire f8 · Roi noir sur case blanche g8 · Pion noir sur case noire a7 · Cavalier noir sur case noire e7 · Pion noir sur case blanche f7 · Pion noir sur case noire g7 · Pion noir sur case noire b6 · Pion noir sur case noire d6 · Cavalier noir sur case noire f6 · Pion noir sur case noire c5 · Dame noire sur case blanche f5 · Pion noir sur case blanche h5 · Pion blanc sur case blanche c4 · Pion blanc sur case noire d4 · Pion noir sur case blanche e4 · Pion blanc sur case noire f4 · Cavalier blanc sur case blanche b3 · Pion blanc sur case noire c3 · Pion blanc sur case noire e3 · Pion blanc sur case blanche h3 · Pion blanc sur case blanche a2 · Fou blanc sur case noire d2 · Fou blanc sur case blanche e2 · Pion blanc sur case blanche g2 · Roi blanc sur case noire h2 · Tour blanche sur case noire a1 · Dame blanche sur case blanche d1 · Tour blanche sur case blanche f1 | Tour noire sur case blanche a8 · Fou noir sur case blanche c8 · Tour noire sur case noire f8 · Roi noir sur case blanche g8 · Pion noir sur case noire a7 · Cavalier noir sur case noire e7 · Pion noir sur case blanche f7 · Pion noir sur case noire g7 · Pion noir sur case noire b6 · Pion noir sur case noire d6 · Cavalier noir sur case noire f6 · Pion noir sur case noire c5 · Dame noire sur case blanche f5 · Pion noir sur case blanche h5 · Pion blanc sur case blanche c4 · Pion blanc sur case noire d4 · Pion noir sur case blanche e4 · Pion blanc sur case noire f4 · Cavalier blanc sur case blanche b3 · Pion blanc sur case noire c3 · Pion blanc sur case noire e3 · Pion blanc sur case blanche h3 · Pion blanc sur case blanche a2 · Fou blanc sur case noire d2 · Fou blanc sur case blanche e2 · Pion blanc sur case blanche g2 · Roi blanc sur case noire h2 · Tour blanche sur case noire a1 · Dame blanche sur case blanche d1 · Tour blanche sur case blanche f1 | Tour noire sur case blanche a8 · Fou noir sur case blanche c8 · Tour noire sur case noire f8 · Roi noir sur case blanche g8 · Pion noir sur case noire a7 · Cavalier noir sur case noire e7 · Pion noir sur case blanche f7 · Pion noir sur case noire g7 · Pion noir sur case noire b6 · Pion noir sur case noire d6 · Cavalier noir sur case noire f6 · Pion noir sur case noire c5 · Dame noire sur case blanche f5 · Pion noir sur case blanche h5 · Pion blanc sur case blanche c4 · Pion blanc sur case noire d4 · Pion noir sur case blanche e4 · Pion blanc sur case noire f4 · Cavalier blanc sur case blanche b3 · Pion blanc sur case noire c3 · Pion blanc sur case noire e3 · Pion blanc sur case blanche h3 · Pion blanc sur case blanche a2 · Fou blanc sur case noire d2 · Fou blanc sur case blanche e2 · Pion blanc sur case blanche g2 · Roi blanc sur case noire h2 · Tour blanche sur case noire a1 · Dame blanche sur case blanche d1 · Tour blanche sur case blanche f1 | Tour noire sur case blanche a8 · Fou noir sur case blanche c8 · Tour noire sur case noire f8 · Roi noir sur case blanche g8 · Pion noir sur case noire a7 · Cavalier noir sur case noire e7 · Pion noir sur case blanche f7 · Pion noir sur case noire g7 · Pion noir sur case noire b6 · Pion noir sur case noire d6 · Cavalier noir sur case noire f6 · Pion noir sur case noire c5 · Dame noire sur case blanche f5 · Pion noir sur case blanche h5 · Pion blanc sur case blanche c4 · Pion blanc sur case noire d4 · Pion noir sur case blanche e4 · Pion blanc sur case noire f4 · Cavalier blanc sur case blanche b3 · Pion blanc sur case noire c3 · Pion blanc sur case noire e3 · Pion blanc sur case blanche h3 · Pion blanc sur case blanche a2 · Fou blanc sur case noire d2 · Fou blanc sur case blanche e2 · Pion blanc sur case blanche g2 · Roi blanc sur case noire h2 · Tour blanche sur case noire a1 · Dame blanche sur case blanche d1 · Tour blanche sur case blanche f1 | Tour noire sur case blanche a8 · Fou noir sur case blanche c8 · Tour noire sur case noire f8 · Roi noir sur case blanche g8 · Pion noir sur case noire a7 · Cavalier noir sur case noire e7 · Pion noir sur case blanche f7 · Pion noir sur case noire g7 · Pion noir sur case noire b6 · Pion noir sur case noire d6 · Cavalier noir sur case noire f6 · Pion noir sur case noire c5 · Dame noire sur case blanche f5 · Pion noir sur case blanche h5 · Pion blanc sur case blanche c4 · Pion blanc sur case noire d4 · Pion noir sur case blanche e4 · Pion blanc sur case noire f4 · Cavalier blanc sur case blanche b3 · Pion blanc sur case noire c3 · Pion blanc sur case noire e3 · Pion blanc sur case blanche h3 · Pion blanc sur case blanche a2 · Fou blanc sur case noire d2 · Fou blanc sur case blanche e2 · Pion blanc sur case blanche g2 · Roi blanc sur case noire h2 · Tour blanche sur case noire a1 · Dame blanche sur case blanche d1 · Tour blanche sur case blanche f1 | Tour noire sur case blanche a8 · Fou noir sur case blanche c8 · Tour noire sur case noire f8 · Roi noir sur case blanche g8 · Pion noir sur case noire a7 · Cavalier noir sur case noire e7 · Pion noir sur case blanche f7 · Pion noir sur case noire g7 · Pion noir sur case noire b6 · Pion noir sur case noire d6 · Cavalier noir sur case noire f6 · Pion noir sur case noire c5 · Dame noire sur case blanche f5 · Pion noir sur case blanche h5 · Pion blanc sur case blanche c4 · Pion blanc sur case noire d4 · Pion noir sur case blanche e4 · Pion blanc sur case noire f4 · Cavalier blanc sur case blanche b3 · Pion blanc sur case noire c3 · Pion blanc sur case noire e3 · Pion blanc sur case blanche h3 · Pion blanc sur case blanche a2 · Fou blanc sur case noire d2 · Fou blanc sur case blanche e2 · Pion blanc sur case blanche g2 · Roi blanc sur case noire h2 · Tour blanche sur case noire a1 · Dame blanche sur case blanche d1 · Tour blanche sur case blanche f1 | 6 |
| 5 | Tour noire sur case blanche a8 · Fou noir sur case blanche c8 · Tour noire sur case noire f8 · Roi noir sur case blanche g8 · Pion noir sur case noire a7 · Cavalier noir sur case noire e7 · Pion noir sur case blanche f7 · Pion noir sur case noire g7 · Pion noir sur case noire b6 · Pion noir sur case noire d6 · Cavalier noir sur case noire f6 · Pion noir sur case noire c5 · Dame noire sur case blanche f5 · Pion noir sur case blanche h5 · Pion blanc sur case blanche c4 · Pion blanc sur case noire d4 · Pion noir sur case blanche e4 · Pion blanc sur case noire f4 · Cavalier blanc sur case blanche b3 · Pion blanc sur case noire c3 · Pion blanc sur case noire e3 · Pion blanc sur case blanche h3 · Pion blanc sur case blanche a2 · Fou blanc sur case noire d2 · Fou blanc sur case blanche e2 · Pion blanc sur case blanche g2 · Roi blanc sur case noire h2 · Tour blanche sur case noire a1 · Dame blanche sur case blanche d1 · Tour blanche sur case blanche f1 | Tour noire sur case blanche a8 · Fou noir sur case blanche c8 · Tour noire sur case noire f8 · Roi noir sur case blanche g8 · Pion noir sur case noire a7 · Cavalier noir sur case noire e7 · Pion noir sur case blanche f7 · Pion noir sur case noire g7 · Pion noir sur case noire b6 · Pion noir sur case noire d6 · Cavalier noir sur case noire f6 · Pion noir sur case noire c5 · Dame noire sur case blanche f5 · Pion noir sur case blanche h5 · Pion blanc sur case blanche c4 · Pion blanc sur case noire d4 · Pion noir sur case blanche e4 · Pion blanc sur case noire f4 · Cavalier blanc sur case blanche b3 · Pion blanc sur case noire c3 · Pion blanc sur case noire e3 · Pion blanc sur case blanche h3 · Pion blanc sur case blanche a2 · Fou blanc sur case noire d2 · Fou blanc sur case blanche e2 · Pion blanc sur case blanche g2 · Roi blanc sur case noire h2 · Tour blanche sur case noire a1 · Dame blanche sur case blanche d1 · Tour blanche sur case blanche f1 | Tour noire sur case blanche a8 · Fou noir sur case blanche c8 · Tour noire sur case noire f8 · Roi noir sur case blanche g8 · Pion noir sur case noire a7 · Cavalier noir sur case noire e7 · Pion noir sur case blanche f7 · Pion noir sur case noire g7 · Pion noir sur case noire b6 · Pion noir sur case noire d6 · Cavalier noir sur case noire f6 · Pion noir sur case noire c5 · Dame noire sur case blanche f5 · Pion noir sur case blanche h5 · Pion blanc sur case blanche c4 · Pion blanc sur case noire d4 · Pion noir sur case blanche e4 · Pion blanc sur case noire f4 · Cavalier blanc sur case blanche b3 · Pion blanc sur case noire c3 · Pion blanc sur case noire e3 · Pion blanc sur case blanche h3 · Pion blanc sur case blanche a2 · Fou blanc sur case noire d2 · Fou blanc sur case blanche e2 · Pion blanc sur case blanche g2 · Roi blanc sur case noire h2 · Tour blanche sur case noire a1 · Dame blanche sur case blanche d1 · Tour blanche sur case blanche f1 | Tour noire sur case blanche a8 · Fou noir sur case blanche c8 · Tour noire sur case noire f8 · Roi noir sur case blanche g8 · Pion noir sur case noire a7 · Cavalier noir sur case noire e7 · Pion noir sur case blanche f7 · Pion noir sur case noire g7 · Pion noir sur case noire b6 · Pion noir sur case noire d6 · Cavalier noir sur case noire f6 · Pion noir sur case noire c5 · Dame noire sur case blanche f5 · Pion noir sur case blanche h5 · Pion blanc sur case blanche c4 · Pion blanc sur case noire d4 · Pion noir sur case blanche e4 · Pion blanc sur case noire f4 · Cavalier blanc sur case blanche b3 · Pion blanc sur case noire c3 · Pion blanc sur case noire e3 · Pion blanc sur case blanche h3 · Pion blanc sur case blanche a2 · Fou blanc sur case noire d2 · Fou blanc sur case blanche e2 · Pion blanc sur case blanche g2 · Roi blanc sur case noire h2 · Tour blanche sur case noire a1 · Dame blanche sur case blanche d1 · Tour blanche sur case blanche f1 | Tour noire sur case blanche a8 · Fou noir sur case blanche c8 · Tour noire sur case noire f8 · Roi noir sur case blanche g8 · Pion noir sur case noire a7 · Cavalier noir sur case noire e7 · Pion noir sur case blanche f7 · Pion noir sur case noire g7 · Pion noir sur case noire b6 · Pion noir sur case noire d6 · Cavalier noir sur case noire f6 · Pion noir sur case noire c5 · Dame noire sur case blanche f5 · Pion noir sur case blanche h5 · Pion blanc sur case blanche c4 · Pion blanc sur case noire d4 · Pion noir sur case blanche e4 · Pion blanc sur case noire f4 · Cavalier blanc sur case blanche b3 · Pion blanc sur case noire c3 · Pion blanc sur case noire e3 · Pion blanc sur case blanche h3 · Pion blanc sur case blanche a2 · Fou blanc sur case noire d2 · Fou blanc sur case blanche e2 · Pion blanc sur case blanche g2 · Roi blanc sur case noire h2 · Tour blanche sur case noire a1 · Dame blanche sur case blanche d1 · Tour blanche sur case blanche f1 | Tour noire sur case blanche a8 · Fou noir sur case blanche c8 · Tour noire sur case noire f8 · Roi noir sur case blanche g8 · Pion noir sur case noire a7 · Cavalier noir sur case noire e7 · Pion noir sur case blanche f7 · Pion noir sur case noire g7 · Pion noir sur case noire b6 · Pion noir sur case noire d6 · Cavalier noir sur case noire f6 · Pion noir sur case noire c5 · Dame noire sur case blanche f5 · Pion noir sur case blanche h5 · Pion blanc sur case blanche c4 · Pion blanc sur case noire d4 · Pion noir sur case blanche e4 · Pion blanc sur case noire f4 · Cavalier blanc sur case blanche b3 · Pion blanc sur case noire c3 · Pion blanc sur case noire e3 · Pion blanc sur case blanche h3 · Pion blanc sur case blanche a2 · Fou blanc sur case noire d2 · Fou blanc sur case blanche e2 · Pion blanc sur case blanche g2 · Roi blanc sur case noire h2 · Tour blanche sur case noire a1 · Dame blanche sur case blanche d1 · Tour blanche sur case blanche f1 | Tour noire sur case blanche a8 · Fou noir sur case blanche c8 · Tour noire sur case noire f8 · Roi noir sur case blanche g8 · Pion noir sur case noire a7 · Cavalier noir sur case noire e7 · Pion noir sur case blanche f7 · Pion noir sur case noire g7 · Pion noir sur case noire b6 · Pion noir sur case noire d6 · Cavalier noir sur case noire f6 · Pion noir sur case noire c5 · Dame noire sur case blanche f5 · Pion noir sur case blanche h5 · Pion blanc sur case blanche c4 · Pion blanc sur case noire d4 · Pion noir sur case blanche e4 · Pion blanc sur case noire f4 · Cavalier blanc sur case blanche b3 · Pion blanc sur case noire c3 · Pion blanc sur case noire e3 · Pion blanc sur case blanche h3 · Pion blanc sur case blanche a2 · Fou blanc sur case noire d2 · Fou blanc sur case blanche e2 · Pion blanc sur case blanche g2 · Roi blanc sur case noire h2 · Tour blanche sur case noire a1 · Dame blanche sur case blanche d1 · Tour blanche sur case blanche f1 | Tour noire sur case blanche a8 · Fou noir sur case blanche c8 · Tour noire sur case noire f8 · Roi noir sur case blanche g8 · Pion noir sur case noire a7 · Cavalier noir sur case noire e7 · Pion noir sur case blanche f7 · Pion noir sur case noire g7 · Pion noir sur case noire b6 · Pion noir sur case noire d6 · Cavalier noir sur case noire f6 · Pion noir sur case noire c5 · Dame noire sur case blanche f5 · Pion noir sur case blanche h5 · Pion blanc sur case blanche c4 · Pion blanc sur case noire d4 · Pion noir sur case blanche e4 · Pion blanc sur case noire f4 · Cavalier blanc sur case blanche b3 · Pion blanc sur case noire c3 · Pion blanc sur case noire e3 · Pion blanc sur case blanche h3 · Pion blanc sur case blanche a2 · Fou blanc sur case noire d2 · Fou blanc sur case blanche e2 · Pion blanc sur case blanche g2 · Roi blanc sur case noire h2 · Tour blanche sur case noire a1 · Dame blanche sur case blanche d1 · Tour blanche sur case blanche f1 | 5 |
| 4 | Tour noire sur case blanche a8 · Fou noir sur case blanche c8 · Tour noire sur case noire f8 · Roi noir sur case blanche g8 · Pion noir sur case noire a7 · Cavalier noir sur case noire e7 · Pion noir sur case blanche f7 · Pion noir sur case noire g7 · Pion noir sur case noire b6 · Pion noir sur case noire d6 · Cavalier noir sur case noire f6 · Pion noir sur case noire c5 · Dame noire sur case blanche f5 · Pion noir sur case blanche h5 · Pion blanc sur case blanche c4 · Pion blanc sur case noire d4 · Pion noir sur case blanche e4 · Pion blanc sur case noire f4 · Cavalier blanc sur case blanche b3 · Pion blanc sur case noire c3 · Pion blanc sur case noire e3 · Pion blanc sur case blanche h3 · Pion blanc sur case blanche a2 · Fou blanc sur case noire d2 · Fou blanc sur case blanche e2 · Pion blanc sur case blanche g2 · Roi blanc sur case noire h2 · Tour blanche sur case noire a1 · Dame blanche sur case blanche d1 · Tour blanche sur case blanche f1 | Tour noire sur case blanche a8 · Fou noir sur case blanche c8 · Tour noire sur case noire f8 · Roi noir sur case blanche g8 · Pion noir sur case noire a7 · Cavalier noir sur case noire e7 · Pion noir sur case blanche f7 · Pion noir sur case noire g7 · Pion noir sur case noire b6 · Pion noir sur case noire d6 · Cavalier noir sur case noire f6 · Pion noir sur case noire c5 · Dame noire sur case blanche f5 · Pion noir sur case blanche h5 · Pion blanc sur case blanche c4 · Pion blanc sur case noire d4 · Pion noir sur case blanche e4 · Pion blanc sur case noire f4 · Cavalier blanc sur case blanche b3 · Pion blanc sur case noire c3 · Pion blanc sur case noire e3 · Pion blanc sur case blanche h3 · Pion blanc sur case blanche a2 · Fou blanc sur case noire d2 · Fou blanc sur case blanche e2 · Pion blanc sur case blanche g2 · Roi blanc sur case noire h2 · Tour blanche sur case noire a1 · Dame blanche sur case blanche d1 · Tour blanche sur case blanche f1 | Tour noire sur case blanche a8 · Fou noir sur case blanche c8 · Tour noire sur case noire f8 · Roi noir sur case blanche g8 · Pion noir sur case noire a7 · Cavalier noir sur case noire e7 · Pion noir sur case blanche f7 · Pion noir sur case noire g7 · Pion noir sur case noire b6 · Pion noir sur case noire d6 · Cavalier noir sur case noire f6 · Pion noir sur case noire c5 · Dame noire sur case blanche f5 · Pion noir sur case blanche h5 · Pion blanc sur case blanche c4 · Pion blanc sur case noire d4 · Pion noir sur case blanche e4 · Pion blanc sur case noire f4 · Cavalier blanc sur case blanche b3 · Pion blanc sur case noire c3 · Pion blanc sur case noire e3 · Pion blanc sur case blanche h3 · Pion blanc sur case blanche a2 · Fou blanc sur case noire d2 · Fou blanc sur case blanche e2 · Pion blanc sur case blanche g2 · Roi blanc sur case noire h2 · Tour blanche sur case noire a1 · Dame blanche sur case blanche d1 · Tour blanche sur case blanche f1 | Tour noire sur case blanche a8 · Fou noir sur case blanche c8 · Tour noire sur case noire f8 · Roi noir sur case blanche g8 · Pion noir sur case noire a7 · Cavalier noir sur case noire e7 · Pion noir sur case blanche f7 · Pion noir sur case noire g7 · Pion noir sur case noire b6 · Pion noir sur case noire d6 · Cavalier noir sur case noire f6 · Pion noir sur case noire c5 · Dame noire sur case blanche f5 · Pion noir sur case blanche h5 · Pion blanc sur case blanche c4 · Pion blanc sur case noire d4 · Pion noir sur case blanche e4 · Pion blanc sur case noire f4 · Cavalier blanc sur case blanche b3 · Pion blanc sur case noire c3 · Pion blanc sur case noire e3 · Pion blanc sur case blanche h3 · Pion blanc sur case blanche a2 · Fou blanc sur case noire d2 · Fou blanc sur case blanche e2 · Pion blanc sur case blanche g2 · Roi blanc sur case noire h2 · Tour blanche sur case noire a1 · Dame blanche sur case blanche d1 · Tour blanche sur case blanche f1 | Tour noire sur case blanche a8 · Fou noir sur case blanche c8 · Tour noire sur case noire f8 · Roi noir sur case blanche g8 · Pion noir sur case noire a7 · Cavalier noir sur case noire e7 · Pion noir sur case blanche f7 · Pion noir sur case noire g7 · Pion noir sur case noire b6 · Pion noir sur case noire d6 · Cavalier noir sur case noire f6 · Pion noir sur case noire c5 · Dame noire sur case blanche f5 · Pion noir sur case blanche h5 · Pion blanc sur case blanche c4 · Pion blanc sur case noire d4 · Pion noir sur case blanche e4 · Pion blanc sur case noire f4 · Cavalier blanc sur case blanche b3 · Pion blanc sur case noire c3 · Pion blanc sur case noire e3 · Pion blanc sur case blanche h3 · Pion blanc sur case blanche a2 · Fou blanc sur case noire d2 · Fou blanc sur case blanche e2 · Pion blanc sur case blanche g2 · Roi blanc sur case noire h2 · Tour blanche sur case noire a1 · Dame blanche sur case blanche d1 · Tour blanche sur case blanche f1 | Tour noire sur case blanche a8 · Fou noir sur case blanche c8 · Tour noire sur case noire f8 · Roi noir sur case blanche g8 · Pion noir sur case noire a7 · Cavalier noir sur case noire e7 · Pion noir sur case blanche f7 · Pion noir sur case noire g7 · Pion noir sur case noire b6 · Pion noir sur case noire d6 · Cavalier noir sur case noire f6 · Pion noir sur case noire c5 · Dame noire sur case blanche f5 · Pion noir sur case blanche h5 · Pion blanc sur case blanche c4 · Pion blanc sur case noire d4 · Pion noir sur case blanche e4 · Pion blanc sur case noire f4 · Cavalier blanc sur case blanche b3 · Pion blanc sur case noire c3 · Pion blanc sur case noire e3 · Pion blanc sur case blanche h3 · Pion blanc sur case blanche a2 · Fou blanc sur case noire d2 · Fou blanc sur case blanche e2 · Pion blanc sur case blanche g2 · Roi blanc sur case noire h2 · Tour blanche sur case noire a1 · Dame blanche sur case blanche d1 · Tour blanche sur case blanche f1 | Tour noire sur case blanche a8 · Fou noir sur case blanche c8 · Tour noire sur case noire f8 · Roi noir sur case blanche g8 · Pion noir sur case noire a7 · Cavalier noir sur case noire e7 · Pion noir sur case blanche f7 · Pion noir sur case noire g7 · Pion noir sur case noire b6 · Pion noir sur case noire d6 · Cavalier noir sur case noire f6 · Pion noir sur case noire c5 · Dame noire sur case blanche f5 · Pion noir sur case blanche h5 · Pion blanc sur case blanche c4 · Pion blanc sur case noire d4 · Pion noir sur case blanche e4 · Pion blanc sur case noire f4 · Cavalier blanc sur case blanche b3 · Pion blanc sur case noire c3 · Pion blanc sur case noire e3 · Pion blanc sur case blanche h3 · Pion blanc sur case blanche a2 · Fou blanc sur case noire d2 · Fou blanc sur case blanche e2 · Pion blanc sur case blanche g2 · Roi blanc sur case noire h2 · Tour blanche sur case noire a1 · Dame blanche sur case blanche d1 · Tour blanche sur case blanche f1 | Tour noire sur case blanche a8 · Fou noir sur case blanche c8 · Tour noire sur case noire f8 · Roi noir sur case blanche g8 · Pion noir sur case noire a7 · Cavalier noir sur case noire e7 · Pion noir sur case blanche f7 · Pion noir sur case noire g7 · Pion noir sur case noire b6 · Pion noir sur case noire d6 · Cavalier noir sur case noire f6 · Pion noir sur case noire c5 · Dame noire sur case blanche f5 · Pion noir sur case blanche h5 · Pion blanc sur case blanche c4 · Pion blanc sur case noire d4 · Pion noir sur case blanche e4 · Pion blanc sur case noire f4 · Cavalier blanc sur case blanche b3 · Pion blanc sur case noire c3 · Pion blanc sur case noire e3 · Pion blanc sur case blanche h3 · Pion blanc sur case blanche a2 · Fou blanc sur case noire d2 · Fou blanc sur case blanche e2 · Pion blanc sur case blanche g2 · Roi blanc sur case noire h2 · Tour blanche sur case noire a1 · Dame blanche sur case blanche d1 · Tour blanche sur case blanche f1 | 4 |
| 3 | Tour noire sur case blanche a8 · Fou noir sur case blanche c8 · Tour noire sur case noire f8 · Roi noir sur case blanche g8 · Pion noir sur case noire a7 · Cavalier noir sur case noire e7 · Pion noir sur case blanche f7 · Pion noir sur case noire g7 · Pion noir sur case noire b6 · Pion noir sur case noire d6 · Cavalier noir sur case noire f6 · Pion noir sur case noire c5 · Dame noire sur case blanche f5 · Pion noir sur case blanche h5 · Pion blanc sur case blanche c4 · Pion blanc sur case noire d4 · Pion noir sur case blanche e4 · Pion blanc sur case noire f4 · Cavalier blanc sur case blanche b3 · Pion blanc sur case noire c3 · Pion blanc sur case noire e3 · Pion blanc sur case blanche h3 · Pion blanc sur case blanche a2 · Fou blanc sur case noire d2 · Fou blanc sur case blanche e2 · Pion blanc sur case blanche g2 · Roi blanc sur case noire h2 · Tour blanche sur case noire a1 · Dame blanche sur case blanche d1 · Tour blanche sur case blanche f1 | Tour noire sur case blanche a8 · Fou noir sur case blanche c8 · Tour noire sur case noire f8 · Roi noir sur case blanche g8 · Pion noir sur case noire a7 · Cavalier noir sur case noire e7 · Pion noir sur case blanche f7 · Pion noir sur case noire g7 · Pion noir sur case noire b6 · Pion noir sur case noire d6 · Cavalier noir sur case noire f6 · Pion noir sur case noire c5 · Dame noire sur case blanche f5 · Pion noir sur case blanche h5 · Pion blanc sur case blanche c4 · Pion blanc sur case noire d4 · Pion noir sur case blanche e4 · Pion blanc sur case noire f4 · Cavalier blanc sur case blanche b3 · Pion blanc sur case noire c3 · Pion blanc sur case noire e3 · Pion blanc sur case blanche h3 · Pion blanc sur case blanche a2 · Fou blanc sur case noire d2 · Fou blanc sur case blanche e2 · Pion blanc sur case blanche g2 · Roi blanc sur case noire h2 · Tour blanche sur case noire a1 · Dame blanche sur case blanche d1 · Tour blanche sur case blanche f1 | Tour noire sur case blanche a8 · Fou noir sur case blanche c8 · Tour noire sur case noire f8 · Roi noir sur case blanche g8 · Pion noir sur case noire a7 · Cavalier noir sur case noire e7 · Pion noir sur case blanche f7 · Pion noir sur case noire g7 · Pion noir sur case noire b6 · Pion noir sur case noire d6 · Cavalier noir sur case noire f6 · Pion noir sur case noire c5 · Dame noire sur case blanche f5 · Pion noir sur case blanche h5 · Pion blanc sur case blanche c4 · Pion blanc sur case noire d4 · Pion noir sur case blanche e4 · Pion blanc sur case noire f4 · Cavalier blanc sur case blanche b3 · Pion blanc sur case noire c3 · Pion blanc sur case noire e3 · Pion blanc sur case blanche h3 · Pion blanc sur case blanche a2 · Fou blanc sur case noire d2 · Fou blanc sur case blanche e2 · Pion blanc sur case blanche g2 · Roi blanc sur case noire h2 · Tour blanche sur case noire a1 · Dame blanche sur case blanche d1 · Tour blanche sur case blanche f1 | Tour noire sur case blanche a8 · Fou noir sur case blanche c8 · Tour noire sur case noire f8 · Roi noir sur case blanche g8 · Pion noir sur case noire a7 · Cavalier noir sur case noire e7 · Pion noir sur case blanche f7 · Pion noir sur case noire g7 · Pion noir sur case noire b6 · Pion noir sur case noire d6 · Cavalier noir sur case noire f6 · Pion noir sur case noire c5 · Dame noire sur case blanche f5 · Pion noir sur case blanche h5 · Pion blanc sur case blanche c4 · Pion blanc sur case noire d4 · Pion noir sur case blanche e4 · Pion blanc sur case noire f4 · Cavalier blanc sur case blanche b3 · Pion blanc sur case noire c3 · Pion blanc sur case noire e3 · Pion blanc sur case blanche h3 · Pion blanc sur case blanche a2 · Fou blanc sur case noire d2 · Fou blanc sur case blanche e2 · Pion blanc sur case blanche g2 · Roi blanc sur case noire h2 · Tour blanche sur case noire a1 · Dame blanche sur case blanche d1 · Tour blanche sur case blanche f1 | Tour noire sur case blanche a8 · Fou noir sur case blanche c8 · Tour noire sur case noire f8 · Roi noir sur case blanche g8 · Pion noir sur case noire a7 · Cavalier noir sur case noire e7 · Pion noir sur case blanche f7 · Pion noir sur case noire g7 · Pion noir sur case noire b6 · Pion noir sur case noire d6 · Cavalier noir sur case noire f6 · Pion noir sur case noire c5 · Dame noire sur case blanche f5 · Pion noir sur case blanche h5 · Pion blanc sur case blanche c4 · Pion blanc sur case noire d4 · Pion noir sur case blanche e4 · Pion blanc sur case noire f4 · Cavalier blanc sur case blanche b3 · Pion blanc sur case noire c3 · Pion blanc sur case noire e3 · Pion blanc sur case blanche h3 · Pion blanc sur case blanche a2 · Fou blanc sur case noire d2 · Fou blanc sur case blanche e2 · Pion blanc sur case blanche g2 · Roi blanc sur case noire h2 · Tour blanche sur case noire a1 · Dame blanche sur case blanche d1 · Tour blanche sur case blanche f1 | Tour noire sur case blanche a8 · Fou noir sur case blanche c8 · Tour noire sur case noire f8 · Roi noir sur case blanche g8 · Pion noir sur case noire a7 · Cavalier noir sur case noire e7 · Pion noir sur case blanche f7 · Pion noir sur case noire g7 · Pion noir sur case noire b6 · Pion noir sur case noire d6 · Cavalier noir sur case noire f6 · Pion noir sur case noire c5 · Dame noire sur case blanche f5 · Pion noir sur case blanche h5 · Pion blanc sur case blanche c4 · Pion blanc sur case noire d4 · Pion noir sur case blanche e4 · Pion blanc sur case noire f4 · Cavalier blanc sur case blanche b3 · Pion blanc sur case noire c3 · Pion blanc sur case noire e3 · Pion blanc sur case blanche h3 · Pion blanc sur case blanche a2 · Fou blanc sur case noire d2 · Fou blanc sur case blanche e2 · Pion blanc sur case blanche g2 · Roi blanc sur case noire h2 · Tour blanche sur case noire a1 · Dame blanche sur case blanche d1 · Tour blanche sur case blanche f1 | Tour noire sur case blanche a8 · Fou noir sur case blanche c8 · Tour noire sur case noire f8 · Roi noir sur case blanche g8 · Pion noir sur case noire a7 · Cavalier noir sur case noire e7 · Pion noir sur case blanche f7 · Pion noir sur case noire g7 · Pion noir sur case noire b6 · Pion noir sur case noire d6 · Cavalier noir sur case noire f6 · Pion noir sur case noire c5 · Dame noire sur case blanche f5 · Pion noir sur case blanche h5 · Pion blanc sur case blanche c4 · Pion blanc sur case noire d4 · Pion noir sur case blanche e4 · Pion blanc sur case noire f4 · Cavalier blanc sur case blanche b3 · Pion blanc sur case noire c3 · Pion blanc sur case noire e3 · Pion blanc sur case blanche h3 · Pion blanc sur case blanche a2 · Fou blanc sur case noire d2 · Fou blanc sur case blanche e2 · Pion blanc sur case blanche g2 · Roi blanc sur case noire h2 · Tour blanche sur case noire a1 · Dame blanche sur case blanche d1 · Tour blanche sur case blanche f1 | Tour noire sur case blanche a8 · Fou noir sur case blanche c8 · Tour noire sur case noire f8 · Roi noir sur case blanche g8 · Pion noir sur case noire a7 · Cavalier noir sur case noire e7 · Pion noir sur case blanche f7 · Pion noir sur case noire g7 · Pion noir sur case noire b6 · Pion noir sur case noire d6 · Cavalier noir sur case noire f6 · Pion noir sur case noire c5 · Dame noire sur case blanche f5 · Pion noir sur case blanche h5 · Pion blanc sur case blanche c4 · Pion blanc sur case noire d4 · Pion noir sur case blanche e4 · Pion blanc sur case noire f4 · Cavalier blanc sur case blanche b3 · Pion blanc sur case noire c3 · Pion blanc sur case noire e3 · Pion blanc sur case blanche h3 · Pion blanc sur case blanche a2 · Fou blanc sur case noire d2 · Fou blanc sur case blanche e2 · Pion blanc sur case blanche g2 · Roi blanc sur case noire h2 · Tour blanche sur case noire a1 · Dame blanche sur case blanche d1 · Tour blanche sur case blanche f1 | 3 |
| 2 | Tour noire sur case blanche a8 · Fou noir sur case blanche c8 · Tour noire sur case noire f8 · Roi noir sur case blanche g8 · Pion noir sur case noire a7 · Cavalier noir sur case noire e7 · Pion noir sur case blanche f7 · Pion noir sur case noire g7 · Pion noir sur case noire b6 · Pion noir sur case noire d6 · Cavalier noir sur case noire f6 · Pion noir sur case noire c5 · Dame noire sur case blanche f5 · Pion noir sur case blanche h5 · Pion blanc sur case blanche c4 · Pion blanc sur case noire d4 · Pion noir sur case blanche e4 · Pion blanc sur case noire f4 · Cavalier blanc sur case blanche b3 · Pion blanc sur case noire c3 · Pion blanc sur case noire e3 · Pion blanc sur case blanche h3 · Pion blanc sur case blanche a2 · Fou blanc sur case noire d2 · Fou blanc sur case blanche e2 · Pion blanc sur case blanche g2 · Roi blanc sur case noire h2 · Tour blanche sur case noire a1 · Dame blanche sur case blanche d1 · Tour blanche sur case blanche f1 | Tour noire sur case blanche a8 · Fou noir sur case blanche c8 · Tour noire sur case noire f8 · Roi noir sur case blanche g8 · Pion noir sur case noire a7 · Cavalier noir sur case noire e7 · Pion noir sur case blanche f7 · Pion noir sur case noire g7 · Pion noir sur case noire b6 · Pion noir sur case noire d6 · Cavalier noir sur case noire f6 · Pion noir sur case noire c5 · Dame noire sur case blanche f5 · Pion noir sur case blanche h5 · Pion blanc sur case blanche c4 · Pion blanc sur case noire d4 · Pion noir sur case blanche e4 · Pion blanc sur case noire f4 · Cavalier blanc sur case blanche b3 · Pion blanc sur case noire c3 · Pion blanc sur case noire e3 · Pion blanc sur case blanche h3 · Pion blanc sur case blanche a2 · Fou blanc sur case noire d2 · Fou blanc sur case blanche e2 · Pion blanc sur case blanche g2 · Roi blanc sur case noire h2 · Tour blanche sur case noire a1 · Dame blanche sur case blanche d1 · Tour blanche sur case blanche f1 | Tour noire sur case blanche a8 · Fou noir sur case blanche c8 · Tour noire sur case noire f8 · Roi noir sur case blanche g8 · Pion noir sur case noire a7 · Cavalier noir sur case noire e7 · Pion noir sur case blanche f7 · Pion noir sur case noire g7 · Pion noir sur case noire b6 · Pion noir sur case noire d6 · Cavalier noir sur case noire f6 · Pion noir sur case noire c5 · Dame noire sur case blanche f5 · Pion noir sur case blanche h5 · Pion blanc sur case blanche c4 · Pion blanc sur case noire d4 · Pion noir sur case blanche e4 · Pion blanc sur case noire f4 · Cavalier blanc sur case blanche b3 · Pion blanc sur case noire c3 · Pion blanc sur case noire e3 · Pion blanc sur case blanche h3 · Pion blanc sur case blanche a2 · Fou blanc sur case noire d2 · Fou blanc sur case blanche e2 · Pion blanc sur case blanche g2 · Roi blanc sur case noire h2 · Tour blanche sur case noire a1 · Dame blanche sur case blanche d1 · Tour blanche sur case blanche f1 | Tour noire sur case blanche a8 · Fou noir sur case blanche c8 · Tour noire sur case noire f8 · Roi noir sur case blanche g8 · Pion noir sur case noire a7 · Cavalier noir sur case noire e7 · Pion noir sur case blanche f7 · Pion noir sur case noire g7 · Pion noir sur case noire b6 · Pion noir sur case noire d6 · Cavalier noir sur case noire f6 · Pion noir sur case noire c5 · Dame noire sur case blanche f5 · Pion noir sur case blanche h5 · Pion blanc sur case blanche c4 · Pion blanc sur case noire d4 · Pion noir sur case blanche e4 · Pion blanc sur case noire f4 · Cavalier blanc sur case blanche b3 · Pion blanc sur case noire c3 · Pion blanc sur case noire e3 · Pion blanc sur case blanche h3 · Pion blanc sur case blanche a2 · Fou blanc sur case noire d2 · Fou blanc sur case blanche e2 · Pion blanc sur case blanche g2 · Roi blanc sur case noire h2 · Tour blanche sur case noire a1 · Dame blanche sur case blanche d1 · Tour blanche sur case blanche f1 | Tour noire sur case blanche a8 · Fou noir sur case blanche c8 · Tour noire sur case noire f8 · Roi noir sur case blanche g8 · Pion noir sur case noire a7 · Cavalier noir sur case noire e7 · Pion noir sur case blanche f7 · Pion noir sur case noire g7 · Pion noir sur case noire b6 · Pion noir sur case noire d6 · Cavalier noir sur case noire f6 · Pion noir sur case noire c5 · Dame noire sur case blanche f5 · Pion noir sur case blanche h5 · Pion blanc sur case blanche c4 · Pion blanc sur case noire d4 · Pion noir sur case blanche e4 · Pion blanc sur case noire f4 · Cavalier blanc sur case blanche b3 · Pion blanc sur case noire c3 · Pion blanc sur case noire e3 · Pion blanc sur case blanche h3 · Pion blanc sur case blanche a2 · Fou blanc sur case noire d2 · Fou blanc sur case blanche e2 · Pion blanc sur case blanche g2 · Roi blanc sur case noire h2 · Tour blanche sur case noire a1 · Dame blanche sur case blanche d1 · Tour blanche sur case blanche f1 | Tour noire sur case blanche a8 · Fou noir sur case blanche c8 · Tour noire sur case noire f8 · Roi noir sur case blanche g8 · Pion noir sur case noire a7 · Cavalier noir sur case noire e7 · Pion noir sur case blanche f7 · Pion noir sur case noire g7 · Pion noir sur case noire b6 · Pion noir sur case noire d6 · Cavalier noir sur case noire f6 · Pion noir sur case noire c5 · Dame noire sur case blanche f5 · Pion noir sur case blanche h5 · Pion blanc sur case blanche c4 · Pion blanc sur case noire d4 · Pion noir sur case blanche e4 · Pion blanc sur case noire f4 · Cavalier blanc sur case blanche b3 · Pion blanc sur case noire c3 · Pion blanc sur case noire e3 · Pion blanc sur case blanche h3 · Pion blanc sur case blanche a2 · Fou blanc sur case noire d2 · Fou blanc sur case blanche e2 · Pion blanc sur case blanche g2 · Roi blanc sur case noire h2 · Tour blanche sur case noire a1 · Dame blanche sur case blanche d1 · Tour blanche sur case blanche f1 | Tour noire sur case blanche a8 · Fou noir sur case blanche c8 · Tour noire sur case noire f8 · Roi noir sur case blanche g8 · Pion noir sur case noire a7 · Cavalier noir sur case noire e7 · Pion noir sur case blanche f7 · Pion noir sur case noire g7 · Pion noir sur case noire b6 · Pion noir sur case noire d6 · Cavalier noir sur case noire f6 · Pion noir sur case noire c5 · Dame noire sur case blanche f5 · Pion noir sur case blanche h5 · Pion blanc sur case blanche c4 · Pion blanc sur case noire d4 · Pion noir sur case blanche e4 · Pion blanc sur case noire f4 · Cavalier blanc sur case blanche b3 · Pion blanc sur case noire c3 · Pion blanc sur case noire e3 · Pion blanc sur case blanche h3 · Pion blanc sur case blanche a2 · Fou blanc sur case noire d2 · Fou blanc sur case blanche e2 · Pion blanc sur case blanche g2 · Roi blanc sur case noire h2 · Tour blanche sur case noire a1 · Dame blanche sur case blanche d1 · Tour blanche sur case blanche f1 | Tour noire sur case blanche a8 · Fou noir sur case blanche c8 · Tour noire sur case noire f8 · Roi noir sur case blanche g8 · Pion noir sur case noire a7 · Cavalier noir sur case noire e7 · Pion noir sur case blanche f7 · Pion noir sur case noire g7 · Pion noir sur case noire b6 · Pion noir sur case noire d6 · Cavalier noir sur case noire f6 · Pion noir sur case noire c5 · Dame noire sur case blanche f5 · Pion noir sur case blanche h5 · Pion blanc sur case blanche c4 · Pion blanc sur case noire d4 · Pion noir sur case blanche e4 · Pion blanc sur case noire f4 · Cavalier blanc sur case blanche b3 · Pion blanc sur case noire c3 · Pion blanc sur case noire e3 · Pion blanc sur case blanche h3 · Pion blanc sur case blanche a2 · Fou blanc sur case noire d2 · Fou blanc sur case blanche e2 · Pion blanc sur case blanche g2 · Roi blanc sur case noire h2 · Tour blanche sur case noire a1 · Dame blanche sur case blanche d1 · Tour blanche sur case blanche f1 | 2 |
| 1 | Tour noire sur case blanche a8 · Fou noir sur case blanche c8 · Tour noire sur case noire f8 · Roi noir sur case blanche g8 · Pion noir sur case noire a7 · Cavalier noir sur case noire e7 · Pion noir sur case blanche f7 · Pion noir sur case noire g7 · Pion noir sur case noire b6 · Pion noir sur case noire d6 · Cavalier noir sur case noire f6 · Pion noir sur case noire c5 · Dame noire sur case blanche f5 · Pion noir sur case blanche h5 · Pion blanc sur case blanche c4 · Pion blanc sur case noire d4 · Pion noir sur case blanche e4 · Pion blanc sur case noire f4 · Cavalier blanc sur case blanche b3 · Pion blanc sur case noire c3 · Pion blanc sur case noire e3 · Pion blanc sur case blanche h3 · Pion blanc sur case blanche a2 · Fou blanc sur case noire d2 · Fou blanc sur case blanche e2 · Pion blanc sur case blanche g2 · Roi blanc sur case noire h2 · Tour blanche sur case noire a1 · Dame blanche sur case blanche d1 · Tour blanche sur case blanche f1 | Tour noire sur case blanche a8 · Fou noir sur case blanche c8 · Tour noire sur case noire f8 · Roi noir sur case blanche g8 · Pion noir sur case noire a7 · Cavalier noir sur case noire e7 · Pion noir sur case blanche f7 · Pion noir sur case noire g7 · Pion noir sur case noire b6 · Pion noir sur case noire d6 · Cavalier noir sur case noire f6 · Pion noir sur case noire c5 · Dame noire sur case blanche f5 · Pion noir sur case blanche h5 · Pion blanc sur case blanche c4 · Pion blanc sur case noire d4 · Pion noir sur case blanche e4 · Pion blanc sur case noire f4 · Cavalier blanc sur case blanche b3 · Pion blanc sur case noire c3 · Pion blanc sur case noire e3 · Pion blanc sur case blanche h3 · Pion blanc sur case blanche a2 · Fou blanc sur case noire d2 · Fou blanc sur case blanche e2 · Pion blanc sur case blanche g2 · Roi blanc sur case noire h2 · Tour blanche sur case noire a1 · Dame blanche sur case blanche d1 · Tour blanche sur case blanche f1 | Tour noire sur case blanche a8 · Fou noir sur case blanche c8 · Tour noire sur case noire f8 · Roi noir sur case blanche g8 · Pion noir sur case noire a7 · Cavalier noir sur case noire e7 · Pion noir sur case blanche f7 · Pion noir sur case noire g7 · Pion noir sur case noire b6 · Pion noir sur case noire d6 · Cavalier noir sur case noire f6 · Pion noir sur case noire c5 · Dame noire sur case blanche f5 · Pion noir sur case blanche h5 · Pion blanc sur case blanche c4 · Pion blanc sur case noire d4 · Pion noir sur case blanche e4 · Pion blanc sur case noire f4 · Cavalier blanc sur case blanche b3 · Pion blanc sur case noire c3 · Pion blanc sur case noire e3 · Pion blanc sur case blanche h3 · Pion blanc sur case blanche a2 · Fou blanc sur case noire d2 · Fou blanc sur case blanche e2 · Pion blanc sur case blanche g2 · Roi blanc sur case noire h2 · Tour blanche sur case noire a1 · Dame blanche sur case blanche d1 · Tour blanche sur case blanche f1 | Tour noire sur case blanche a8 · Fou noir sur case blanche c8 · Tour noire sur case noire f8 · Roi noir sur case blanche g8 · Pion noir sur case noire a7 · Cavalier noir sur case noire e7 · Pion noir sur case blanche f7 · Pion noir sur case noire g7 · Pion noir sur case noire b6 · Pion noir sur case noire d6 · Cavalier noir sur case noire f6 · Pion noir sur case noire c5 · Dame noire sur case blanche f5 · Pion noir sur case blanche h5 · Pion blanc sur case blanche c4 · Pion blanc sur case noire d4 · Pion noir sur case blanche e4 · Pion blanc sur case noire f4 · Cavalier blanc sur case blanche b3 · Pion blanc sur case noire c3 · Pion blanc sur case noire e3 · Pion blanc sur case blanche h3 · Pion blanc sur case blanche a2 · Fou blanc sur case noire d2 · Fou blanc sur case blanche e2 · Pion blanc sur case blanche g2 · Roi blanc sur case noire h2 · Tour blanche sur case noire a1 · Dame blanche sur case blanche d1 · Tour blanche sur case blanche f1 | Tour noire sur case blanche a8 · Fou noir sur case blanche c8 · Tour noire sur case noire f8 · Roi noir sur case blanche g8 · Pion noir sur case noire a7 · Cavalier noir sur case noire e7 · Pion noir sur case blanche f7 · Pion noir sur case noire g7 · Pion noir sur case noire b6 · Pion noir sur case noire d6 · Cavalier noir sur case noire f6 · Pion noir sur case noire c5 · Dame noire sur case blanche f5 · Pion noir sur case blanche h5 · Pion blanc sur case blanche c4 · Pion blanc sur case noire d4 · Pion noir sur case blanche e4 · Pion blanc sur case noire f4 · Cavalier blanc sur case blanche b3 · Pion blanc sur case noire c3 · Pion blanc sur case noire e3 · Pion blanc sur case blanche h3 · Pion blanc sur case blanche a2 · Fou blanc sur case noire d2 · Fou blanc sur case blanche e2 · Pion blanc sur case blanche g2 · Roi blanc sur case noire h2 · Tour blanche sur case noire a1 · Dame blanche sur case blanche d1 · Tour blanche sur case blanche f1 | Tour noire sur case blanche a8 · Fou noir sur case blanche c8 · Tour noire sur case noire f8 · Roi noir sur case blanche g8 · Pion noir sur case noire a7 · Cavalier noir sur case noire e7 · Pion noir sur case blanche f7 · Pion noir sur case noire g7 · Pion noir sur case noire b6 · Pion noir sur case noire d6 · Cavalier noir sur case noire f6 · Pion noir sur case noire c5 · Dame noire sur case blanche f5 · Pion noir sur case blanche h5 · Pion blanc sur case blanche c4 · Pion blanc sur case noire d4 · Pion noir sur case blanche e4 · Pion blanc sur case noire f4 · Cavalier blanc sur case blanche b3 · Pion blanc sur case noire c3 · Pion blanc sur case noire e3 · Pion blanc sur case blanche h3 · Pion blanc sur case blanche a2 · Fou blanc sur case noire d2 · Fou blanc sur case blanche e2 · Pion blanc sur case blanche g2 · Roi blanc sur case noire h2 · Tour blanche sur case noire a1 · Dame blanche sur case blanche d1 · Tour blanche sur case blanche f1 | Tour noire sur case blanche a8 · Fou noir sur case blanche c8 · Tour noire sur case noire f8 · Roi noir sur case blanche g8 · Pion noir sur case noire a7 · Cavalier noir sur case noire e7 · Pion noir sur case blanche f7 · Pion noir sur case noire g7 · Pion noir sur case noire b6 · Pion noir sur case noire d6 · Cavalier noir sur case noire f6 · Pion noir sur case noire c5 · Dame noire sur case blanche f5 · Pion noir sur case blanche h5 · Pion blanc sur case blanche c4 · Pion blanc sur case noire d4 · Pion noir sur case blanche e4 · Pion blanc sur case noire f4 · Cavalier blanc sur case blanche b3 · Pion blanc sur case noire c3 · Pion blanc sur case noire e3 · Pion blanc sur case blanche h3 · Pion blanc sur case blanche a2 · Fou blanc sur case noire d2 · Fou blanc sur case blanche e2 · Pion blanc sur case blanche g2 · Roi blanc sur case noire h2 · Tour blanche sur case noire a1 · Dame blanche sur case blanche d1 · Tour blanche sur case blanche f1 | Tour noire sur case blanche a8 · Fou noir sur case blanche c8 · Tour noire sur case noire f8 · Roi noir sur case blanche g8 · Pion noir sur case noire a7 · Cavalier noir sur case noire e7 · Pion noir sur case blanche f7 · Pion noir sur case noire g7 · Pion noir sur case noire b6 · Pion noir sur case noire d6 · Cavalier noir sur case noire f6 · Pion noir sur case noire c5 · Dame noire sur case blanche f5 · Pion noir sur case blanche h5 · Pion blanc sur case blanche c4 · Pion blanc sur case noire d4 · Pion noir sur case blanche e4 · Pion blanc sur case noire f4 · Cavalier blanc sur case blanche b3 · Pion blanc sur case noire c3 · Pion blanc sur case noire e3 · Pion blanc sur case blanche h3 · Pion blanc sur case blanche a2 · Fou blanc sur case noire d2 · Fou blanc sur case blanche e2 · Pion blanc sur case blanche g2 · Roi blanc sur case noire h2 · Tour blanche sur case noire a1 · Dame blanche sur case blanche d1 · Tour blanche sur case blanche f1 | 1 |
|   | a | b | c | d | e | f | g | h |   |

16... Dh7!!
« Utilisant h7, où la dame est excellemment postée, pour menacer de paralyser les Blancs par la poussée h4. » (Nimzowitsch, cité par Le Lionnais) Paralysés par cette manœuvre des Noirs, les Blancs essaient de percer à l'aile dame.
17 a4 Cf5!
Menace 18... Cg4+ 19. hxg4 hxg4+ 20. Rg1 g3, gagnant la dame pour le cavalier, ou faisant mat. Les Noirs n'ont pas à se préoccuper de la tentative de libération des Blancs, pour un coup seulement.
18. g3 a5!
À peine les Blancs parviennent-ils à mettre en branle leur plan que les Noirs les bloquent à nouveau. Par contre, le pion noir en b6 est maintenant affaibli. Ce point faible, Johner appuiera dessus par la suite. Nimzowitsch avait évalué qu'il valait mieux être attaqué en b6 qu'en a5.
19. Tg1 Ch6 20. Ff1 Fd7 21. Fc1
Les deux côtés se préparent pour l'assaut final. Les Blancs ont évacué la case d2 pour permettre au cavalier blanc de se porter à la défense de leur roi, via d2 et f3, tout en permettant à la dame d'attaquer le pion b6. Que va imaginer Nimzowitsch pour contrer ces deux manœuvres ?
|   | a | b | c | d | e | f | g | h |   |
| 8 | Tour noire sur case blanche a8 · Tour noire sur case noire f8 · Roi noir sur case blanche g8 · Fou noir sur case blanche d7 · Pion noir sur case blanche f7 · Pion noir sur case noire g7 · Dame noire sur case blanche h7 · Pion noir sur case noire b6 · Pion noir sur case noire d6 · Cavalier noir sur case noire f6 · Cavalier noir sur case noire h6 · Pion noir sur case noire a5 · Pion noir sur case noire c5 · Pion noir sur case blanche h5 · Pion blanc sur case blanche a4 · Pion blanc sur case blanche c4 · Pion blanc sur case noire d4 · Pion noir sur case blanche e4 · Pion blanc sur case noire f4 · Cavalier blanc sur case blanche b3 · Pion blanc sur case noire c3 · Pion blanc sur case noire e3 · Pion blanc sur case noire g3 · Pion blanc sur case blanche h3 · Roi blanc sur case noire h2 · Tour blanche sur case noire a1 · Fou blanc sur case noire c1 · Dame blanche sur case noire e1 · Fou blanc sur case blanche f1 · Tour blanche sur case noire g1 | Tour noire sur case blanche a8 · Tour noire sur case noire f8 · Roi noir sur case blanche g8 · Fou noir sur case blanche d7 · Pion noir sur case blanche f7 · Pion noir sur case noire g7 · Dame noire sur case blanche h7 · Pion noir sur case noire b6 · Pion noir sur case noire d6 · Cavalier noir sur case noire f6 · Cavalier noir sur case noire h6 · Pion noir sur case noire a5 · Pion noir sur case noire c5 · Pion noir sur case blanche h5 · Pion blanc sur case blanche a4 · Pion blanc sur case blanche c4 · Pion blanc sur case noire d4 · Pion noir sur case blanche e4 · Pion blanc sur case noire f4 · Cavalier blanc sur case blanche b3 · Pion blanc sur case noire c3 · Pion blanc sur case noire e3 · Pion blanc sur case noire g3 · Pion blanc sur case blanche h3 · Roi blanc sur case noire h2 · Tour blanche sur case noire a1 · Fou blanc sur case noire c1 · Dame blanche sur case noire e1 · Fou blanc sur case blanche f1 · Tour blanche sur case noire g1 | Tour noire sur case blanche a8 · Tour noire sur case noire f8 · Roi noir sur case blanche g8 · Fou noir sur case blanche d7 · Pion noir sur case blanche f7 · Pion noir sur case noire g7 · Dame noire sur case blanche h7 · Pion noir sur case noire b6 · Pion noir sur case noire d6 · Cavalier noir sur case noire f6 · Cavalier noir sur case noire h6 · Pion noir sur case noire a5 · Pion noir sur case noire c5 · Pion noir sur case blanche h5 · Pion blanc sur case blanche a4 · Pion blanc sur case blanche c4 · Pion blanc sur case noire d4 · Pion noir sur case blanche e4 · Pion blanc sur case noire f4 · Cavalier blanc sur case blanche b3 · Pion blanc sur case noire c3 · Pion blanc sur case noire e3 · Pion blanc sur case noire g3 · Pion blanc sur case blanche h3 · Roi blanc sur case noire h2 · Tour blanche sur case noire a1 · Fou blanc sur case noire c1 · Dame blanche sur case noire e1 · Fou blanc sur case blanche f1 · Tour blanche sur case noire g1 | Tour noire sur case blanche a8 · Tour noire sur case noire f8 · Roi noir sur case blanche g8 · Fou noir sur case blanche d7 · Pion noir sur case blanche f7 · Pion noir sur case noire g7 · Dame noire sur case blanche h7 · Pion noir sur case noire b6 · Pion noir sur case noire d6 · Cavalier noir sur case noire f6 · Cavalier noir sur case noire h6 · Pion noir sur case noire a5 · Pion noir sur case noire c5 · Pion noir sur case blanche h5 · Pion blanc sur case blanche a4 · Pion blanc sur case blanche c4 · Pion blanc sur case noire d4 · Pion noir sur case blanche e4 · Pion blanc sur case noire f4 · Cavalier blanc sur case blanche b3 · Pion blanc sur case noire c3 · Pion blanc sur case noire e3 · Pion blanc sur case noire g3 · Pion blanc sur case blanche h3 · Roi blanc sur case noire h2 · Tour blanche sur case noire a1 · Fou blanc sur case noire c1 · Dame blanche sur case noire e1 · Fou blanc sur case blanche f1 · Tour blanche sur case noire g1 | Tour noire sur case blanche a8 · Tour noire sur case noire f8 · Roi noir sur case blanche g8 · Fou noir sur case blanche d7 · Pion noir sur case blanche f7 · Pion noir sur case noire g7 · Dame noire sur case blanche h7 · Pion noir sur case noire b6 · Pion noir sur case noire d6 · Cavalier noir sur case noire f6 · Cavalier noir sur case noire h6 · Pion noir sur case noire a5 · Pion noir sur case noire c5 · Pion noir sur case blanche h5 · Pion blanc sur case blanche a4 · Pion blanc sur case blanche c4 · Pion blanc sur case noire d4 · Pion noir sur case blanche e4 · Pion blanc sur case noire f4 · Cavalier blanc sur case blanche b3 · Pion blanc sur case noire c3 · Pion blanc sur case noire e3 · Pion blanc sur case noire g3 · Pion blanc sur case blanche h3 · Roi blanc sur case noire h2 · Tour blanche sur case noire a1 · Fou blanc sur case noire c1 · Dame blanche sur case noire e1 · Fou blanc sur case blanche f1 · Tour blanche sur case noire g1 | Tour noire sur case blanche a8 · Tour noire sur case noire f8 · Roi noir sur case blanche g8 · Fou noir sur case blanche d7 · Pion noir sur case blanche f7 · Pion noir sur case noire g7 · Dame noire sur case blanche h7 · Pion noir sur case noire b6 · Pion noir sur case noire d6 · Cavalier noir sur case noire f6 · Cavalier noir sur case noire h6 · Pion noir sur case noire a5 · Pion noir sur case noire c5 · Pion noir sur case blanche h5 · Pion blanc sur case blanche a4 · Pion blanc sur case blanche c4 · Pion blanc sur case noire d4 · Pion noir sur case blanche e4 · Pion blanc sur case noire f4 · Cavalier blanc sur case blanche b3 · Pion blanc sur case noire c3 · Pion blanc sur case noire e3 · Pion blanc sur case noire g3 · Pion blanc sur case blanche h3 · Roi blanc sur case noire h2 · Tour blanche sur case noire a1 · Fou blanc sur case noire c1 · Dame blanche sur case noire e1 · Fou blanc sur case blanche f1 · Tour blanche sur case noire g1 | Tour noire sur case blanche a8 · Tour noire sur case noire f8 · Roi noir sur case blanche g8 · Fou noir sur case blanche d7 · Pion noir sur case blanche f7 · Pion noir sur case noire g7 · Dame noire sur case blanche h7 · Pion noir sur case noire b6 · Pion noir sur case noire d6 · Cavalier noir sur case noire f6 · Cavalier noir sur case noire h6 · Pion noir sur case noire a5 · Pion noir sur case noire c5 · Pion noir sur case blanche h5 · Pion blanc sur case blanche a4 · Pion blanc sur case blanche c4 · Pion blanc sur case noire d4 · Pion noir sur case blanche e4 · Pion blanc sur case noire f4 · Cavalier blanc sur case blanche b3 · Pion blanc sur case noire c3 · Pion blanc sur case noire e3 · Pion blanc sur case noire g3 · Pion blanc sur case blanche h3 · Roi blanc sur case noire h2 · Tour blanche sur case noire a1 · Fou blanc sur case noire c1 · Dame blanche sur case noire e1 · Fou blanc sur case blanche f1 · Tour blanche sur case noire g1 | Tour noire sur case blanche a8 · Tour noire sur case noire f8 · Roi noir sur case blanche g8 · Fou noir sur case blanche d7 · Pion noir sur case blanche f7 · Pion noir sur case noire g7 · Dame noire sur case blanche h7 · Pion noir sur case noire b6 · Pion noir sur case noire d6 · Cavalier noir sur case noire f6 · Cavalier noir sur case noire h6 · Pion noir sur case noire a5 · Pion noir sur case noire c5 · Pion noir sur case blanche h5 · Pion blanc sur case blanche a4 · Pion blanc sur case blanche c4 · Pion blanc sur case noire d4 · Pion noir sur case blanche e4 · Pion blanc sur case noire f4 · Cavalier blanc sur case blanche b3 · Pion blanc sur case noire c3 · Pion blanc sur case noire e3 · Pion blanc sur case noire g3 · Pion blanc sur case blanche h3 · Roi blanc sur case noire h2 · Tour blanche sur case noire a1 · Fou blanc sur case noire c1 · Dame blanche sur case noire e1 · Fou blanc sur case blanche f1 · Tour blanche sur case noire g1 | 8 |
| 7 | Tour noire sur case blanche a8 · Tour noire sur case noire f8 · Roi noir sur case blanche g8 · Fou noir sur case blanche d7 · Pion noir sur case blanche f7 · Pion noir sur case noire g7 · Dame noire sur case blanche h7 · Pion noir sur case noire b6 · Pion noir sur case noire d6 · Cavalier noir sur case noire f6 · Cavalier noir sur case noire h6 · Pion noir sur case noire a5 · Pion noir sur case noire c5 · Pion noir sur case blanche h5 · Pion blanc sur case blanche a4 · Pion blanc sur case blanche c4 · Pion blanc sur case noire d4 · Pion noir sur case blanche e4 · Pion blanc sur case noire f4 · Cavalier blanc sur case blanche b3 · Pion blanc sur case noire c3 · Pion blanc sur case noire e3 · Pion blanc sur case noire g3 · Pion blanc sur case blanche h3 · Roi blanc sur case noire h2 · Tour blanche sur case noire a1 · Fou blanc sur case noire c1 · Dame blanche sur case noire e1 · Fou blanc sur case blanche f1 · Tour blanche sur case noire g1 | Tour noire sur case blanche a8 · Tour noire sur case noire f8 · Roi noir sur case blanche g8 · Fou noir sur case blanche d7 · Pion noir sur case blanche f7 · Pion noir sur case noire g7 · Dame noire sur case blanche h7 · Pion noir sur case noire b6 · Pion noir sur case noire d6 · Cavalier noir sur case noire f6 · Cavalier noir sur case noire h6 · Pion noir sur case noire a5 · Pion noir sur case noire c5 · Pion noir sur case blanche h5 · Pion blanc sur case blanche a4 · Pion blanc sur case blanche c4 · Pion blanc sur case noire d4 · Pion noir sur case blanche e4 · Pion blanc sur case noire f4 · Cavalier blanc sur case blanche b3 · Pion blanc sur case noire c3 · Pion blanc sur case noire e3 · Pion blanc sur case noire g3 · Pion blanc sur case blanche h3 · Roi blanc sur case noire h2 · Tour blanche sur case noire a1 · Fou blanc sur case noire c1 · Dame blanche sur case noire e1 · Fou blanc sur case blanche f1 · Tour blanche sur case noire g1 | Tour noire sur case blanche a8 · Tour noire sur case noire f8 · Roi noir sur case blanche g8 · Fou noir sur case blanche d7 · Pion noir sur case blanche f7 · Pion noir sur case noire g7 · Dame noire sur case blanche h7 · Pion noir sur case noire b6 · Pion noir sur case noire d6 · Cavalier noir sur case noire f6 · Cavalier noir sur case noire h6 · Pion noir sur case noire a5 · Pion noir sur case noire c5 · Pion noir sur case blanche h5 · Pion blanc sur case blanche a4 · Pion blanc sur case blanche c4 · Pion blanc sur case noire d4 · Pion noir sur case blanche e4 · Pion blanc sur case noire f4 · Cavalier blanc sur case blanche b3 · Pion blanc sur case noire c3 · Pion blanc sur case noire e3 · Pion blanc sur case noire g3 · Pion blanc sur case blanche h3 · Roi blanc sur case noire h2 · Tour blanche sur case noire a1 · Fou blanc sur case noire c1 · Dame blanche sur case noire e1 · Fou blanc sur case blanche f1 · Tour blanche sur case noire g1 | Tour noire sur case blanche a8 · Tour noire sur case noire f8 · Roi noir sur case blanche g8 · Fou noir sur case blanche d7 · Pion noir sur case blanche f7 · Pion noir sur case noire g7 · Dame noire sur case blanche h7 · Pion noir sur case noire b6 · Pion noir sur case noire d6 · Cavalier noir sur case noire f6 · Cavalier noir sur case noire h6 · Pion noir sur case noire a5 · Pion noir sur case noire c5 · Pion noir sur case blanche h5 · Pion blanc sur case blanche a4 · Pion blanc sur case blanche c4 · Pion blanc sur case noire d4 · Pion noir sur case blanche e4 · Pion blanc sur case noire f4 · Cavalier blanc sur case blanche b3 · Pion blanc sur case noire c3 · Pion blanc sur case noire e3 · Pion blanc sur case noire g3 · Pion blanc sur case blanche h3 · Roi blanc sur case noire h2 · Tour blanche sur case noire a1 · Fou blanc sur case noire c1 · Dame blanche sur case noire e1 · Fou blanc sur case blanche f1 · Tour blanche sur case noire g1 | Tour noire sur case blanche a8 · Tour noire sur case noire f8 · Roi noir sur case blanche g8 · Fou noir sur case blanche d7 · Pion noir sur case blanche f7 · Pion noir sur case noire g7 · Dame noire sur case blanche h7 · Pion noir sur case noire b6 · Pion noir sur case noire d6 · Cavalier noir sur case noire f6 · Cavalier noir sur case noire h6 · Pion noir sur case noire a5 · Pion noir sur case noire c5 · Pion noir sur case blanche h5 · Pion blanc sur case blanche a4 · Pion blanc sur case blanche c4 · Pion blanc sur case noire d4 · Pion noir sur case blanche e4 · Pion blanc sur case noire f4 · Cavalier blanc sur case blanche b3 · Pion blanc sur case noire c3 · Pion blanc sur case noire e3 · Pion blanc sur case noire g3 · Pion blanc sur case blanche h3 · Roi blanc sur case noire h2 · Tour blanche sur case noire a1 · Fou blanc sur case noire c1 · Dame blanche sur case noire e1 · Fou blanc sur case blanche f1 · Tour blanche sur case noire g1 | Tour noire sur case blanche a8 · Tour noire sur case noire f8 · Roi noir sur case blanche g8 · Fou noir sur case blanche d7 · Pion noir sur case blanche f7 · Pion noir sur case noire g7 · Dame noire sur case blanche h7 · Pion noir sur case noire b6 · Pion noir sur case noire d6 · Cavalier noir sur case noire f6 · Cavalier noir sur case noire h6 · Pion noir sur case noire a5 · Pion noir sur case noire c5 · Pion noir sur case blanche h5 · Pion blanc sur case blanche a4 · Pion blanc sur case blanche c4 · Pion blanc sur case noire d4 · Pion noir sur case blanche e4 · Pion blanc sur case noire f4 · Cavalier blanc sur case blanche b3 · Pion blanc sur case noire c3 · Pion blanc sur case noire e3 · Pion blanc sur case noire g3 · Pion blanc sur case blanche h3 · Roi blanc sur case noire h2 · Tour blanche sur case noire a1 · Fou blanc sur case noire c1 · Dame blanche sur case noire e1 · Fou blanc sur case blanche f1 · Tour blanche sur case noire g1 | Tour noire sur case blanche a8 · Tour noire sur case noire f8 · Roi noir sur case blanche g8 · Fou noir sur case blanche d7 · Pion noir sur case blanche f7 · Pion noir sur case noire g7 · Dame noire sur case blanche h7 · Pion noir sur case noire b6 · Pion noir sur case noire d6 · Cavalier noir sur case noire f6 · Cavalier noir sur case noire h6 · Pion noir sur case noire a5 · Pion noir sur case noire c5 · Pion noir sur case blanche h5 · Pion blanc sur case blanche a4 · Pion blanc sur case blanche c4 · Pion blanc sur case noire d4 · Pion noir sur case blanche e4 · Pion blanc sur case noire f4 · Cavalier blanc sur case blanche b3 · Pion blanc sur case noire c3 · Pion blanc sur case noire e3 · Pion blanc sur case noire g3 · Pion blanc sur case blanche h3 · Roi blanc sur case noire h2 · Tour blanche sur case noire a1 · Fou blanc sur case noire c1 · Dame blanche sur case noire e1 · Fou blanc sur case blanche f1 · Tour blanche sur case noire g1 | Tour noire sur case blanche a8 · Tour noire sur case noire f8 · Roi noir sur case blanche g8 · Fou noir sur case blanche d7 · Pion noir sur case blanche f7 · Pion noir sur case noire g7 · Dame noire sur case blanche h7 · Pion noir sur case noire b6 · Pion noir sur case noire d6 · Cavalier noir sur case noire f6 · Cavalier noir sur case noire h6 · Pion noir sur case noire a5 · Pion noir sur case noire c5 · Pion noir sur case blanche h5 · Pion blanc sur case blanche a4 · Pion blanc sur case blanche c4 · Pion blanc sur case noire d4 · Pion noir sur case blanche e4 · Pion blanc sur case noire f4 · Cavalier blanc sur case blanche b3 · Pion blanc sur case noire c3 · Pion blanc sur case noire e3 · Pion blanc sur case noire g3 · Pion blanc sur case blanche h3 · Roi blanc sur case noire h2 · Tour blanche sur case noire a1 · Fou blanc sur case noire c1 · Dame blanche sur case noire e1 · Fou blanc sur case blanche f1 · Tour blanche sur case noire g1 | 7 |
| 6 | Tour noire sur case blanche a8 · Tour noire sur case noire f8 · Roi noir sur case blanche g8 · Fou noir sur case blanche d7 · Pion noir sur case blanche f7 · Pion noir sur case noire g7 · Dame noire sur case blanche h7 · Pion noir sur case noire b6 · Pion noir sur case noire d6 · Cavalier noir sur case noire f6 · Cavalier noir sur case noire h6 · Pion noir sur case noire a5 · Pion noir sur case noire c5 · Pion noir sur case blanche h5 · Pion blanc sur case blanche a4 · Pion blanc sur case blanche c4 · Pion blanc sur case noire d4 · Pion noir sur case blanche e4 · Pion blanc sur case noire f4 · Cavalier blanc sur case blanche b3 · Pion blanc sur case noire c3 · Pion blanc sur case noire e3 · Pion blanc sur case noire g3 · Pion blanc sur case blanche h3 · Roi blanc sur case noire h2 · Tour blanche sur case noire a1 · Fou blanc sur case noire c1 · Dame blanche sur case noire e1 · Fou blanc sur case blanche f1 · Tour blanche sur case noire g1 | Tour noire sur case blanche a8 · Tour noire sur case noire f8 · Roi noir sur case blanche g8 · Fou noir sur case blanche d7 · Pion noir sur case blanche f7 · Pion noir sur case noire g7 · Dame noire sur case blanche h7 · Pion noir sur case noire b6 · Pion noir sur case noire d6 · Cavalier noir sur case noire f6 · Cavalier noir sur case noire h6 · Pion noir sur case noire a5 · Pion noir sur case noire c5 · Pion noir sur case blanche h5 · Pion blanc sur case blanche a4 · Pion blanc sur case blanche c4 · Pion blanc sur case noire d4 · Pion noir sur case blanche e4 · Pion blanc sur case noire f4 · Cavalier blanc sur case blanche b3 · Pion blanc sur case noire c3 · Pion blanc sur case noire e3 · Pion blanc sur case noire g3 · Pion blanc sur case blanche h3 · Roi blanc sur case noire h2 · Tour blanche sur case noire a1 · Fou blanc sur case noire c1 · Dame blanche sur case noire e1 · Fou blanc sur case blanche f1 · Tour blanche sur case noire g1 | Tour noire sur case blanche a8 · Tour noire sur case noire f8 · Roi noir sur case blanche g8 · Fou noir sur case blanche d7 · Pion noir sur case blanche f7 · Pion noir sur case noire g7 · Dame noire sur case blanche h7 · Pion noir sur case noire b6 · Pion noir sur case noire d6 · Cavalier noir sur case noire f6 · Cavalier noir sur case noire h6 · Pion noir sur case noire a5 · Pion noir sur case noire c5 · Pion noir sur case blanche h5 · Pion blanc sur case blanche a4 · Pion blanc sur case blanche c4 · Pion blanc sur case noire d4 · Pion noir sur case blanche e4 · Pion blanc sur case noire f4 · Cavalier blanc sur case blanche b3 · Pion blanc sur case noire c3 · Pion blanc sur case noire e3 · Pion blanc sur case noire g3 · Pion blanc sur case blanche h3 · Roi blanc sur case noire h2 · Tour blanche sur case noire a1 · Fou blanc sur case noire c1 · Dame blanche sur case noire e1 · Fou blanc sur case blanche f1 · Tour blanche sur case noire g1 | Tour noire sur case blanche a8 · Tour noire sur case noire f8 · Roi noir sur case blanche g8 · Fou noir sur case blanche d7 · Pion noir sur case blanche f7 · Pion noir sur case noire g7 · Dame noire sur case blanche h7 · Pion noir sur case noire b6 · Pion noir sur case noire d6 · Cavalier noir sur case noire f6 · Cavalier noir sur case noire h6 · Pion noir sur case noire a5 · Pion noir sur case noire c5 · Pion noir sur case blanche h5 · Pion blanc sur case blanche a4 · Pion blanc sur case blanche c4 · Pion blanc sur case noire d4 · Pion noir sur case blanche e4 · Pion blanc sur case noire f4 · Cavalier blanc sur case blanche b3 · Pion blanc sur case noire c3 · Pion blanc sur case noire e3 · Pion blanc sur case noire g3 · Pion blanc sur case blanche h3 · Roi blanc sur case noire h2 · Tour blanche sur case noire a1 · Fou blanc sur case noire c1 · Dame blanche sur case noire e1 · Fou blanc sur case blanche f1 · Tour blanche sur case noire g1 | Tour noire sur case blanche a8 · Tour noire sur case noire f8 · Roi noir sur case blanche g8 · Fou noir sur case blanche d7 · Pion noir sur case blanche f7 · Pion noir sur case noire g7 · Dame noire sur case blanche h7 · Pion noir sur case noire b6 · Pion noir sur case noire d6 · Cavalier noir sur case noire f6 · Cavalier noir sur case noire h6 · Pion noir sur case noire a5 · Pion noir sur case noire c5 · Pion noir sur case blanche h5 · Pion blanc sur case blanche a4 · Pion blanc sur case blanche c4 · Pion blanc sur case noire d4 · Pion noir sur case blanche e4 · Pion blanc sur case noire f4 · Cavalier blanc sur case blanche b3 · Pion blanc sur case noire c3 · Pion blanc sur case noire e3 · Pion blanc sur case noire g3 · Pion blanc sur case blanche h3 · Roi blanc sur case noire h2 · Tour blanche sur case noire a1 · Fou blanc sur case noire c1 · Dame blanche sur case noire e1 · Fou blanc sur case blanche f1 · Tour blanche sur case noire g1 | Tour noire sur case blanche a8 · Tour noire sur case noire f8 · Roi noir sur case blanche g8 · Fou noir sur case blanche d7 · Pion noir sur case blanche f7 · Pion noir sur case noire g7 · Dame noire sur case blanche h7 · Pion noir sur case noire b6 · Pion noir sur case noire d6 · Cavalier noir sur case noire f6 · Cavalier noir sur case noire h6 · Pion noir sur case noire a5 · Pion noir sur case noire c5 · Pion noir sur case blanche h5 · Pion blanc sur case blanche a4 · Pion blanc sur case blanche c4 · Pion blanc sur case noire d4 · Pion noir sur case blanche e4 · Pion blanc sur case noire f4 · Cavalier blanc sur case blanche b3 · Pion blanc sur case noire c3 · Pion blanc sur case noire e3 · Pion blanc sur case noire g3 · Pion blanc sur case blanche h3 · Roi blanc sur case noire h2 · Tour blanche sur case noire a1 · Fou blanc sur case noire c1 · Dame blanche sur case noire e1 · Fou blanc sur case blanche f1 · Tour blanche sur case noire g1 | Tour noire sur case blanche a8 · Tour noire sur case noire f8 · Roi noir sur case blanche g8 · Fou noir sur case blanche d7 · Pion noir sur case blanche f7 · Pion noir sur case noire g7 · Dame noire sur case blanche h7 · Pion noir sur case noire b6 · Pion noir sur case noire d6 · Cavalier noir sur case noire f6 · Cavalier noir sur case noire h6 · Pion noir sur case noire a5 · Pion noir sur case noire c5 · Pion noir sur case blanche h5 · Pion blanc sur case blanche a4 · Pion blanc sur case blanche c4 · Pion blanc sur case noire d4 · Pion noir sur case blanche e4 · Pion blanc sur case noire f4 · Cavalier blanc sur case blanche b3 · Pion blanc sur case noire c3 · Pion blanc sur case noire e3 · Pion blanc sur case noire g3 · Pion blanc sur case blanche h3 · Roi blanc sur case noire h2 · Tour blanche sur case noire a1 · Fou blanc sur case noire c1 · Dame blanche sur case noire e1 · Fou blanc sur case blanche f1 · Tour blanche sur case noire g1 | Tour noire sur case blanche a8 · Tour noire sur case noire f8 · Roi noir sur case blanche g8 · Fou noir sur case blanche d7 · Pion noir sur case blanche f7 · Pion noir sur case noire g7 · Dame noire sur case blanche h7 · Pion noir sur case noire b6 · Pion noir sur case noire d6 · Cavalier noir sur case noire f6 · Cavalier noir sur case noire h6 · Pion noir sur case noire a5 · Pion noir sur case noire c5 · Pion noir sur case blanche h5 · Pion blanc sur case blanche a4 · Pion blanc sur case blanche c4 · Pion blanc sur case noire d4 · Pion noir sur case blanche e4 · Pion blanc sur case noire f4 · Cavalier blanc sur case blanche b3 · Pion blanc sur case noire c3 · Pion blanc sur case noire e3 · Pion blanc sur case noire g3 · Pion blanc sur case blanche h3 · Roi blanc sur case noire h2 · Tour blanche sur case noire a1 · Fou blanc sur case noire c1 · Dame blanche sur case noire e1 · Fou blanc sur case blanche f1 · Tour blanche sur case noire g1 | 6 |
| 5 | Tour noire sur case blanche a8 · Tour noire sur case noire f8 · Roi noir sur case blanche g8 · Fou noir sur case blanche d7 · Pion noir sur case blanche f7 · Pion noir sur case noire g7 · Dame noire sur case blanche h7 · Pion noir sur case noire b6 · Pion noir sur case noire d6 · Cavalier noir sur case noire f6 · Cavalier noir sur case noire h6 · Pion noir sur case noire a5 · Pion noir sur case noire c5 · Pion noir sur case blanche h5 · Pion blanc sur case blanche a4 · Pion blanc sur case blanche c4 · Pion blanc sur case noire d4 · Pion noir sur case blanche e4 · Pion blanc sur case noire f4 · Cavalier blanc sur case blanche b3 · Pion blanc sur case noire c3 · Pion blanc sur case noire e3 · Pion blanc sur case noire g3 · Pion blanc sur case blanche h3 · Roi blanc sur case noire h2 · Tour blanche sur case noire a1 · Fou blanc sur case noire c1 · Dame blanche sur case noire e1 · Fou blanc sur case blanche f1 · Tour blanche sur case noire g1 | Tour noire sur case blanche a8 · Tour noire sur case noire f8 · Roi noir sur case blanche g8 · Fou noir sur case blanche d7 · Pion noir sur case blanche f7 · Pion noir sur case noire g7 · Dame noire sur case blanche h7 · Pion noir sur case noire b6 · Pion noir sur case noire d6 · Cavalier noir sur case noire f6 · Cavalier noir sur case noire h6 · Pion noir sur case noire a5 · Pion noir sur case noire c5 · Pion noir sur case blanche h5 · Pion blanc sur case blanche a4 · Pion blanc sur case blanche c4 · Pion blanc sur case noire d4 · Pion noir sur case blanche e4 · Pion blanc sur case noire f4 · Cavalier blanc sur case blanche b3 · Pion blanc sur case noire c3 · Pion blanc sur case noire e3 · Pion blanc sur case noire g3 · Pion blanc sur case blanche h3 · Roi blanc sur case noire h2 · Tour blanche sur case noire a1 · Fou blanc sur case noire c1 · Dame blanche sur case noire e1 · Fou blanc sur case blanche f1 · Tour blanche sur case noire g1 | Tour noire sur case blanche a8 · Tour noire sur case noire f8 · Roi noir sur case blanche g8 · Fou noir sur case blanche d7 · Pion noir sur case blanche f7 · Pion noir sur case noire g7 · Dame noire sur case blanche h7 · Pion noir sur case noire b6 · Pion noir sur case noire d6 · Cavalier noir sur case noire f6 · Cavalier noir sur case noire h6 · Pion noir sur case noire a5 · Pion noir sur case noire c5 · Pion noir sur case blanche h5 · Pion blanc sur case blanche a4 · Pion blanc sur case blanche c4 · Pion blanc sur case noire d4 · Pion noir sur case blanche e4 · Pion blanc sur case noire f4 · Cavalier blanc sur case blanche b3 · Pion blanc sur case noire c3 · Pion blanc sur case noire e3 · Pion blanc sur case noire g3 · Pion blanc sur case blanche h3 · Roi blanc sur case noire h2 · Tour blanche sur case noire a1 · Fou blanc sur case noire c1 · Dame blanche sur case noire e1 · Fou blanc sur case blanche f1 · Tour blanche sur case noire g1 | Tour noire sur case blanche a8 · Tour noire sur case noire f8 · Roi noir sur case blanche g8 · Fou noir sur case blanche d7 · Pion noir sur case blanche f7 · Pion noir sur case noire g7 · Dame noire sur case blanche h7 · Pion noir sur case noire b6 · Pion noir sur case noire d6 · Cavalier noir sur case noire f6 · Cavalier noir sur case noire h6 · Pion noir sur case noire a5 · Pion noir sur case noire c5 · Pion noir sur case blanche h5 · Pion blanc sur case blanche a4 · Pion blanc sur case blanche c4 · Pion blanc sur case noire d4 · Pion noir sur case blanche e4 · Pion blanc sur case noire f4 · Cavalier blanc sur case blanche b3 · Pion blanc sur case noire c3 · Pion blanc sur case noire e3 · Pion blanc sur case noire g3 · Pion blanc sur case blanche h3 · Roi blanc sur case noire h2 · Tour blanche sur case noire a1 · Fou blanc sur case noire c1 · Dame blanche sur case noire e1 · Fou blanc sur case blanche f1 · Tour blanche sur case noire g1 | Tour noire sur case blanche a8 · Tour noire sur case noire f8 · Roi noir sur case blanche g8 · Fou noir sur case blanche d7 · Pion noir sur case blanche f7 · Pion noir sur case noire g7 · Dame noire sur case blanche h7 · Pion noir sur case noire b6 · Pion noir sur case noire d6 · Cavalier noir sur case noire f6 · Cavalier noir sur case noire h6 · Pion noir sur case noire a5 · Pion noir sur case noire c5 · Pion noir sur case blanche h5 · Pion blanc sur case blanche a4 · Pion blanc sur case blanche c4 · Pion blanc sur case noire d4 · Pion noir sur case blanche e4 · Pion blanc sur case noire f4 · Cavalier blanc sur case blanche b3 · Pion blanc sur case noire c3 · Pion blanc sur case noire e3 · Pion blanc sur case noire g3 · Pion blanc sur case blanche h3 · Roi blanc sur case noire h2 · Tour blanche sur case noire a1 · Fou blanc sur case noire c1 · Dame blanche sur case noire e1 · Fou blanc sur case blanche f1 · Tour blanche sur case noire g1 | Tour noire sur case blanche a8 · Tour noire sur case noire f8 · Roi noir sur case blanche g8 · Fou noir sur case blanche d7 · Pion noir sur case blanche f7 · Pion noir sur case noire g7 · Dame noire sur case blanche h7 · Pion noir sur case noire b6 · Pion noir sur case noire d6 · Cavalier noir sur case noire f6 · Cavalier noir sur case noire h6 · Pion noir sur case noire a5 · Pion noir sur case noire c5 · Pion noir sur case blanche h5 · Pion blanc sur case blanche a4 · Pion blanc sur case blanche c4 · Pion blanc sur case noire d4 · Pion noir sur case blanche e4 · Pion blanc sur case noire f4 · Cavalier blanc sur case blanche b3 · Pion blanc sur case noire c3 · Pion blanc sur case noire e3 · Pion blanc sur case noire g3 · Pion blanc sur case blanche h3 · Roi blanc sur case noire h2 · Tour blanche sur case noire a1 · Fou blanc sur case noire c1 · Dame blanche sur case noire e1 · Fou blanc sur case blanche f1 · Tour blanche sur case noire g1 | Tour noire sur case blanche a8 · Tour noire sur case noire f8 · Roi noir sur case blanche g8 · Fou noir sur case blanche d7 · Pion noir sur case blanche f7 · Pion noir sur case noire g7 · Dame noire sur case blanche h7 · Pion noir sur case noire b6 · Pion noir sur case noire d6 · Cavalier noir sur case noire f6 · Cavalier noir sur case noire h6 · Pion noir sur case noire a5 · Pion noir sur case noire c5 · Pion noir sur case blanche h5 · Pion blanc sur case blanche a4 · Pion blanc sur case blanche c4 · Pion blanc sur case noire d4 · Pion noir sur case blanche e4 · Pion blanc sur case noire f4 · Cavalier blanc sur case blanche b3 · Pion blanc sur case noire c3 · Pion blanc sur case noire e3 · Pion blanc sur case noire g3 · Pion blanc sur case blanche h3 · Roi blanc sur case noire h2 · Tour blanche sur case noire a1 · Fou blanc sur case noire c1 · Dame blanche sur case noire e1 · Fou blanc sur case blanche f1 · Tour blanche sur case noire g1 | Tour noire sur case blanche a8 · Tour noire sur case noire f8 · Roi noir sur case blanche g8 · Fou noir sur case blanche d7 · Pion noir sur case blanche f7 · Pion noir sur case noire g7 · Dame noire sur case blanche h7 · Pion noir sur case noire b6 · Pion noir sur case noire d6 · Cavalier noir sur case noire f6 · Cavalier noir sur case noire h6 · Pion noir sur case noire a5 · Pion noir sur case noire c5 · Pion noir sur case blanche h5 · Pion blanc sur case blanche a4 · Pion blanc sur case blanche c4 · Pion blanc sur case noire d4 · Pion noir sur case blanche e4 · Pion blanc sur case noire f4 · Cavalier blanc sur case blanche b3 · Pion blanc sur case noire c3 · Pion blanc sur case noire e3 · Pion blanc sur case noire g3 · Pion blanc sur case blanche h3 · Roi blanc sur case noire h2 · Tour blanche sur case noire a1 · Fou blanc sur case noire c1 · Dame blanche sur case noire e1 · Fou blanc sur case blanche f1 · Tour blanche sur case noire g1 | 5 |
| 4 | Tour noire sur case blanche a8 · Tour noire sur case noire f8 · Roi noir sur case blanche g8 · Fou noir sur case blanche d7 · Pion noir sur case blanche f7 · Pion noir sur case noire g7 · Dame noire sur case blanche h7 · Pion noir sur case noire b6 · Pion noir sur case noire d6 · Cavalier noir sur case noire f6 · Cavalier noir sur case noire h6 · Pion noir sur case noire a5 · Pion noir sur case noire c5 · Pion noir sur case blanche h5 · Pion blanc sur case blanche a4 · Pion blanc sur case blanche c4 · Pion blanc sur case noire d4 · Pion noir sur case blanche e4 · Pion blanc sur case noire f4 · Cavalier blanc sur case blanche b3 · Pion blanc sur case noire c3 · Pion blanc sur case noire e3 · Pion blanc sur case noire g3 · Pion blanc sur case blanche h3 · Roi blanc sur case noire h2 · Tour blanche sur case noire a1 · Fou blanc sur case noire c1 · Dame blanche sur case noire e1 · Fou blanc sur case blanche f1 · Tour blanche sur case noire g1 | Tour noire sur case blanche a8 · Tour noire sur case noire f8 · Roi noir sur case blanche g8 · Fou noir sur case blanche d7 · Pion noir sur case blanche f7 · Pion noir sur case noire g7 · Dame noire sur case blanche h7 · Pion noir sur case noire b6 · Pion noir sur case noire d6 · Cavalier noir sur case noire f6 · Cavalier noir sur case noire h6 · Pion noir sur case noire a5 · Pion noir sur case noire c5 · Pion noir sur case blanche h5 · Pion blanc sur case blanche a4 · Pion blanc sur case blanche c4 · Pion blanc sur case noire d4 · Pion noir sur case blanche e4 · Pion blanc sur case noire f4 · Cavalier blanc sur case blanche b3 · Pion blanc sur case noire c3 · Pion blanc sur case noire e3 · Pion blanc sur case noire g3 · Pion blanc sur case blanche h3 · Roi blanc sur case noire h2 · Tour blanche sur case noire a1 · Fou blanc sur case noire c1 · Dame blanche sur case noire e1 · Fou blanc sur case blanche f1 · Tour blanche sur case noire g1 | Tour noire sur case blanche a8 · Tour noire sur case noire f8 · Roi noir sur case blanche g8 · Fou noir sur case blanche d7 · Pion noir sur case blanche f7 · Pion noir sur case noire g7 · Dame noire sur case blanche h7 · Pion noir sur case noire b6 · Pion noir sur case noire d6 · Cavalier noir sur case noire f6 · Cavalier noir sur case noire h6 · Pion noir sur case noire a5 · Pion noir sur case noire c5 · Pion noir sur case blanche h5 · Pion blanc sur case blanche a4 · Pion blanc sur case blanche c4 · Pion blanc sur case noire d4 · Pion noir sur case blanche e4 · Pion blanc sur case noire f4 · Cavalier blanc sur case blanche b3 · Pion blanc sur case noire c3 · Pion blanc sur case noire e3 · Pion blanc sur case noire g3 · Pion blanc sur case blanche h3 · Roi blanc sur case noire h2 · Tour blanche sur case noire a1 · Fou blanc sur case noire c1 · Dame blanche sur case noire e1 · Fou blanc sur case blanche f1 · Tour blanche sur case noire g1 | Tour noire sur case blanche a8 · Tour noire sur case noire f8 · Roi noir sur case blanche g8 · Fou noir sur case blanche d7 · Pion noir sur case blanche f7 · Pion noir sur case noire g7 · Dame noire sur case blanche h7 · Pion noir sur case noire b6 · Pion noir sur case noire d6 · Cavalier noir sur case noire f6 · Cavalier noir sur case noire h6 · Pion noir sur case noire a5 · Pion noir sur case noire c5 · Pion noir sur case blanche h5 · Pion blanc sur case blanche a4 · Pion blanc sur case blanche c4 · Pion blanc sur case noire d4 · Pion noir sur case blanche e4 · Pion blanc sur case noire f4 · Cavalier blanc sur case blanche b3 · Pion blanc sur case noire c3 · Pion blanc sur case noire e3 · Pion blanc sur case noire g3 · Pion blanc sur case blanche h3 · Roi blanc sur case noire h2 · Tour blanche sur case noire a1 · Fou blanc sur case noire c1 · Dame blanche sur case noire e1 · Fou blanc sur case blanche f1 · Tour blanche sur case noire g1 | Tour noire sur case blanche a8 · Tour noire sur case noire f8 · Roi noir sur case blanche g8 · Fou noir sur case blanche d7 · Pion noir sur case blanche f7 · Pion noir sur case noire g7 · Dame noire sur case blanche h7 · Pion noir sur case noire b6 · Pion noir sur case noire d6 · Cavalier noir sur case noire f6 · Cavalier noir sur case noire h6 · Pion noir sur case noire a5 · Pion noir sur case noire c5 · Pion noir sur case blanche h5 · Pion blanc sur case blanche a4 · Pion blanc sur case blanche c4 · Pion blanc sur case noire d4 · Pion noir sur case blanche e4 · Pion blanc sur case noire f4 · Cavalier blanc sur case blanche b3 · Pion blanc sur case noire c3 · Pion blanc sur case noire e3 · Pion blanc sur case noire g3 · Pion blanc sur case blanche h3 · Roi blanc sur case noire h2 · Tour blanche sur case noire a1 · Fou blanc sur case noire c1 · Dame blanche sur case noire e1 · Fou blanc sur case blanche f1 · Tour blanche sur case noire g1 | Tour noire sur case blanche a8 · Tour noire sur case noire f8 · Roi noir sur case blanche g8 · Fou noir sur case blanche d7 · Pion noir sur case blanche f7 · Pion noir sur case noire g7 · Dame noire sur case blanche h7 · Pion noir sur case noire b6 · Pion noir sur case noire d6 · Cavalier noir sur case noire f6 · Cavalier noir sur case noire h6 · Pion noir sur case noire a5 · Pion noir sur case noire c5 · Pion noir sur case blanche h5 · Pion blanc sur case blanche a4 · Pion blanc sur case blanche c4 · Pion blanc sur case noire d4 · Pion noir sur case blanche e4 · Pion blanc sur case noire f4 · Cavalier blanc sur case blanche b3 · Pion blanc sur case noire c3 · Pion blanc sur case noire e3 · Pion blanc sur case noire g3 · Pion blanc sur case blanche h3 · Roi blanc sur case noire h2 · Tour blanche sur case noire a1 · Fou blanc sur case noire c1 · Dame blanche sur case noire e1 · Fou blanc sur case blanche f1 · Tour blanche sur case noire g1 | Tour noire sur case blanche a8 · Tour noire sur case noire f8 · Roi noir sur case blanche g8 · Fou noir sur case blanche d7 · Pion noir sur case blanche f7 · Pion noir sur case noire g7 · Dame noire sur case blanche h7 · Pion noir sur case noire b6 · Pion noir sur case noire d6 · Cavalier noir sur case noire f6 · Cavalier noir sur case noire h6 · Pion noir sur case noire a5 · Pion noir sur case noire c5 · Pion noir sur case blanche h5 · Pion blanc sur case blanche a4 · Pion blanc sur case blanche c4 · Pion blanc sur case noire d4 · Pion noir sur case blanche e4 · Pion blanc sur case noire f4 · Cavalier blanc sur case blanche b3 · Pion blanc sur case noire c3 · Pion blanc sur case noire e3 · Pion blanc sur case noire g3 · Pion blanc sur case blanche h3 · Roi blanc sur case noire h2 · Tour blanche sur case noire a1 · Fou blanc sur case noire c1 · Dame blanche sur case noire e1 · Fou blanc sur case blanche f1 · Tour blanche sur case noire g1 | Tour noire sur case blanche a8 · Tour noire sur case noire f8 · Roi noir sur case blanche g8 · Fou noir sur case blanche d7 · Pion noir sur case blanche f7 · Pion noir sur case noire g7 · Dame noire sur case blanche h7 · Pion noir sur case noire b6 · Pion noir sur case noire d6 · Cavalier noir sur case noire f6 · Cavalier noir sur case noire h6 · Pion noir sur case noire a5 · Pion noir sur case noire c5 · Pion noir sur case blanche h5 · Pion blanc sur case blanche a4 · Pion blanc sur case blanche c4 · Pion blanc sur case noire d4 · Pion noir sur case blanche e4 · Pion blanc sur case noire f4 · Cavalier blanc sur case blanche b3 · Pion blanc sur case noire c3 · Pion blanc sur case noire e3 · Pion blanc sur case noire g3 · Pion blanc sur case blanche h3 · Roi blanc sur case noire h2 · Tour blanche sur case noire a1 · Fou blanc sur case noire c1 · Dame blanche sur case noire e1 · Fou blanc sur case blanche f1 · Tour blanche sur case noire g1 | 4 |
| 3 | Tour noire sur case blanche a8 · Tour noire sur case noire f8 · Roi noir sur case blanche g8 · Fou noir sur case blanche d7 · Pion noir sur case blanche f7 · Pion noir sur case noire g7 · Dame noire sur case blanche h7 · Pion noir sur case noire b6 · Pion noir sur case noire d6 · Cavalier noir sur case noire f6 · Cavalier noir sur case noire h6 · Pion noir sur case noire a5 · Pion noir sur case noire c5 · Pion noir sur case blanche h5 · Pion blanc sur case blanche a4 · Pion blanc sur case blanche c4 · Pion blanc sur case noire d4 · Pion noir sur case blanche e4 · Pion blanc sur case noire f4 · Cavalier blanc sur case blanche b3 · Pion blanc sur case noire c3 · Pion blanc sur case noire e3 · Pion blanc sur case noire g3 · Pion blanc sur case blanche h3 · Roi blanc sur case noire h2 · Tour blanche sur case noire a1 · Fou blanc sur case noire c1 · Dame blanche sur case noire e1 · Fou blanc sur case blanche f1 · Tour blanche sur case noire g1 | Tour noire sur case blanche a8 · Tour noire sur case noire f8 · Roi noir sur case blanche g8 · Fou noir sur case blanche d7 · Pion noir sur case blanche f7 · Pion noir sur case noire g7 · Dame noire sur case blanche h7 · Pion noir sur case noire b6 · Pion noir sur case noire d6 · Cavalier noir sur case noire f6 · Cavalier noir sur case noire h6 · Pion noir sur case noire a5 · Pion noir sur case noire c5 · Pion noir sur case blanche h5 · Pion blanc sur case blanche a4 · Pion blanc sur case blanche c4 · Pion blanc sur case noire d4 · Pion noir sur case blanche e4 · Pion blanc sur case noire f4 · Cavalier blanc sur case blanche b3 · Pion blanc sur case noire c3 · Pion blanc sur case noire e3 · Pion blanc sur case noire g3 · Pion blanc sur case blanche h3 · Roi blanc sur case noire h2 · Tour blanche sur case noire a1 · Fou blanc sur case noire c1 · Dame blanche sur case noire e1 · Fou blanc sur case blanche f1 · Tour blanche sur case noire g1 | Tour noire sur case blanche a8 · Tour noire sur case noire f8 · Roi noir sur case blanche g8 · Fou noir sur case blanche d7 · Pion noir sur case blanche f7 · Pion noir sur case noire g7 · Dame noire sur case blanche h7 · Pion noir sur case noire b6 · Pion noir sur case noire d6 · Cavalier noir sur case noire f6 · Cavalier noir sur case noire h6 · Pion noir sur case noire a5 · Pion noir sur case noire c5 · Pion noir sur case blanche h5 · Pion blanc sur case blanche a4 · Pion blanc sur case blanche c4 · Pion blanc sur case noire d4 · Pion noir sur case blanche e4 · Pion blanc sur case noire f4 · Cavalier blanc sur case blanche b3 · Pion blanc sur case noire c3 · Pion blanc sur case noire e3 · Pion blanc sur case noire g3 · Pion blanc sur case blanche h3 · Roi blanc sur case noire h2 · Tour blanche sur case noire a1 · Fou blanc sur case noire c1 · Dame blanche sur case noire e1 · Fou blanc sur case blanche f1 · Tour blanche sur case noire g1 | Tour noire sur case blanche a8 · Tour noire sur case noire f8 · Roi noir sur case blanche g8 · Fou noir sur case blanche d7 · Pion noir sur case blanche f7 · Pion noir sur case noire g7 · Dame noire sur case blanche h7 · Pion noir sur case noire b6 · Pion noir sur case noire d6 · Cavalier noir sur case noire f6 · Cavalier noir sur case noire h6 · Pion noir sur case noire a5 · Pion noir sur case noire c5 · Pion noir sur case blanche h5 · Pion blanc sur case blanche a4 · Pion blanc sur case blanche c4 · Pion blanc sur case noire d4 · Pion noir sur case blanche e4 · Pion blanc sur case noire f4 · Cavalier blanc sur case blanche b3 · Pion blanc sur case noire c3 · Pion blanc sur case noire e3 · Pion blanc sur case noire g3 · Pion blanc sur case blanche h3 · Roi blanc sur case noire h2 · Tour blanche sur case noire a1 · Fou blanc sur case noire c1 · Dame blanche sur case noire e1 · Fou blanc sur case blanche f1 · Tour blanche sur case noire g1 | Tour noire sur case blanche a8 · Tour noire sur case noire f8 · Roi noir sur case blanche g8 · Fou noir sur case blanche d7 · Pion noir sur case blanche f7 · Pion noir sur case noire g7 · Dame noire sur case blanche h7 · Pion noir sur case noire b6 · Pion noir sur case noire d6 · Cavalier noir sur case noire f6 · Cavalier noir sur case noire h6 · Pion noir sur case noire a5 · Pion noir sur case noire c5 · Pion noir sur case blanche h5 · Pion blanc sur case blanche a4 · Pion blanc sur case blanche c4 · Pion blanc sur case noire d4 · Pion noir sur case blanche e4 · Pion blanc sur case noire f4 · Cavalier blanc sur case blanche b3 · Pion blanc sur case noire c3 · Pion blanc sur case noire e3 · Pion blanc sur case noire g3 · Pion blanc sur case blanche h3 · Roi blanc sur case noire h2 · Tour blanche sur case noire a1 · Fou blanc sur case noire c1 · Dame blanche sur case noire e1 · Fou blanc sur case blanche f1 · Tour blanche sur case noire g1 | Tour noire sur case blanche a8 · Tour noire sur case noire f8 · Roi noir sur case blanche g8 · Fou noir sur case blanche d7 · Pion noir sur case blanche f7 · Pion noir sur case noire g7 · Dame noire sur case blanche h7 · Pion noir sur case noire b6 · Pion noir sur case noire d6 · Cavalier noir sur case noire f6 · Cavalier noir sur case noire h6 · Pion noir sur case noire a5 · Pion noir sur case noire c5 · Pion noir sur case blanche h5 · Pion blanc sur case blanche a4 · Pion blanc sur case blanche c4 · Pion blanc sur case noire d4 · Pion noir sur case blanche e4 · Pion blanc sur case noire f4 · Cavalier blanc sur case blanche b3 · Pion blanc sur case noire c3 · Pion blanc sur case noire e3 · Pion blanc sur case noire g3 · Pion blanc sur case blanche h3 · Roi blanc sur case noire h2 · Tour blanche sur case noire a1 · Fou blanc sur case noire c1 · Dame blanche sur case noire e1 · Fou blanc sur case blanche f1 · Tour blanche sur case noire g1 | Tour noire sur case blanche a8 · Tour noire sur case noire f8 · Roi noir sur case blanche g8 · Fou noir sur case blanche d7 · Pion noir sur case blanche f7 · Pion noir sur case noire g7 · Dame noire sur case blanche h7 · Pion noir sur case noire b6 · Pion noir sur case noire d6 · Cavalier noir sur case noire f6 · Cavalier noir sur case noire h6 · Pion noir sur case noire a5 · Pion noir sur case noire c5 · Pion noir sur case blanche h5 · Pion blanc sur case blanche a4 · Pion blanc sur case blanche c4 · Pion blanc sur case noire d4 · Pion noir sur case blanche e4 · Pion blanc sur case noire f4 · Cavalier blanc sur case blanche b3 · Pion blanc sur case noire c3 · Pion blanc sur case noire e3 · Pion blanc sur case noire g3 · Pion blanc sur case blanche h3 · Roi blanc sur case noire h2 · Tour blanche sur case noire a1 · Fou blanc sur case noire c1 · Dame blanche sur case noire e1 · Fou blanc sur case blanche f1 · Tour blanche sur case noire g1 | Tour noire sur case blanche a8 · Tour noire sur case noire f8 · Roi noir sur case blanche g8 · Fou noir sur case blanche d7 · Pion noir sur case blanche f7 · Pion noir sur case noire g7 · Dame noire sur case blanche h7 · Pion noir sur case noire b6 · Pion noir sur case noire d6 · Cavalier noir sur case noire f6 · Cavalier noir sur case noire h6 · Pion noir sur case noire a5 · Pion noir sur case noire c5 · Pion noir sur case blanche h5 · Pion blanc sur case blanche a4 · Pion blanc sur case blanche c4 · Pion blanc sur case noire d4 · Pion noir sur case blanche e4 · Pion blanc sur case noire f4 · Cavalier blanc sur case blanche b3 · Pion blanc sur case noire c3 · Pion blanc sur case noire e3 · Pion blanc sur case noire g3 · Pion blanc sur case blanche h3 · Roi blanc sur case noire h2 · Tour blanche sur case noire a1 · Fou blanc sur case noire c1 · Dame blanche sur case noire e1 · Fou blanc sur case blanche f1 · Tour blanche sur case noire g1 | 3 |
| 2 | Tour noire sur case blanche a8 · Tour noire sur case noire f8 · Roi noir sur case blanche g8 · Fou noir sur case blanche d7 · Pion noir sur case blanche f7 · Pion noir sur case noire g7 · Dame noire sur case blanche h7 · Pion noir sur case noire b6 · Pion noir sur case noire d6 · Cavalier noir sur case noire f6 · Cavalier noir sur case noire h6 · Pion noir sur case noire a5 · Pion noir sur case noire c5 · Pion noir sur case blanche h5 · Pion blanc sur case blanche a4 · Pion blanc sur case blanche c4 · Pion blanc sur case noire d4 · Pion noir sur case blanche e4 · Pion blanc sur case noire f4 · Cavalier blanc sur case blanche b3 · Pion blanc sur case noire c3 · Pion blanc sur case noire e3 · Pion blanc sur case noire g3 · Pion blanc sur case blanche h3 · Roi blanc sur case noire h2 · Tour blanche sur case noire a1 · Fou blanc sur case noire c1 · Dame blanche sur case noire e1 · Fou blanc sur case blanche f1 · Tour blanche sur case noire g1 | Tour noire sur case blanche a8 · Tour noire sur case noire f8 · Roi noir sur case blanche g8 · Fou noir sur case blanche d7 · Pion noir sur case blanche f7 · Pion noir sur case noire g7 · Dame noire sur case blanche h7 · Pion noir sur case noire b6 · Pion noir sur case noire d6 · Cavalier noir sur case noire f6 · Cavalier noir sur case noire h6 · Pion noir sur case noire a5 · Pion noir sur case noire c5 · Pion noir sur case blanche h5 · Pion blanc sur case blanche a4 · Pion blanc sur case blanche c4 · Pion blanc sur case noire d4 · Pion noir sur case blanche e4 · Pion blanc sur case noire f4 · Cavalier blanc sur case blanche b3 · Pion blanc sur case noire c3 · Pion blanc sur case noire e3 · Pion blanc sur case noire g3 · Pion blanc sur case blanche h3 · Roi blanc sur case noire h2 · Tour blanche sur case noire a1 · Fou blanc sur case noire c1 · Dame blanche sur case noire e1 · Fou blanc sur case blanche f1 · Tour blanche sur case noire g1 | Tour noire sur case blanche a8 · Tour noire sur case noire f8 · Roi noir sur case blanche g8 · Fou noir sur case blanche d7 · Pion noir sur case blanche f7 · Pion noir sur case noire g7 · Dame noire sur case blanche h7 · Pion noir sur case noire b6 · Pion noir sur case noire d6 · Cavalier noir sur case noire f6 · Cavalier noir sur case noire h6 · Pion noir sur case noire a5 · Pion noir sur case noire c5 · Pion noir sur case blanche h5 · Pion blanc sur case blanche a4 · Pion blanc sur case blanche c4 · Pion blanc sur case noire d4 · Pion noir sur case blanche e4 · Pion blanc sur case noire f4 · Cavalier blanc sur case blanche b3 · Pion blanc sur case noire c3 · Pion blanc sur case noire e3 · Pion blanc sur case noire g3 · Pion blanc sur case blanche h3 · Roi blanc sur case noire h2 · Tour blanche sur case noire a1 · Fou blanc sur case noire c1 · Dame blanche sur case noire e1 · Fou blanc sur case blanche f1 · Tour blanche sur case noire g1 | Tour noire sur case blanche a8 · Tour noire sur case noire f8 · Roi noir sur case blanche g8 · Fou noir sur case blanche d7 · Pion noir sur case blanche f7 · Pion noir sur case noire g7 · Dame noire sur case blanche h7 · Pion noir sur case noire b6 · Pion noir sur case noire d6 · Cavalier noir sur case noire f6 · Cavalier noir sur case noire h6 · Pion noir sur case noire a5 · Pion noir sur case noire c5 · Pion noir sur case blanche h5 · Pion blanc sur case blanche a4 · Pion blanc sur case blanche c4 · Pion blanc sur case noire d4 · Pion noir sur case blanche e4 · Pion blanc sur case noire f4 · Cavalier blanc sur case blanche b3 · Pion blanc sur case noire c3 · Pion blanc sur case noire e3 · Pion blanc sur case noire g3 · Pion blanc sur case blanche h3 · Roi blanc sur case noire h2 · Tour blanche sur case noire a1 · Fou blanc sur case noire c1 · Dame blanche sur case noire e1 · Fou blanc sur case blanche f1 · Tour blanche sur case noire g1 | Tour noire sur case blanche a8 · Tour noire sur case noire f8 · Roi noir sur case blanche g8 · Fou noir sur case blanche d7 · Pion noir sur case blanche f7 · Pion noir sur case noire g7 · Dame noire sur case blanche h7 · Pion noir sur case noire b6 · Pion noir sur case noire d6 · Cavalier noir sur case noire f6 · Cavalier noir sur case noire h6 · Pion noir sur case noire a5 · Pion noir sur case noire c5 · Pion noir sur case blanche h5 · Pion blanc sur case blanche a4 · Pion blanc sur case blanche c4 · Pion blanc sur case noire d4 · Pion noir sur case blanche e4 · Pion blanc sur case noire f4 · Cavalier blanc sur case blanche b3 · Pion blanc sur case noire c3 · Pion blanc sur case noire e3 · Pion blanc sur case noire g3 · Pion blanc sur case blanche h3 · Roi blanc sur case noire h2 · Tour blanche sur case noire a1 · Fou blanc sur case noire c1 · Dame blanche sur case noire e1 · Fou blanc sur case blanche f1 · Tour blanche sur case noire g1 | Tour noire sur case blanche a8 · Tour noire sur case noire f8 · Roi noir sur case blanche g8 · Fou noir sur case blanche d7 · Pion noir sur case blanche f7 · Pion noir sur case noire g7 · Dame noire sur case blanche h7 · Pion noir sur case noire b6 · Pion noir sur case noire d6 · Cavalier noir sur case noire f6 · Cavalier noir sur case noire h6 · Pion noir sur case noire a5 · Pion noir sur case noire c5 · Pion noir sur case blanche h5 · Pion blanc sur case blanche a4 · Pion blanc sur case blanche c4 · Pion blanc sur case noire d4 · Pion noir sur case blanche e4 · Pion blanc sur case noire f4 · Cavalier blanc sur case blanche b3 · Pion blanc sur case noire c3 · Pion blanc sur case noire e3 · Pion blanc sur case noire g3 · Pion blanc sur case blanche h3 · Roi blanc sur case noire h2 · Tour blanche sur case noire a1 · Fou blanc sur case noire c1 · Dame blanche sur case noire e1 · Fou blanc sur case blanche f1 · Tour blanche sur case noire g1 | Tour noire sur case blanche a8 · Tour noire sur case noire f8 · Roi noir sur case blanche g8 · Fou noir sur case blanche d7 · Pion noir sur case blanche f7 · Pion noir sur case noire g7 · Dame noire sur case blanche h7 · Pion noir sur case noire b6 · Pion noir sur case noire d6 · Cavalier noir sur case noire f6 · Cavalier noir sur case noire h6 · Pion noir sur case noire a5 · Pion noir sur case noire c5 · Pion noir sur case blanche h5 · Pion blanc sur case blanche a4 · Pion blanc sur case blanche c4 · Pion blanc sur case noire d4 · Pion noir sur case blanche e4 · Pion blanc sur case noire f4 · Cavalier blanc sur case blanche b3 · Pion blanc sur case noire c3 · Pion blanc sur case noire e3 · Pion blanc sur case noire g3 · Pion blanc sur case blanche h3 · Roi blanc sur case noire h2 · Tour blanche sur case noire a1 · Fou blanc sur case noire c1 · Dame blanche sur case noire e1 · Fou blanc sur case blanche f1 · Tour blanche sur case noire g1 | Tour noire sur case blanche a8 · Tour noire sur case noire f8 · Roi noir sur case blanche g8 · Fou noir sur case blanche d7 · Pion noir sur case blanche f7 · Pion noir sur case noire g7 · Dame noire sur case blanche h7 · Pion noir sur case noire b6 · Pion noir sur case noire d6 · Cavalier noir sur case noire f6 · Cavalier noir sur case noire h6 · Pion noir sur case noire a5 · Pion noir sur case noire c5 · Pion noir sur case blanche h5 · Pion blanc sur case blanche a4 · Pion blanc sur case blanche c4 · Pion blanc sur case noire d4 · Pion noir sur case blanche e4 · Pion blanc sur case noire f4 · Cavalier blanc sur case blanche b3 · Pion blanc sur case noire c3 · Pion blanc sur case noire e3 · Pion blanc sur case noire g3 · Pion blanc sur case blanche h3 · Roi blanc sur case noire h2 · Tour blanche sur case noire a1 · Fou blanc sur case noire c1 · Dame blanche sur case noire e1 · Fou blanc sur case blanche f1 · Tour blanche sur case noire g1 | 2 |
| 1 | Tour noire sur case blanche a8 · Tour noire sur case noire f8 · Roi noir sur case blanche g8 · Fou noir sur case blanche d7 · Pion noir sur case blanche f7 · Pion noir sur case noire g7 · Dame noire sur case blanche h7 · Pion noir sur case noire b6 · Pion noir sur case noire d6 · Cavalier noir sur case noire f6 · Cavalier noir sur case noire h6 · Pion noir sur case noire a5 · Pion noir sur case noire c5 · Pion noir sur case blanche h5 · Pion blanc sur case blanche a4 · Pion blanc sur case blanche c4 · Pion blanc sur case noire d4 · Pion noir sur case blanche e4 · Pion blanc sur case noire f4 · Cavalier blanc sur case blanche b3 · Pion blanc sur case noire c3 · Pion blanc sur case noire e3 · Pion blanc sur case noire g3 · Pion blanc sur case blanche h3 · Roi blanc sur case noire h2 · Tour blanche sur case noire a1 · Fou blanc sur case noire c1 · Dame blanche sur case noire e1 · Fou blanc sur case blanche f1 · Tour blanche sur case noire g1 | Tour noire sur case blanche a8 · Tour noire sur case noire f8 · Roi noir sur case blanche g8 · Fou noir sur case blanche d7 · Pion noir sur case blanche f7 · Pion noir sur case noire g7 · Dame noire sur case blanche h7 · Pion noir sur case noire b6 · Pion noir sur case noire d6 · Cavalier noir sur case noire f6 · Cavalier noir sur case noire h6 · Pion noir sur case noire a5 · Pion noir sur case noire c5 · Pion noir sur case blanche h5 · Pion blanc sur case blanche a4 · Pion blanc sur case blanche c4 · Pion blanc sur case noire d4 · Pion noir sur case blanche e4 · Pion blanc sur case noire f4 · Cavalier blanc sur case blanche b3 · Pion blanc sur case noire c3 · Pion blanc sur case noire e3 · Pion blanc sur case noire g3 · Pion blanc sur case blanche h3 · Roi blanc sur case noire h2 · Tour blanche sur case noire a1 · Fou blanc sur case noire c1 · Dame blanche sur case noire e1 · Fou blanc sur case blanche f1 · Tour blanche sur case noire g1 | Tour noire sur case blanche a8 · Tour noire sur case noire f8 · Roi noir sur case blanche g8 · Fou noir sur case blanche d7 · Pion noir sur case blanche f7 · Pion noir sur case noire g7 · Dame noire sur case blanche h7 · Pion noir sur case noire b6 · Pion noir sur case noire d6 · Cavalier noir sur case noire f6 · Cavalier noir sur case noire h6 · Pion noir sur case noire a5 · Pion noir sur case noire c5 · Pion noir sur case blanche h5 · Pion blanc sur case blanche a4 · Pion blanc sur case blanche c4 · Pion blanc sur case noire d4 · Pion noir sur case blanche e4 · Pion blanc sur case noire f4 · Cavalier blanc sur case blanche b3 · Pion blanc sur case noire c3 · Pion blanc sur case noire e3 · Pion blanc sur case noire g3 · Pion blanc sur case blanche h3 · Roi blanc sur case noire h2 · Tour blanche sur case noire a1 · Fou blanc sur case noire c1 · Dame blanche sur case noire e1 · Fou blanc sur case blanche f1 · Tour blanche sur case noire g1 | Tour noire sur case blanche a8 · Tour noire sur case noire f8 · Roi noir sur case blanche g8 · Fou noir sur case blanche d7 · Pion noir sur case blanche f7 · Pion noir sur case noire g7 · Dame noire sur case blanche h7 · Pion noir sur case noire b6 · Pion noir sur case noire d6 · Cavalier noir sur case noire f6 · Cavalier noir sur case noire h6 · Pion noir sur case noire a5 · Pion noir sur case noire c5 · Pion noir sur case blanche h5 · Pion blanc sur case blanche a4 · Pion blanc sur case blanche c4 · Pion blanc sur case noire d4 · Pion noir sur case blanche e4 · Pion blanc sur case noire f4 · Cavalier blanc sur case blanche b3 · Pion blanc sur case noire c3 · Pion blanc sur case noire e3 · Pion blanc sur case noire g3 · Pion blanc sur case blanche h3 · Roi blanc sur case noire h2 · Tour blanche sur case noire a1 · Fou blanc sur case noire c1 · Dame blanche sur case noire e1 · Fou blanc sur case blanche f1 · Tour blanche sur case noire g1 | Tour noire sur case blanche a8 · Tour noire sur case noire f8 · Roi noir sur case blanche g8 · Fou noir sur case blanche d7 · Pion noir sur case blanche f7 · Pion noir sur case noire g7 · Dame noire sur case blanche h7 · Pion noir sur case noire b6 · Pion noir sur case noire d6 · Cavalier noir sur case noire f6 · Cavalier noir sur case noire h6 · Pion noir sur case noire a5 · Pion noir sur case noire c5 · Pion noir sur case blanche h5 · Pion blanc sur case blanche a4 · Pion blanc sur case blanche c4 · Pion blanc sur case noire d4 · Pion noir sur case blanche e4 · Pion blanc sur case noire f4 · Cavalier blanc sur case blanche b3 · Pion blanc sur case noire c3 · Pion blanc sur case noire e3 · Pion blanc sur case noire g3 · Pion blanc sur case blanche h3 · Roi blanc sur case noire h2 · Tour blanche sur case noire a1 · Fou blanc sur case noire c1 · Dame blanche sur case noire e1 · Fou blanc sur case blanche f1 · Tour blanche sur case noire g1 | Tour noire sur case blanche a8 · Tour noire sur case noire f8 · Roi noir sur case blanche g8 · Fou noir sur case blanche d7 · Pion noir sur case blanche f7 · Pion noir sur case noire g7 · Dame noire sur case blanche h7 · Pion noir sur case noire b6 · Pion noir sur case noire d6 · Cavalier noir sur case noire f6 · Cavalier noir sur case noire h6 · Pion noir sur case noire a5 · Pion noir sur case noire c5 · Pion noir sur case blanche h5 · Pion blanc sur case blanche a4 · Pion blanc sur case blanche c4 · Pion blanc sur case noire d4 · Pion noir sur case blanche e4 · Pion blanc sur case noire f4 · Cavalier blanc sur case blanche b3 · Pion blanc sur case noire c3 · Pion blanc sur case noire e3 · Pion blanc sur case noire g3 · Pion blanc sur case blanche h3 · Roi blanc sur case noire h2 · Tour blanche sur case noire a1 · Fou blanc sur case noire c1 · Dame blanche sur case noire e1 · Fou blanc sur case blanche f1 · Tour blanche sur case noire g1 | Tour noire sur case blanche a8 · Tour noire sur case noire f8 · Roi noir sur case blanche g8 · Fou noir sur case blanche d7 · Pion noir sur case blanche f7 · Pion noir sur case noire g7 · Dame noire sur case blanche h7 · Pion noir sur case noire b6 · Pion noir sur case noire d6 · Cavalier noir sur case noire f6 · Cavalier noir sur case noire h6 · Pion noir sur case noire a5 · Pion noir sur case noire c5 · Pion noir sur case blanche h5 · Pion blanc sur case blanche a4 · Pion blanc sur case blanche c4 · Pion blanc sur case noire d4 · Pion noir sur case blanche e4 · Pion blanc sur case noire f4 · Cavalier blanc sur case blanche b3 · Pion blanc sur case noire c3 · Pion blanc sur case noire e3 · Pion blanc sur case noire g3 · Pion blanc sur case blanche h3 · Roi blanc sur case noire h2 · Tour blanche sur case noire a1 · Fou blanc sur case noire c1 · Dame blanche sur case noire e1 · Fou blanc sur case blanche f1 · Tour blanche sur case noire g1 | Tour noire sur case blanche a8 · Tour noire sur case noire f8 · Roi noir sur case blanche g8 · Fou noir sur case blanche d7 · Pion noir sur case blanche f7 · Pion noir sur case noire g7 · Dame noire sur case blanche h7 · Pion noir sur case noire b6 · Pion noir sur case noire d6 · Cavalier noir sur case noire f6 · Cavalier noir sur case noire h6 · Pion noir sur case noire a5 · Pion noir sur case noire c5 · Pion noir sur case blanche h5 · Pion blanc sur case blanche a4 · Pion blanc sur case blanche c4 · Pion blanc sur case noire d4 · Pion noir sur case blanche e4 · Pion blanc sur case noire f4 · Cavalier blanc sur case blanche b3 · Pion blanc sur case noire c3 · Pion blanc sur case noire e3 · Pion blanc sur case noire g3 · Pion blanc sur case blanche h3 · Roi blanc sur case noire h2 · Tour blanche sur case noire a1 · Fou blanc sur case noire c1 · Dame blanche sur case noire e1 · Fou blanc sur case blanche f1 · Tour blanche sur case noire g1 | 1 |
|   | a | b | c | d | e | f | g | h |   |

21... Tac8!! 22. d5
Appliquant sa théorie prophylactique, Nimzowitsch force les blancs à avancer leur pion d4 sous peine de voir les noirs attaquer le pion c4. Les Blancs « fixent » le jeu au centre, les Noirs n'ont donc plus à se préoccuper du duel opposant le pion c5 noir au pion blanc en d4. Ils peuvent dès maintenant se concentrer sur l'attaque contre le roi blanc.
22... Rh8! 23. Cd2 Tg8
En libérant la case g8 pour la tour, les noirs accentuent la pression sur la position blanche. « Doit-on considérer la manœuvre Dd7-Df5-Dh7 [...] comme étant une manœuvre d'attaque ? Oui et non. Non, car l'idée directrice était de freiner les pions blancs, et oui, car un tel freinage était le prélude logique de l'attaque. » (Nimzowitsch, cité par Le Lionnais)
24. Fg2 g5 25. Cf1 Tg7 26. Ta2 Cf5 27. Fh1 Tcg8 28. Dd1 gxf4!
Tous ces coups s'inscrivent dans le grand plan de chaque adversaire. Les Noirs font cadeau de la colonne e pour obtenir le contrôle de la colonne g, une décision audacieuse.
29. exf4 Fc8 30. Db3
Le dernier coup de Nimzowitsch laisse croire qu'il veut défendre le pion b6 en jouant ... Cd7 éventuellement. Il a un autre plan en tête.
|   | a | b | c | d | e | f | g | h |   |
| 8 | Fou noir sur case blanche c8 · Tour noire sur case blanche g8 · Roi noir sur case noire h8 · Pion noir sur case blanche f7 · Tour noire sur case noire g7 · Dame noire sur case blanche h7 · Pion noir sur case noire b6 · Pion noir sur case noire d6 · Cavalier noir sur case noire f6 · Pion noir sur case noire a5 · Pion noir sur case noire c5 · Pion blanc sur case blanche d5 · Cavalier noir sur case blanche f5 · Pion noir sur case blanche h5 · Pion blanc sur case blanche a4 · Pion blanc sur case blanche c4 · Pion noir sur case blanche e4 · Pion blanc sur case noire f4 · Dame blanche sur case blanche b3 · Pion blanc sur case noire c3 · Pion blanc sur case noire g3 · Pion blanc sur case blanche h3 · Tour blanche sur case blanche a2 · Roi blanc sur case noire h2 · Fou blanc sur case noire c1 · Cavalier blanc sur case blanche f1 · Tour blanche sur case noire g1 · Fou blanc sur case blanche h1 | Fou noir sur case blanche c8 · Tour noire sur case blanche g8 · Roi noir sur case noire h8 · Pion noir sur case blanche f7 · Tour noire sur case noire g7 · Dame noire sur case blanche h7 · Pion noir sur case noire b6 · Pion noir sur case noire d6 · Cavalier noir sur case noire f6 · Pion noir sur case noire a5 · Pion noir sur case noire c5 · Pion blanc sur case blanche d5 · Cavalier noir sur case blanche f5 · Pion noir sur case blanche h5 · Pion blanc sur case blanche a4 · Pion blanc sur case blanche c4 · Pion noir sur case blanche e4 · Pion blanc sur case noire f4 · Dame blanche sur case blanche b3 · Pion blanc sur case noire c3 · Pion blanc sur case noire g3 · Pion blanc sur case blanche h3 · Tour blanche sur case blanche a2 · Roi blanc sur case noire h2 · Fou blanc sur case noire c1 · Cavalier blanc sur case blanche f1 · Tour blanche sur case noire g1 · Fou blanc sur case blanche h1 | Fou noir sur case blanche c8 · Tour noire sur case blanche g8 · Roi noir sur case noire h8 · Pion noir sur case blanche f7 · Tour noire sur case noire g7 · Dame noire sur case blanche h7 · Pion noir sur case noire b6 · Pion noir sur case noire d6 · Cavalier noir sur case noire f6 · Pion noir sur case noire a5 · Pion noir sur case noire c5 · Pion blanc sur case blanche d5 · Cavalier noir sur case blanche f5 · Pion noir sur case blanche h5 · Pion blanc sur case blanche a4 · Pion blanc sur case blanche c4 · Pion noir sur case blanche e4 · Pion blanc sur case noire f4 · Dame blanche sur case blanche b3 · Pion blanc sur case noire c3 · Pion blanc sur case noire g3 · Pion blanc sur case blanche h3 · Tour blanche sur case blanche a2 · Roi blanc sur case noire h2 · Fou blanc sur case noire c1 · Cavalier blanc sur case blanche f1 · Tour blanche sur case noire g1 · Fou blanc sur case blanche h1 | Fou noir sur case blanche c8 · Tour noire sur case blanche g8 · Roi noir sur case noire h8 · Pion noir sur case blanche f7 · Tour noire sur case noire g7 · Dame noire sur case blanche h7 · Pion noir sur case noire b6 · Pion noir sur case noire d6 · Cavalier noir sur case noire f6 · Pion noir sur case noire a5 · Pion noir sur case noire c5 · Pion blanc sur case blanche d5 · Cavalier noir sur case blanche f5 · Pion noir sur case blanche h5 · Pion blanc sur case blanche a4 · Pion blanc sur case blanche c4 · Pion noir sur case blanche e4 · Pion blanc sur case noire f4 · Dame blanche sur case blanche b3 · Pion blanc sur case noire c3 · Pion blanc sur case noire g3 · Pion blanc sur case blanche h3 · Tour blanche sur case blanche a2 · Roi blanc sur case noire h2 · Fou blanc sur case noire c1 · Cavalier blanc sur case blanche f1 · Tour blanche sur case noire g1 · Fou blanc sur case blanche h1 | Fou noir sur case blanche c8 · Tour noire sur case blanche g8 · Roi noir sur case noire h8 · Pion noir sur case blanche f7 · Tour noire sur case noire g7 · Dame noire sur case blanche h7 · Pion noir sur case noire b6 · Pion noir sur case noire d6 · Cavalier noir sur case noire f6 · Pion noir sur case noire a5 · Pion noir sur case noire c5 · Pion blanc sur case blanche d5 · Cavalier noir sur case blanche f5 · Pion noir sur case blanche h5 · Pion blanc sur case blanche a4 · Pion blanc sur case blanche c4 · Pion noir sur case blanche e4 · Pion blanc sur case noire f4 · Dame blanche sur case blanche b3 · Pion blanc sur case noire c3 · Pion blanc sur case noire g3 · Pion blanc sur case blanche h3 · Tour blanche sur case blanche a2 · Roi blanc sur case noire h2 · Fou blanc sur case noire c1 · Cavalier blanc sur case blanche f1 · Tour blanche sur case noire g1 · Fou blanc sur case blanche h1 | Fou noir sur case blanche c8 · Tour noire sur case blanche g8 · Roi noir sur case noire h8 · Pion noir sur case blanche f7 · Tour noire sur case noire g7 · Dame noire sur case blanche h7 · Pion noir sur case noire b6 · Pion noir sur case noire d6 · Cavalier noir sur case noire f6 · Pion noir sur case noire a5 · Pion noir sur case noire c5 · Pion blanc sur case blanche d5 · Cavalier noir sur case blanche f5 · Pion noir sur case blanche h5 · Pion blanc sur case blanche a4 · Pion blanc sur case blanche c4 · Pion noir sur case blanche e4 · Pion blanc sur case noire f4 · Dame blanche sur case blanche b3 · Pion blanc sur case noire c3 · Pion blanc sur case noire g3 · Pion blanc sur case blanche h3 · Tour blanche sur case blanche a2 · Roi blanc sur case noire h2 · Fou blanc sur case noire c1 · Cavalier blanc sur case blanche f1 · Tour blanche sur case noire g1 · Fou blanc sur case blanche h1 | Fou noir sur case blanche c8 · Tour noire sur case blanche g8 · Roi noir sur case noire h8 · Pion noir sur case blanche f7 · Tour noire sur case noire g7 · Dame noire sur case blanche h7 · Pion noir sur case noire b6 · Pion noir sur case noire d6 · Cavalier noir sur case noire f6 · Pion noir sur case noire a5 · Pion noir sur case noire c5 · Pion blanc sur case blanche d5 · Cavalier noir sur case blanche f5 · Pion noir sur case blanche h5 · Pion blanc sur case blanche a4 · Pion blanc sur case blanche c4 · Pion noir sur case blanche e4 · Pion blanc sur case noire f4 · Dame blanche sur case blanche b3 · Pion blanc sur case noire c3 · Pion blanc sur case noire g3 · Pion blanc sur case blanche h3 · Tour blanche sur case blanche a2 · Roi blanc sur case noire h2 · Fou blanc sur case noire c1 · Cavalier blanc sur case blanche f1 · Tour blanche sur case noire g1 · Fou blanc sur case blanche h1 | Fou noir sur case blanche c8 · Tour noire sur case blanche g8 · Roi noir sur case noire h8 · Pion noir sur case blanche f7 · Tour noire sur case noire g7 · Dame noire sur case blanche h7 · Pion noir sur case noire b6 · Pion noir sur case noire d6 · Cavalier noir sur case noire f6 · Pion noir sur case noire a5 · Pion noir sur case noire c5 · Pion blanc sur case blanche d5 · Cavalier noir sur case blanche f5 · Pion noir sur case blanche h5 · Pion blanc sur case blanche a4 · Pion blanc sur case blanche c4 · Pion noir sur case blanche e4 · Pion blanc sur case noire f4 · Dame blanche sur case blanche b3 · Pion blanc sur case noire c3 · Pion blanc sur case noire g3 · Pion blanc sur case blanche h3 · Tour blanche sur case blanche a2 · Roi blanc sur case noire h2 · Fou blanc sur case noire c1 · Cavalier blanc sur case blanche f1 · Tour blanche sur case noire g1 · Fou blanc sur case blanche h1 | 8 |
| 7 | Fou noir sur case blanche c8 · Tour noire sur case blanche g8 · Roi noir sur case noire h8 · Pion noir sur case blanche f7 · Tour noire sur case noire g7 · Dame noire sur case blanche h7 · Pion noir sur case noire b6 · Pion noir sur case noire d6 · Cavalier noir sur case noire f6 · Pion noir sur case noire a5 · Pion noir sur case noire c5 · Pion blanc sur case blanche d5 · Cavalier noir sur case blanche f5 · Pion noir sur case blanche h5 · Pion blanc sur case blanche a4 · Pion blanc sur case blanche c4 · Pion noir sur case blanche e4 · Pion blanc sur case noire f4 · Dame blanche sur case blanche b3 · Pion blanc sur case noire c3 · Pion blanc sur case noire g3 · Pion blanc sur case blanche h3 · Tour blanche sur case blanche a2 · Roi blanc sur case noire h2 · Fou blanc sur case noire c1 · Cavalier blanc sur case blanche f1 · Tour blanche sur case noire g1 · Fou blanc sur case blanche h1 | Fou noir sur case blanche c8 · Tour noire sur case blanche g8 · Roi noir sur case noire h8 · Pion noir sur case blanche f7 · Tour noire sur case noire g7 · Dame noire sur case blanche h7 · Pion noir sur case noire b6 · Pion noir sur case noire d6 · Cavalier noir sur case noire f6 · Pion noir sur case noire a5 · Pion noir sur case noire c5 · Pion blanc sur case blanche d5 · Cavalier noir sur case blanche f5 · Pion noir sur case blanche h5 · Pion blanc sur case blanche a4 · Pion blanc sur case blanche c4 · Pion noir sur case blanche e4 · Pion blanc sur case noire f4 · Dame blanche sur case blanche b3 · Pion blanc sur case noire c3 · Pion blanc sur case noire g3 · Pion blanc sur case blanche h3 · Tour blanche sur case blanche a2 · Roi blanc sur case noire h2 · Fou blanc sur case noire c1 · Cavalier blanc sur case blanche f1 · Tour blanche sur case noire g1 · Fou blanc sur case blanche h1 | Fou noir sur case blanche c8 · Tour noire sur case blanche g8 · Roi noir sur case noire h8 · Pion noir sur case blanche f7 · Tour noire sur case noire g7 · Dame noire sur case blanche h7 · Pion noir sur case noire b6 · Pion noir sur case noire d6 · Cavalier noir sur case noire f6 · Pion noir sur case noire a5 · Pion noir sur case noire c5 · Pion blanc sur case blanche d5 · Cavalier noir sur case blanche f5 · Pion noir sur case blanche h5 · Pion blanc sur case blanche a4 · Pion blanc sur case blanche c4 · Pion noir sur case blanche e4 · Pion blanc sur case noire f4 · Dame blanche sur case blanche b3 · Pion blanc sur case noire c3 · Pion blanc sur case noire g3 · Pion blanc sur case blanche h3 · Tour blanche sur case blanche a2 · Roi blanc sur case noire h2 · Fou blanc sur case noire c1 · Cavalier blanc sur case blanche f1 · Tour blanche sur case noire g1 · Fou blanc sur case blanche h1 | Fou noir sur case blanche c8 · Tour noire sur case blanche g8 · Roi noir sur case noire h8 · Pion noir sur case blanche f7 · Tour noire sur case noire g7 · Dame noire sur case blanche h7 · Pion noir sur case noire b6 · Pion noir sur case noire d6 · Cavalier noir sur case noire f6 · Pion noir sur case noire a5 · Pion noir sur case noire c5 · Pion blanc sur case blanche d5 · Cavalier noir sur case blanche f5 · Pion noir sur case blanche h5 · Pion blanc sur case blanche a4 · Pion blanc sur case blanche c4 · Pion noir sur case blanche e4 · Pion blanc sur case noire f4 · Dame blanche sur case blanche b3 · Pion blanc sur case noire c3 · Pion blanc sur case noire g3 · Pion blanc sur case blanche h3 · Tour blanche sur case blanche a2 · Roi blanc sur case noire h2 · Fou blanc sur case noire c1 · Cavalier blanc sur case blanche f1 · Tour blanche sur case noire g1 · Fou blanc sur case blanche h1 | Fou noir sur case blanche c8 · Tour noire sur case blanche g8 · Roi noir sur case noire h8 · Pion noir sur case blanche f7 · Tour noire sur case noire g7 · Dame noire sur case blanche h7 · Pion noir sur case noire b6 · Pion noir sur case noire d6 · Cavalier noir sur case noire f6 · Pion noir sur case noire a5 · Pion noir sur case noire c5 · Pion blanc sur case blanche d5 · Cavalier noir sur case blanche f5 · Pion noir sur case blanche h5 · Pion blanc sur case blanche a4 · Pion blanc sur case blanche c4 · Pion noir sur case blanche e4 · Pion blanc sur case noire f4 · Dame blanche sur case blanche b3 · Pion blanc sur case noire c3 · Pion blanc sur case noire g3 · Pion blanc sur case blanche h3 · Tour blanche sur case blanche a2 · Roi blanc sur case noire h2 · Fou blanc sur case noire c1 · Cavalier blanc sur case blanche f1 · Tour blanche sur case noire g1 · Fou blanc sur case blanche h1 | Fou noir sur case blanche c8 · Tour noire sur case blanche g8 · Roi noir sur case noire h8 · Pion noir sur case blanche f7 · Tour noire sur case noire g7 · Dame noire sur case blanche h7 · Pion noir sur case noire b6 · Pion noir sur case noire d6 · Cavalier noir sur case noire f6 · Pion noir sur case noire a5 · Pion noir sur case noire c5 · Pion blanc sur case blanche d5 · Cavalier noir sur case blanche f5 · Pion noir sur case blanche h5 · Pion blanc sur case blanche a4 · Pion blanc sur case blanche c4 · Pion noir sur case blanche e4 · Pion blanc sur case noire f4 · Dame blanche sur case blanche b3 · Pion blanc sur case noire c3 · Pion blanc sur case noire g3 · Pion blanc sur case blanche h3 · Tour blanche sur case blanche a2 · Roi blanc sur case noire h2 · Fou blanc sur case noire c1 · Cavalier blanc sur case blanche f1 · Tour blanche sur case noire g1 · Fou blanc sur case blanche h1 | Fou noir sur case blanche c8 · Tour noire sur case blanche g8 · Roi noir sur case noire h8 · Pion noir sur case blanche f7 · Tour noire sur case noire g7 · Dame noire sur case blanche h7 · Pion noir sur case noire b6 · Pion noir sur case noire d6 · Cavalier noir sur case noire f6 · Pion noir sur case noire a5 · Pion noir sur case noire c5 · Pion blanc sur case blanche d5 · Cavalier noir sur case blanche f5 · Pion noir sur case blanche h5 · Pion blanc sur case blanche a4 · Pion blanc sur case blanche c4 · Pion noir sur case blanche e4 · Pion blanc sur case noire f4 · Dame blanche sur case blanche b3 · Pion blanc sur case noire c3 · Pion blanc sur case noire g3 · Pion blanc sur case blanche h3 · Tour blanche sur case blanche a2 · Roi blanc sur case noire h2 · Fou blanc sur case noire c1 · Cavalier blanc sur case blanche f1 · Tour blanche sur case noire g1 · Fou blanc sur case blanche h1 | Fou noir sur case blanche c8 · Tour noire sur case blanche g8 · Roi noir sur case noire h8 · Pion noir sur case blanche f7 · Tour noire sur case noire g7 · Dame noire sur case blanche h7 · Pion noir sur case noire b6 · Pion noir sur case noire d6 · Cavalier noir sur case noire f6 · Pion noir sur case noire a5 · Pion noir sur case noire c5 · Pion blanc sur case blanche d5 · Cavalier noir sur case blanche f5 · Pion noir sur case blanche h5 · Pion blanc sur case blanche a4 · Pion blanc sur case blanche c4 · Pion noir sur case blanche e4 · Pion blanc sur case noire f4 · Dame blanche sur case blanche b3 · Pion blanc sur case noire c3 · Pion blanc sur case noire g3 · Pion blanc sur case blanche h3 · Tour blanche sur case blanche a2 · Roi blanc sur case noire h2 · Fou blanc sur case noire c1 · Cavalier blanc sur case blanche f1 · Tour blanche sur case noire g1 · Fou blanc sur case blanche h1 | 7 |
| 6 | Fou noir sur case blanche c8 · Tour noire sur case blanche g8 · Roi noir sur case noire h8 · Pion noir sur case blanche f7 · Tour noire sur case noire g7 · Dame noire sur case blanche h7 · Pion noir sur case noire b6 · Pion noir sur case noire d6 · Cavalier noir sur case noire f6 · Pion noir sur case noire a5 · Pion noir sur case noire c5 · Pion blanc sur case blanche d5 · Cavalier noir sur case blanche f5 · Pion noir sur case blanche h5 · Pion blanc sur case blanche a4 · Pion blanc sur case blanche c4 · Pion noir sur case blanche e4 · Pion blanc sur case noire f4 · Dame blanche sur case blanche b3 · Pion blanc sur case noire c3 · Pion blanc sur case noire g3 · Pion blanc sur case blanche h3 · Tour blanche sur case blanche a2 · Roi blanc sur case noire h2 · Fou blanc sur case noire c1 · Cavalier blanc sur case blanche f1 · Tour blanche sur case noire g1 · Fou blanc sur case blanche h1 | Fou noir sur case blanche c8 · Tour noire sur case blanche g8 · Roi noir sur case noire h8 · Pion noir sur case blanche f7 · Tour noire sur case noire g7 · Dame noire sur case blanche h7 · Pion noir sur case noire b6 · Pion noir sur case noire d6 · Cavalier noir sur case noire f6 · Pion noir sur case noire a5 · Pion noir sur case noire c5 · Pion blanc sur case blanche d5 · Cavalier noir sur case blanche f5 · Pion noir sur case blanche h5 · Pion blanc sur case blanche a4 · Pion blanc sur case blanche c4 · Pion noir sur case blanche e4 · Pion blanc sur case noire f4 · Dame blanche sur case blanche b3 · Pion blanc sur case noire c3 · Pion blanc sur case noire g3 · Pion blanc sur case blanche h3 · Tour blanche sur case blanche a2 · Roi blanc sur case noire h2 · Fou blanc sur case noire c1 · Cavalier blanc sur case blanche f1 · Tour blanche sur case noire g1 · Fou blanc sur case blanche h1 | Fou noir sur case blanche c8 · Tour noire sur case blanche g8 · Roi noir sur case noire h8 · Pion noir sur case blanche f7 · Tour noire sur case noire g7 · Dame noire sur case blanche h7 · Pion noir sur case noire b6 · Pion noir sur case noire d6 · Cavalier noir sur case noire f6 · Pion noir sur case noire a5 · Pion noir sur case noire c5 · Pion blanc sur case blanche d5 · Cavalier noir sur case blanche f5 · Pion noir sur case blanche h5 · Pion blanc sur case blanche a4 · Pion blanc sur case blanche c4 · Pion noir sur case blanche e4 · Pion blanc sur case noire f4 · Dame blanche sur case blanche b3 · Pion blanc sur case noire c3 · Pion blanc sur case noire g3 · Pion blanc sur case blanche h3 · Tour blanche sur case blanche a2 · Roi blanc sur case noire h2 · Fou blanc sur case noire c1 · Cavalier blanc sur case blanche f1 · Tour blanche sur case noire g1 · Fou blanc sur case blanche h1 | Fou noir sur case blanche c8 · Tour noire sur case blanche g8 · Roi noir sur case noire h8 · Pion noir sur case blanche f7 · Tour noire sur case noire g7 · Dame noire sur case blanche h7 · Pion noir sur case noire b6 · Pion noir sur case noire d6 · Cavalier noir sur case noire f6 · Pion noir sur case noire a5 · Pion noir sur case noire c5 · Pion blanc sur case blanche d5 · Cavalier noir sur case blanche f5 · Pion noir sur case blanche h5 · Pion blanc sur case blanche a4 · Pion blanc sur case blanche c4 · Pion noir sur case blanche e4 · Pion blanc sur case noire f4 · Dame blanche sur case blanche b3 · Pion blanc sur case noire c3 · Pion blanc sur case noire g3 · Pion blanc sur case blanche h3 · Tour blanche sur case blanche a2 · Roi blanc sur case noire h2 · Fou blanc sur case noire c1 · Cavalier blanc sur case blanche f1 · Tour blanche sur case noire g1 · Fou blanc sur case blanche h1 | Fou noir sur case blanche c8 · Tour noire sur case blanche g8 · Roi noir sur case noire h8 · Pion noir sur case blanche f7 · Tour noire sur case noire g7 · Dame noire sur case blanche h7 · Pion noir sur case noire b6 · Pion noir sur case noire d6 · Cavalier noir sur case noire f6 · Pion noir sur case noire a5 · Pion noir sur case noire c5 · Pion blanc sur case blanche d5 · Cavalier noir sur case blanche f5 · Pion noir sur case blanche h5 · Pion blanc sur case blanche a4 · Pion blanc sur case blanche c4 · Pion noir sur case blanche e4 · Pion blanc sur case noire f4 · Dame blanche sur case blanche b3 · Pion blanc sur case noire c3 · Pion blanc sur case noire g3 · Pion blanc sur case blanche h3 · Tour blanche sur case blanche a2 · Roi blanc sur case noire h2 · Fou blanc sur case noire c1 · Cavalier blanc sur case blanche f1 · Tour blanche sur case noire g1 · Fou blanc sur case blanche h1 | Fou noir sur case blanche c8 · Tour noire sur case blanche g8 · Roi noir sur case noire h8 · Pion noir sur case blanche f7 · Tour noire sur case noire g7 · Dame noire sur case blanche h7 · Pion noir sur case noire b6 · Pion noir sur case noire d6 · Cavalier noir sur case noire f6 · Pion noir sur case noire a5 · Pion noir sur case noire c5 · Pion blanc sur case blanche d5 · Cavalier noir sur case blanche f5 · Pion noir sur case blanche h5 · Pion blanc sur case blanche a4 · Pion blanc sur case blanche c4 · Pion noir sur case blanche e4 · Pion blanc sur case noire f4 · Dame blanche sur case blanche b3 · Pion blanc sur case noire c3 · Pion blanc sur case noire g3 · Pion blanc sur case blanche h3 · Tour blanche sur case blanche a2 · Roi blanc sur case noire h2 · Fou blanc sur case noire c1 · Cavalier blanc sur case blanche f1 · Tour blanche sur case noire g1 · Fou blanc sur case blanche h1 | Fou noir sur case blanche c8 · Tour noire sur case blanche g8 · Roi noir sur case noire h8 · Pion noir sur case blanche f7 · Tour noire sur case noire g7 · Dame noire sur case blanche h7 · Pion noir sur case noire b6 · Pion noir sur case noire d6 · Cavalier noir sur case noire f6 · Pion noir sur case noire a5 · Pion noir sur case noire c5 · Pion blanc sur case blanche d5 · Cavalier noir sur case blanche f5 · Pion noir sur case blanche h5 · Pion blanc sur case blanche a4 · Pion blanc sur case blanche c4 · Pion noir sur case blanche e4 · Pion blanc sur case noire f4 · Dame blanche sur case blanche b3 · Pion blanc sur case noire c3 · Pion blanc sur case noire g3 · Pion blanc sur case blanche h3 · Tour blanche sur case blanche a2 · Roi blanc sur case noire h2 · Fou blanc sur case noire c1 · Cavalier blanc sur case blanche f1 · Tour blanche sur case noire g1 · Fou blanc sur case blanche h1 | Fou noir sur case blanche c8 · Tour noire sur case blanche g8 · Roi noir sur case noire h8 · Pion noir sur case blanche f7 · Tour noire sur case noire g7 · Dame noire sur case blanche h7 · Pion noir sur case noire b6 · Pion noir sur case noire d6 · Cavalier noir sur case noire f6 · Pion noir sur case noire a5 · Pion noir sur case noire c5 · Pion blanc sur case blanche d5 · Cavalier noir sur case blanche f5 · Pion noir sur case blanche h5 · Pion blanc sur case blanche a4 · Pion blanc sur case blanche c4 · Pion noir sur case blanche e4 · Pion blanc sur case noire f4 · Dame blanche sur case blanche b3 · Pion blanc sur case noire c3 · Pion blanc sur case noire g3 · Pion blanc sur case blanche h3 · Tour blanche sur case blanche a2 · Roi blanc sur case noire h2 · Fou blanc sur case noire c1 · Cavalier blanc sur case blanche f1 · Tour blanche sur case noire g1 · Fou blanc sur case blanche h1 | 6 |
| 5 | Fou noir sur case blanche c8 · Tour noire sur case blanche g8 · Roi noir sur case noire h8 · Pion noir sur case blanche f7 · Tour noire sur case noire g7 · Dame noire sur case blanche h7 · Pion noir sur case noire b6 · Pion noir sur case noire d6 · Cavalier noir sur case noire f6 · Pion noir sur case noire a5 · Pion noir sur case noire c5 · Pion blanc sur case blanche d5 · Cavalier noir sur case blanche f5 · Pion noir sur case blanche h5 · Pion blanc sur case blanche a4 · Pion blanc sur case blanche c4 · Pion noir sur case blanche e4 · Pion blanc sur case noire f4 · Dame blanche sur case blanche b3 · Pion blanc sur case noire c3 · Pion blanc sur case noire g3 · Pion blanc sur case blanche h3 · Tour blanche sur case blanche a2 · Roi blanc sur case noire h2 · Fou blanc sur case noire c1 · Cavalier blanc sur case blanche f1 · Tour blanche sur case noire g1 · Fou blanc sur case blanche h1 | Fou noir sur case blanche c8 · Tour noire sur case blanche g8 · Roi noir sur case noire h8 · Pion noir sur case blanche f7 · Tour noire sur case noire g7 · Dame noire sur case blanche h7 · Pion noir sur case noire b6 · Pion noir sur case noire d6 · Cavalier noir sur case noire f6 · Pion noir sur case noire a5 · Pion noir sur case noire c5 · Pion blanc sur case blanche d5 · Cavalier noir sur case blanche f5 · Pion noir sur case blanche h5 · Pion blanc sur case blanche a4 · Pion blanc sur case blanche c4 · Pion noir sur case blanche e4 · Pion blanc sur case noire f4 · Dame blanche sur case blanche b3 · Pion blanc sur case noire c3 · Pion blanc sur case noire g3 · Pion blanc sur case blanche h3 · Tour blanche sur case blanche a2 · Roi blanc sur case noire h2 · Fou blanc sur case noire c1 · Cavalier blanc sur case blanche f1 · Tour blanche sur case noire g1 · Fou blanc sur case blanche h1 | Fou noir sur case blanche c8 · Tour noire sur case blanche g8 · Roi noir sur case noire h8 · Pion noir sur case blanche f7 · Tour noire sur case noire g7 · Dame noire sur case blanche h7 · Pion noir sur case noire b6 · Pion noir sur case noire d6 · Cavalier noir sur case noire f6 · Pion noir sur case noire a5 · Pion noir sur case noire c5 · Pion blanc sur case blanche d5 · Cavalier noir sur case blanche f5 · Pion noir sur case blanche h5 · Pion blanc sur case blanche a4 · Pion blanc sur case blanche c4 · Pion noir sur case blanche e4 · Pion blanc sur case noire f4 · Dame blanche sur case blanche b3 · Pion blanc sur case noire c3 · Pion blanc sur case noire g3 · Pion blanc sur case blanche h3 · Tour blanche sur case blanche a2 · Roi blanc sur case noire h2 · Fou blanc sur case noire c1 · Cavalier blanc sur case blanche f1 · Tour blanche sur case noire g1 · Fou blanc sur case blanche h1 | Fou noir sur case blanche c8 · Tour noire sur case blanche g8 · Roi noir sur case noire h8 · Pion noir sur case blanche f7 · Tour noire sur case noire g7 · Dame noire sur case blanche h7 · Pion noir sur case noire b6 · Pion noir sur case noire d6 · Cavalier noir sur case noire f6 · Pion noir sur case noire a5 · Pion noir sur case noire c5 · Pion blanc sur case blanche d5 · Cavalier noir sur case blanche f5 · Pion noir sur case blanche h5 · Pion blanc sur case blanche a4 · Pion blanc sur case blanche c4 · Pion noir sur case blanche e4 · Pion blanc sur case noire f4 · Dame blanche sur case blanche b3 · Pion blanc sur case noire c3 · Pion blanc sur case noire g3 · Pion blanc sur case blanche h3 · Tour blanche sur case blanche a2 · Roi blanc sur case noire h2 · Fou blanc sur case noire c1 · Cavalier blanc sur case blanche f1 · Tour blanche sur case noire g1 · Fou blanc sur case blanche h1 | Fou noir sur case blanche c8 · Tour noire sur case blanche g8 · Roi noir sur case noire h8 · Pion noir sur case blanche f7 · Tour noire sur case noire g7 · Dame noire sur case blanche h7 · Pion noir sur case noire b6 · Pion noir sur case noire d6 · Cavalier noir sur case noire f6 · Pion noir sur case noire a5 · Pion noir sur case noire c5 · Pion blanc sur case blanche d5 · Cavalier noir sur case blanche f5 · Pion noir sur case blanche h5 · Pion blanc sur case blanche a4 · Pion blanc sur case blanche c4 · Pion noir sur case blanche e4 · Pion blanc sur case noire f4 · Dame blanche sur case blanche b3 · Pion blanc sur case noire c3 · Pion blanc sur case noire g3 · Pion blanc sur case blanche h3 · Tour blanche sur case blanche a2 · Roi blanc sur case noire h2 · Fou blanc sur case noire c1 · Cavalier blanc sur case blanche f1 · Tour blanche sur case noire g1 · Fou blanc sur case blanche h1 | Fou noir sur case blanche c8 · Tour noire sur case blanche g8 · Roi noir sur case noire h8 · Pion noir sur case blanche f7 · Tour noire sur case noire g7 · Dame noire sur case blanche h7 · Pion noir sur case noire b6 · Pion noir sur case noire d6 · Cavalier noir sur case noire f6 · Pion noir sur case noire a5 · Pion noir sur case noire c5 · Pion blanc sur case blanche d5 · Cavalier noir sur case blanche f5 · Pion noir sur case blanche h5 · Pion blanc sur case blanche a4 · Pion blanc sur case blanche c4 · Pion noir sur case blanche e4 · Pion blanc sur case noire f4 · Dame blanche sur case blanche b3 · Pion blanc sur case noire c3 · Pion blanc sur case noire g3 · Pion blanc sur case blanche h3 · Tour blanche sur case blanche a2 · Roi blanc sur case noire h2 · Fou blanc sur case noire c1 · Cavalier blanc sur case blanche f1 · Tour blanche sur case noire g1 · Fou blanc sur case blanche h1 | Fou noir sur case blanche c8 · Tour noire sur case blanche g8 · Roi noir sur case noire h8 · Pion noir sur case blanche f7 · Tour noire sur case noire g7 · Dame noire sur case blanche h7 · Pion noir sur case noire b6 · Pion noir sur case noire d6 · Cavalier noir sur case noire f6 · Pion noir sur case noire a5 · Pion noir sur case noire c5 · Pion blanc sur case blanche d5 · Cavalier noir sur case blanche f5 · Pion noir sur case blanche h5 · Pion blanc sur case blanche a4 · Pion blanc sur case blanche c4 · Pion noir sur case blanche e4 · Pion blanc sur case noire f4 · Dame blanche sur case blanche b3 · Pion blanc sur case noire c3 · Pion blanc sur case noire g3 · Pion blanc sur case blanche h3 · Tour blanche sur case blanche a2 · Roi blanc sur case noire h2 · Fou blanc sur case noire c1 · Cavalier blanc sur case blanche f1 · Tour blanche sur case noire g1 · Fou blanc sur case blanche h1 | Fou noir sur case blanche c8 · Tour noire sur case blanche g8 · Roi noir sur case noire h8 · Pion noir sur case blanche f7 · Tour noire sur case noire g7 · Dame noire sur case blanche h7 · Pion noir sur case noire b6 · Pion noir sur case noire d6 · Cavalier noir sur case noire f6 · Pion noir sur case noire a5 · Pion noir sur case noire c5 · Pion blanc sur case blanche d5 · Cavalier noir sur case blanche f5 · Pion noir sur case blanche h5 · Pion blanc sur case blanche a4 · Pion blanc sur case blanche c4 · Pion noir sur case blanche e4 · Pion blanc sur case noire f4 · Dame blanche sur case blanche b3 · Pion blanc sur case noire c3 · Pion blanc sur case noire g3 · Pion blanc sur case blanche h3 · Tour blanche sur case blanche a2 · Roi blanc sur case noire h2 · Fou blanc sur case noire c1 · Cavalier blanc sur case blanche f1 · Tour blanche sur case noire g1 · Fou blanc sur case blanche h1 | 5 |
| 4 | Fou noir sur case blanche c8 · Tour noire sur case blanche g8 · Roi noir sur case noire h8 · Pion noir sur case blanche f7 · Tour noire sur case noire g7 · Dame noire sur case blanche h7 · Pion noir sur case noire b6 · Pion noir sur case noire d6 · Cavalier noir sur case noire f6 · Pion noir sur case noire a5 · Pion noir sur case noire c5 · Pion blanc sur case blanche d5 · Cavalier noir sur case blanche f5 · Pion noir sur case blanche h5 · Pion blanc sur case blanche a4 · Pion blanc sur case blanche c4 · Pion noir sur case blanche e4 · Pion blanc sur case noire f4 · Dame blanche sur case blanche b3 · Pion blanc sur case noire c3 · Pion blanc sur case noire g3 · Pion blanc sur case blanche h3 · Tour blanche sur case blanche a2 · Roi blanc sur case noire h2 · Fou blanc sur case noire c1 · Cavalier blanc sur case blanche f1 · Tour blanche sur case noire g1 · Fou blanc sur case blanche h1 | Fou noir sur case blanche c8 · Tour noire sur case blanche g8 · Roi noir sur case noire h8 · Pion noir sur case blanche f7 · Tour noire sur case noire g7 · Dame noire sur case blanche h7 · Pion noir sur case noire b6 · Pion noir sur case noire d6 · Cavalier noir sur case noire f6 · Pion noir sur case noire a5 · Pion noir sur case noire c5 · Pion blanc sur case blanche d5 · Cavalier noir sur case blanche f5 · Pion noir sur case blanche h5 · Pion blanc sur case blanche a4 · Pion blanc sur case blanche c4 · Pion noir sur case blanche e4 · Pion blanc sur case noire f4 · Dame blanche sur case blanche b3 · Pion blanc sur case noire c3 · Pion blanc sur case noire g3 · Pion blanc sur case blanche h3 · Tour blanche sur case blanche a2 · Roi blanc sur case noire h2 · Fou blanc sur case noire c1 · Cavalier blanc sur case blanche f1 · Tour blanche sur case noire g1 · Fou blanc sur case blanche h1 | Fou noir sur case blanche c8 · Tour noire sur case blanche g8 · Roi noir sur case noire h8 · Pion noir sur case blanche f7 · Tour noire sur case noire g7 · Dame noire sur case blanche h7 · Pion noir sur case noire b6 · Pion noir sur case noire d6 · Cavalier noir sur case noire f6 · Pion noir sur case noire a5 · Pion noir sur case noire c5 · Pion blanc sur case blanche d5 · Cavalier noir sur case blanche f5 · Pion noir sur case blanche h5 · Pion blanc sur case blanche a4 · Pion blanc sur case blanche c4 · Pion noir sur case blanche e4 · Pion blanc sur case noire f4 · Dame blanche sur case blanche b3 · Pion blanc sur case noire c3 · Pion blanc sur case noire g3 · Pion blanc sur case blanche h3 · Tour blanche sur case blanche a2 · Roi blanc sur case noire h2 · Fou blanc sur case noire c1 · Cavalier blanc sur case blanche f1 · Tour blanche sur case noire g1 · Fou blanc sur case blanche h1 | Fou noir sur case blanche c8 · Tour noire sur case blanche g8 · Roi noir sur case noire h8 · Pion noir sur case blanche f7 · Tour noire sur case noire g7 · Dame noire sur case blanche h7 · Pion noir sur case noire b6 · Pion noir sur case noire d6 · Cavalier noir sur case noire f6 · Pion noir sur case noire a5 · Pion noir sur case noire c5 · Pion blanc sur case blanche d5 · Cavalier noir sur case blanche f5 · Pion noir sur case blanche h5 · Pion blanc sur case blanche a4 · Pion blanc sur case blanche c4 · Pion noir sur case blanche e4 · Pion blanc sur case noire f4 · Dame blanche sur case blanche b3 · Pion blanc sur case noire c3 · Pion blanc sur case noire g3 · Pion blanc sur case blanche h3 · Tour blanche sur case blanche a2 · Roi blanc sur case noire h2 · Fou blanc sur case noire c1 · Cavalier blanc sur case blanche f1 · Tour blanche sur case noire g1 · Fou blanc sur case blanche h1 | Fou noir sur case blanche c8 · Tour noire sur case blanche g8 · Roi noir sur case noire h8 · Pion noir sur case blanche f7 · Tour noire sur case noire g7 · Dame noire sur case blanche h7 · Pion noir sur case noire b6 · Pion noir sur case noire d6 · Cavalier noir sur case noire f6 · Pion noir sur case noire a5 · Pion noir sur case noire c5 · Pion blanc sur case blanche d5 · Cavalier noir sur case blanche f5 · Pion noir sur case blanche h5 · Pion blanc sur case blanche a4 · Pion blanc sur case blanche c4 · Pion noir sur case blanche e4 · Pion blanc sur case noire f4 · Dame blanche sur case blanche b3 · Pion blanc sur case noire c3 · Pion blanc sur case noire g3 · Pion blanc sur case blanche h3 · Tour blanche sur case blanche a2 · Roi blanc sur case noire h2 · Fou blanc sur case noire c1 · Cavalier blanc sur case blanche f1 · Tour blanche sur case noire g1 · Fou blanc sur case blanche h1 | Fou noir sur case blanche c8 · Tour noire sur case blanche g8 · Roi noir sur case noire h8 · Pion noir sur case blanche f7 · Tour noire sur case noire g7 · Dame noire sur case blanche h7 · Pion noir sur case noire b6 · Pion noir sur case noire d6 · Cavalier noir sur case noire f6 · Pion noir sur case noire a5 · Pion noir sur case noire c5 · Pion blanc sur case blanche d5 · Cavalier noir sur case blanche f5 · Pion noir sur case blanche h5 · Pion blanc sur case blanche a4 · Pion blanc sur case blanche c4 · Pion noir sur case blanche e4 · Pion blanc sur case noire f4 · Dame blanche sur case blanche b3 · Pion blanc sur case noire c3 · Pion blanc sur case noire g3 · Pion blanc sur case blanche h3 · Tour blanche sur case blanche a2 · Roi blanc sur case noire h2 · Fou blanc sur case noire c1 · Cavalier blanc sur case blanche f1 · Tour blanche sur case noire g1 · Fou blanc sur case blanche h1 | Fou noir sur case blanche c8 · Tour noire sur case blanche g8 · Roi noir sur case noire h8 · Pion noir sur case blanche f7 · Tour noire sur case noire g7 · Dame noire sur case blanche h7 · Pion noir sur case noire b6 · Pion noir sur case noire d6 · Cavalier noir sur case noire f6 · Pion noir sur case noire a5 · Pion noir sur case noire c5 · Pion blanc sur case blanche d5 · Cavalier noir sur case blanche f5 · Pion noir sur case blanche h5 · Pion blanc sur case blanche a4 · Pion blanc sur case blanche c4 · Pion noir sur case blanche e4 · Pion blanc sur case noire f4 · Dame blanche sur case blanche b3 · Pion blanc sur case noire c3 · Pion blanc sur case noire g3 · Pion blanc sur case blanche h3 · Tour blanche sur case blanche a2 · Roi blanc sur case noire h2 · Fou blanc sur case noire c1 · Cavalier blanc sur case blanche f1 · Tour blanche sur case noire g1 · Fou blanc sur case blanche h1 | Fou noir sur case blanche c8 · Tour noire sur case blanche g8 · Roi noir sur case noire h8 · Pion noir sur case blanche f7 · Tour noire sur case noire g7 · Dame noire sur case blanche h7 · Pion noir sur case noire b6 · Pion noir sur case noire d6 · Cavalier noir sur case noire f6 · Pion noir sur case noire a5 · Pion noir sur case noire c5 · Pion blanc sur case blanche d5 · Cavalier noir sur case blanche f5 · Pion noir sur case blanche h5 · Pion blanc sur case blanche a4 · Pion blanc sur case blanche c4 · Pion noir sur case blanche e4 · Pion blanc sur case noire f4 · Dame blanche sur case blanche b3 · Pion blanc sur case noire c3 · Pion blanc sur case noire g3 · Pion blanc sur case blanche h3 · Tour blanche sur case blanche a2 · Roi blanc sur case noire h2 · Fou blanc sur case noire c1 · Cavalier blanc sur case blanche f1 · Tour blanche sur case noire g1 · Fou blanc sur case blanche h1 | 4 |
| 3 | Fou noir sur case blanche c8 · Tour noire sur case blanche g8 · Roi noir sur case noire h8 · Pion noir sur case blanche f7 · Tour noire sur case noire g7 · Dame noire sur case blanche h7 · Pion noir sur case noire b6 · Pion noir sur case noire d6 · Cavalier noir sur case noire f6 · Pion noir sur case noire a5 · Pion noir sur case noire c5 · Pion blanc sur case blanche d5 · Cavalier noir sur case blanche f5 · Pion noir sur case blanche h5 · Pion blanc sur case blanche a4 · Pion blanc sur case blanche c4 · Pion noir sur case blanche e4 · Pion blanc sur case noire f4 · Dame blanche sur case blanche b3 · Pion blanc sur case noire c3 · Pion blanc sur case noire g3 · Pion blanc sur case blanche h3 · Tour blanche sur case blanche a2 · Roi blanc sur case noire h2 · Fou blanc sur case noire c1 · Cavalier blanc sur case blanche f1 · Tour blanche sur case noire g1 · Fou blanc sur case blanche h1 | Fou noir sur case blanche c8 · Tour noire sur case blanche g8 · Roi noir sur case noire h8 · Pion noir sur case blanche f7 · Tour noire sur case noire g7 · Dame noire sur case blanche h7 · Pion noir sur case noire b6 · Pion noir sur case noire d6 · Cavalier noir sur case noire f6 · Pion noir sur case noire a5 · Pion noir sur case noire c5 · Pion blanc sur case blanche d5 · Cavalier noir sur case blanche f5 · Pion noir sur case blanche h5 · Pion blanc sur case blanche a4 · Pion blanc sur case blanche c4 · Pion noir sur case blanche e4 · Pion blanc sur case noire f4 · Dame blanche sur case blanche b3 · Pion blanc sur case noire c3 · Pion blanc sur case noire g3 · Pion blanc sur case blanche h3 · Tour blanche sur case blanche a2 · Roi blanc sur case noire h2 · Fou blanc sur case noire c1 · Cavalier blanc sur case blanche f1 · Tour blanche sur case noire g1 · Fou blanc sur case blanche h1 | Fou noir sur case blanche c8 · Tour noire sur case blanche g8 · Roi noir sur case noire h8 · Pion noir sur case blanche f7 · Tour noire sur case noire g7 · Dame noire sur case blanche h7 · Pion noir sur case noire b6 · Pion noir sur case noire d6 · Cavalier noir sur case noire f6 · Pion noir sur case noire a5 · Pion noir sur case noire c5 · Pion blanc sur case blanche d5 · Cavalier noir sur case blanche f5 · Pion noir sur case blanche h5 · Pion blanc sur case blanche a4 · Pion blanc sur case blanche c4 · Pion noir sur case blanche e4 · Pion blanc sur case noire f4 · Dame blanche sur case blanche b3 · Pion blanc sur case noire c3 · Pion blanc sur case noire g3 · Pion blanc sur case blanche h3 · Tour blanche sur case blanche a2 · Roi blanc sur case noire h2 · Fou blanc sur case noire c1 · Cavalier blanc sur case blanche f1 · Tour blanche sur case noire g1 · Fou blanc sur case blanche h1 | Fou noir sur case blanche c8 · Tour noire sur case blanche g8 · Roi noir sur case noire h8 · Pion noir sur case blanche f7 · Tour noire sur case noire g7 · Dame noire sur case blanche h7 · Pion noir sur case noire b6 · Pion noir sur case noire d6 · Cavalier noir sur case noire f6 · Pion noir sur case noire a5 · Pion noir sur case noire c5 · Pion blanc sur case blanche d5 · Cavalier noir sur case blanche f5 · Pion noir sur case blanche h5 · Pion blanc sur case blanche a4 · Pion blanc sur case blanche c4 · Pion noir sur case blanche e4 · Pion blanc sur case noire f4 · Dame blanche sur case blanche b3 · Pion blanc sur case noire c3 · Pion blanc sur case noire g3 · Pion blanc sur case blanche h3 · Tour blanche sur case blanche a2 · Roi blanc sur case noire h2 · Fou blanc sur case noire c1 · Cavalier blanc sur case blanche f1 · Tour blanche sur case noire g1 · Fou blanc sur case blanche h1 | Fou noir sur case blanche c8 · Tour noire sur case blanche g8 · Roi noir sur case noire h8 · Pion noir sur case blanche f7 · Tour noire sur case noire g7 · Dame noire sur case blanche h7 · Pion noir sur case noire b6 · Pion noir sur case noire d6 · Cavalier noir sur case noire f6 · Pion noir sur case noire a5 · Pion noir sur case noire c5 · Pion blanc sur case blanche d5 · Cavalier noir sur case blanche f5 · Pion noir sur case blanche h5 · Pion blanc sur case blanche a4 · Pion blanc sur case blanche c4 · Pion noir sur case blanche e4 · Pion blanc sur case noire f4 · Dame blanche sur case blanche b3 · Pion blanc sur case noire c3 · Pion blanc sur case noire g3 · Pion blanc sur case blanche h3 · Tour blanche sur case blanche a2 · Roi blanc sur case noire h2 · Fou blanc sur case noire c1 · Cavalier blanc sur case blanche f1 · Tour blanche sur case noire g1 · Fou blanc sur case blanche h1 | Fou noir sur case blanche c8 · Tour noire sur case blanche g8 · Roi noir sur case noire h8 · Pion noir sur case blanche f7 · Tour noire sur case noire g7 · Dame noire sur case blanche h7 · Pion noir sur case noire b6 · Pion noir sur case noire d6 · Cavalier noir sur case noire f6 · Pion noir sur case noire a5 · Pion noir sur case noire c5 · Pion blanc sur case blanche d5 · Cavalier noir sur case blanche f5 · Pion noir sur case blanche h5 · Pion blanc sur case blanche a4 · Pion blanc sur case blanche c4 · Pion noir sur case blanche e4 · Pion blanc sur case noire f4 · Dame blanche sur case blanche b3 · Pion blanc sur case noire c3 · Pion blanc sur case noire g3 · Pion blanc sur case blanche h3 · Tour blanche sur case blanche a2 · Roi blanc sur case noire h2 · Fou blanc sur case noire c1 · Cavalier blanc sur case blanche f1 · Tour blanche sur case noire g1 · Fou blanc sur case blanche h1 | Fou noir sur case blanche c8 · Tour noire sur case blanche g8 · Roi noir sur case noire h8 · Pion noir sur case blanche f7 · Tour noire sur case noire g7 · Dame noire sur case blanche h7 · Pion noir sur case noire b6 · Pion noir sur case noire d6 · Cavalier noir sur case noire f6 · Pion noir sur case noire a5 · Pion noir sur case noire c5 · Pion blanc sur case blanche d5 · Cavalier noir sur case blanche f5 · Pion noir sur case blanche h5 · Pion blanc sur case blanche a4 · Pion blanc sur case blanche c4 · Pion noir sur case blanche e4 · Pion blanc sur case noire f4 · Dame blanche sur case blanche b3 · Pion blanc sur case noire c3 · Pion blanc sur case noire g3 · Pion blanc sur case blanche h3 · Tour blanche sur case blanche a2 · Roi blanc sur case noire h2 · Fou blanc sur case noire c1 · Cavalier blanc sur case blanche f1 · Tour blanche sur case noire g1 · Fou blanc sur case blanche h1 | Fou noir sur case blanche c8 · Tour noire sur case blanche g8 · Roi noir sur case noire h8 · Pion noir sur case blanche f7 · Tour noire sur case noire g7 · Dame noire sur case blanche h7 · Pion noir sur case noire b6 · Pion noir sur case noire d6 · Cavalier noir sur case noire f6 · Pion noir sur case noire a5 · Pion noir sur case noire c5 · Pion blanc sur case blanche d5 · Cavalier noir sur case blanche f5 · Pion noir sur case blanche h5 · Pion blanc sur case blanche a4 · Pion blanc sur case blanche c4 · Pion noir sur case blanche e4 · Pion blanc sur case noire f4 · Dame blanche sur case blanche b3 · Pion blanc sur case noire c3 · Pion blanc sur case noire g3 · Pion blanc sur case blanche h3 · Tour blanche sur case blanche a2 · Roi blanc sur case noire h2 · Fou blanc sur case noire c1 · Cavalier blanc sur case blanche f1 · Tour blanche sur case noire g1 · Fou blanc sur case blanche h1 | 3 |
| 2 | Fou noir sur case blanche c8 · Tour noire sur case blanche g8 · Roi noir sur case noire h8 · Pion noir sur case blanche f7 · Tour noire sur case noire g7 · Dame noire sur case blanche h7 · Pion noir sur case noire b6 · Pion noir sur case noire d6 · Cavalier noir sur case noire f6 · Pion noir sur case noire a5 · Pion noir sur case noire c5 · Pion blanc sur case blanche d5 · Cavalier noir sur case blanche f5 · Pion noir sur case blanche h5 · Pion blanc sur case blanche a4 · Pion blanc sur case blanche c4 · Pion noir sur case blanche e4 · Pion blanc sur case noire f4 · Dame blanche sur case blanche b3 · Pion blanc sur case noire c3 · Pion blanc sur case noire g3 · Pion blanc sur case blanche h3 · Tour blanche sur case blanche a2 · Roi blanc sur case noire h2 · Fou blanc sur case noire c1 · Cavalier blanc sur case blanche f1 · Tour blanche sur case noire g1 · Fou blanc sur case blanche h1 | Fou noir sur case blanche c8 · Tour noire sur case blanche g8 · Roi noir sur case noire h8 · Pion noir sur case blanche f7 · Tour noire sur case noire g7 · Dame noire sur case blanche h7 · Pion noir sur case noire b6 · Pion noir sur case noire d6 · Cavalier noir sur case noire f6 · Pion noir sur case noire a5 · Pion noir sur case noire c5 · Pion blanc sur case blanche d5 · Cavalier noir sur case blanche f5 · Pion noir sur case blanche h5 · Pion blanc sur case blanche a4 · Pion blanc sur case blanche c4 · Pion noir sur case blanche e4 · Pion blanc sur case noire f4 · Dame blanche sur case blanche b3 · Pion blanc sur case noire c3 · Pion blanc sur case noire g3 · Pion blanc sur case blanche h3 · Tour blanche sur case blanche a2 · Roi blanc sur case noire h2 · Fou blanc sur case noire c1 · Cavalier blanc sur case blanche f1 · Tour blanche sur case noire g1 · Fou blanc sur case blanche h1 | Fou noir sur case blanche c8 · Tour noire sur case blanche g8 · Roi noir sur case noire h8 · Pion noir sur case blanche f7 · Tour noire sur case noire g7 · Dame noire sur case blanche h7 · Pion noir sur case noire b6 · Pion noir sur case noire d6 · Cavalier noir sur case noire f6 · Pion noir sur case noire a5 · Pion noir sur case noire c5 · Pion blanc sur case blanche d5 · Cavalier noir sur case blanche f5 · Pion noir sur case blanche h5 · Pion blanc sur case blanche a4 · Pion blanc sur case blanche c4 · Pion noir sur case blanche e4 · Pion blanc sur case noire f4 · Dame blanche sur case blanche b3 · Pion blanc sur case noire c3 · Pion blanc sur case noire g3 · Pion blanc sur case blanche h3 · Tour blanche sur case blanche a2 · Roi blanc sur case noire h2 · Fou blanc sur case noire c1 · Cavalier blanc sur case blanche f1 · Tour blanche sur case noire g1 · Fou blanc sur case blanche h1 | Fou noir sur case blanche c8 · Tour noire sur case blanche g8 · Roi noir sur case noire h8 · Pion noir sur case blanche f7 · Tour noire sur case noire g7 · Dame noire sur case blanche h7 · Pion noir sur case noire b6 · Pion noir sur case noire d6 · Cavalier noir sur case noire f6 · Pion noir sur case noire a5 · Pion noir sur case noire c5 · Pion blanc sur case blanche d5 · Cavalier noir sur case blanche f5 · Pion noir sur case blanche h5 · Pion blanc sur case blanche a4 · Pion blanc sur case blanche c4 · Pion noir sur case blanche e4 · Pion blanc sur case noire f4 · Dame blanche sur case blanche b3 · Pion blanc sur case noire c3 · Pion blanc sur case noire g3 · Pion blanc sur case blanche h3 · Tour blanche sur case blanche a2 · Roi blanc sur case noire h2 · Fou blanc sur case noire c1 · Cavalier blanc sur case blanche f1 · Tour blanche sur case noire g1 · Fou blanc sur case blanche h1 | Fou noir sur case blanche c8 · Tour noire sur case blanche g8 · Roi noir sur case noire h8 · Pion noir sur case blanche f7 · Tour noire sur case noire g7 · Dame noire sur case blanche h7 · Pion noir sur case noire b6 · Pion noir sur case noire d6 · Cavalier noir sur case noire f6 · Pion noir sur case noire a5 · Pion noir sur case noire c5 · Pion blanc sur case blanche d5 · Cavalier noir sur case blanche f5 · Pion noir sur case blanche h5 · Pion blanc sur case blanche a4 · Pion blanc sur case blanche c4 · Pion noir sur case blanche e4 · Pion blanc sur case noire f4 · Dame blanche sur case blanche b3 · Pion blanc sur case noire c3 · Pion blanc sur case noire g3 · Pion blanc sur case blanche h3 · Tour blanche sur case blanche a2 · Roi blanc sur case noire h2 · Fou blanc sur case noire c1 · Cavalier blanc sur case blanche f1 · Tour blanche sur case noire g1 · Fou blanc sur case blanche h1 | Fou noir sur case blanche c8 · Tour noire sur case blanche g8 · Roi noir sur case noire h8 · Pion noir sur case blanche f7 · Tour noire sur case noire g7 · Dame noire sur case blanche h7 · Pion noir sur case noire b6 · Pion noir sur case noire d6 · Cavalier noir sur case noire f6 · Pion noir sur case noire a5 · Pion noir sur case noire c5 · Pion blanc sur case blanche d5 · Cavalier noir sur case blanche f5 · Pion noir sur case blanche h5 · Pion blanc sur case blanche a4 · Pion blanc sur case blanche c4 · Pion noir sur case blanche e4 · Pion blanc sur case noire f4 · Dame blanche sur case blanche b3 · Pion blanc sur case noire c3 · Pion blanc sur case noire g3 · Pion blanc sur case blanche h3 · Tour blanche sur case blanche a2 · Roi blanc sur case noire h2 · Fou blanc sur case noire c1 · Cavalier blanc sur case blanche f1 · Tour blanche sur case noire g1 · Fou blanc sur case blanche h1 | Fou noir sur case blanche c8 · Tour noire sur case blanche g8 · Roi noir sur case noire h8 · Pion noir sur case blanche f7 · Tour noire sur case noire g7 · Dame noire sur case blanche h7 · Pion noir sur case noire b6 · Pion noir sur case noire d6 · Cavalier noir sur case noire f6 · Pion noir sur case noire a5 · Pion noir sur case noire c5 · Pion blanc sur case blanche d5 · Cavalier noir sur case blanche f5 · Pion noir sur case blanche h5 · Pion blanc sur case blanche a4 · Pion blanc sur case blanche c4 · Pion noir sur case blanche e4 · Pion blanc sur case noire f4 · Dame blanche sur case blanche b3 · Pion blanc sur case noire c3 · Pion blanc sur case noire g3 · Pion blanc sur case blanche h3 · Tour blanche sur case blanche a2 · Roi blanc sur case noire h2 · Fou blanc sur case noire c1 · Cavalier blanc sur case blanche f1 · Tour blanche sur case noire g1 · Fou blanc sur case blanche h1 | Fou noir sur case blanche c8 · Tour noire sur case blanche g8 · Roi noir sur case noire h8 · Pion noir sur case blanche f7 · Tour noire sur case noire g7 · Dame noire sur case blanche h7 · Pion noir sur case noire b6 · Pion noir sur case noire d6 · Cavalier noir sur case noire f6 · Pion noir sur case noire a5 · Pion noir sur case noire c5 · Pion blanc sur case blanche d5 · Cavalier noir sur case blanche f5 · Pion noir sur case blanche h5 · Pion blanc sur case blanche a4 · Pion blanc sur case blanche c4 · Pion noir sur case blanche e4 · Pion blanc sur case noire f4 · Dame blanche sur case blanche b3 · Pion blanc sur case noire c3 · Pion blanc sur case noire g3 · Pion blanc sur case blanche h3 · Tour blanche sur case blanche a2 · Roi blanc sur case noire h2 · Fou blanc sur case noire c1 · Cavalier blanc sur case blanche f1 · Tour blanche sur case noire g1 · Fou blanc sur case blanche h1 | 2 |
| 1 | Fou noir sur case blanche c8 · Tour noire sur case blanche g8 · Roi noir sur case noire h8 · Pion noir sur case blanche f7 · Tour noire sur case noire g7 · Dame noire sur case blanche h7 · Pion noir sur case noire b6 · Pion noir sur case noire d6 · Cavalier noir sur case noire f6 · Pion noir sur case noire a5 · Pion noir sur case noire c5 · Pion blanc sur case blanche d5 · Cavalier noir sur case blanche f5 · Pion noir sur case blanche h5 · Pion blanc sur case blanche a4 · Pion blanc sur case blanche c4 · Pion noir sur case blanche e4 · Pion blanc sur case noire f4 · Dame blanche sur case blanche b3 · Pion blanc sur case noire c3 · Pion blanc sur case noire g3 · Pion blanc sur case blanche h3 · Tour blanche sur case blanche a2 · Roi blanc sur case noire h2 · Fou blanc sur case noire c1 · Cavalier blanc sur case blanche f1 · Tour blanche sur case noire g1 · Fou blanc sur case blanche h1 | Fou noir sur case blanche c8 · Tour noire sur case blanche g8 · Roi noir sur case noire h8 · Pion noir sur case blanche f7 · Tour noire sur case noire g7 · Dame noire sur case blanche h7 · Pion noir sur case noire b6 · Pion noir sur case noire d6 · Cavalier noir sur case noire f6 · Pion noir sur case noire a5 · Pion noir sur case noire c5 · Pion blanc sur case blanche d5 · Cavalier noir sur case blanche f5 · Pion noir sur case blanche h5 · Pion blanc sur case blanche a4 · Pion blanc sur case blanche c4 · Pion noir sur case blanche e4 · Pion blanc sur case noire f4 · Dame blanche sur case blanche b3 · Pion blanc sur case noire c3 · Pion blanc sur case noire g3 · Pion blanc sur case blanche h3 · Tour blanche sur case blanche a2 · Roi blanc sur case noire h2 · Fou blanc sur case noire c1 · Cavalier blanc sur case blanche f1 · Tour blanche sur case noire g1 · Fou blanc sur case blanche h1 | Fou noir sur case blanche c8 · Tour noire sur case blanche g8 · Roi noir sur case noire h8 · Pion noir sur case blanche f7 · Tour noire sur case noire g7 · Dame noire sur case blanche h7 · Pion noir sur case noire b6 · Pion noir sur case noire d6 · Cavalier noir sur case noire f6 · Pion noir sur case noire a5 · Pion noir sur case noire c5 · Pion blanc sur case blanche d5 · Cavalier noir sur case blanche f5 · Pion noir sur case blanche h5 · Pion blanc sur case blanche a4 · Pion blanc sur case blanche c4 · Pion noir sur case blanche e4 · Pion blanc sur case noire f4 · Dame blanche sur case blanche b3 · Pion blanc sur case noire c3 · Pion blanc sur case noire g3 · Pion blanc sur case blanche h3 · Tour blanche sur case blanche a2 · Roi blanc sur case noire h2 · Fou blanc sur case noire c1 · Cavalier blanc sur case blanche f1 · Tour blanche sur case noire g1 · Fou blanc sur case blanche h1 | Fou noir sur case blanche c8 · Tour noire sur case blanche g8 · Roi noir sur case noire h8 · Pion noir sur case blanche f7 · Tour noire sur case noire g7 · Dame noire sur case blanche h7 · Pion noir sur case noire b6 · Pion noir sur case noire d6 · Cavalier noir sur case noire f6 · Pion noir sur case noire a5 · Pion noir sur case noire c5 · Pion blanc sur case blanche d5 · Cavalier noir sur case blanche f5 · Pion noir sur case blanche h5 · Pion blanc sur case blanche a4 · Pion blanc sur case blanche c4 · Pion noir sur case blanche e4 · Pion blanc sur case noire f4 · Dame blanche sur case blanche b3 · Pion blanc sur case noire c3 · Pion blanc sur case noire g3 · Pion blanc sur case blanche h3 · Tour blanche sur case blanche a2 · Roi blanc sur case noire h2 · Fou blanc sur case noire c1 · Cavalier blanc sur case blanche f1 · Tour blanche sur case noire g1 · Fou blanc sur case blanche h1 | Fou noir sur case blanche c8 · Tour noire sur case blanche g8 · Roi noir sur case noire h8 · Pion noir sur case blanche f7 · Tour noire sur case noire g7 · Dame noire sur case blanche h7 · Pion noir sur case noire b6 · Pion noir sur case noire d6 · Cavalier noir sur case noire f6 · Pion noir sur case noire a5 · Pion noir sur case noire c5 · Pion blanc sur case blanche d5 · Cavalier noir sur case blanche f5 · Pion noir sur case blanche h5 · Pion blanc sur case blanche a4 · Pion blanc sur case blanche c4 · Pion noir sur case blanche e4 · Pion blanc sur case noire f4 · Dame blanche sur case blanche b3 · Pion blanc sur case noire c3 · Pion blanc sur case noire g3 · Pion blanc sur case blanche h3 · Tour blanche sur case blanche a2 · Roi blanc sur case noire h2 · Fou blanc sur case noire c1 · Cavalier blanc sur case blanche f1 · Tour blanche sur case noire g1 · Fou blanc sur case blanche h1 | Fou noir sur case blanche c8 · Tour noire sur case blanche g8 · Roi noir sur case noire h8 · Pion noir sur case blanche f7 · Tour noire sur case noire g7 · Dame noire sur case blanche h7 · Pion noir sur case noire b6 · Pion noir sur case noire d6 · Cavalier noir sur case noire f6 · Pion noir sur case noire a5 · Pion noir sur case noire c5 · Pion blanc sur case blanche d5 · Cavalier noir sur case blanche f5 · Pion noir sur case blanche h5 · Pion blanc sur case blanche a4 · Pion blanc sur case blanche c4 · Pion noir sur case blanche e4 · Pion blanc sur case noire f4 · Dame blanche sur case blanche b3 · Pion blanc sur case noire c3 · Pion blanc sur case noire g3 · Pion blanc sur case blanche h3 · Tour blanche sur case blanche a2 · Roi blanc sur case noire h2 · Fou blanc sur case noire c1 · Cavalier blanc sur case blanche f1 · Tour blanche sur case noire g1 · Fou blanc sur case blanche h1 | Fou noir sur case blanche c8 · Tour noire sur case blanche g8 · Roi noir sur case noire h8 · Pion noir sur case blanche f7 · Tour noire sur case noire g7 · Dame noire sur case blanche h7 · Pion noir sur case noire b6 · Pion noir sur case noire d6 · Cavalier noir sur case noire f6 · Pion noir sur case noire a5 · Pion noir sur case noire c5 · Pion blanc sur case blanche d5 · Cavalier noir sur case blanche f5 · Pion noir sur case blanche h5 · Pion blanc sur case blanche a4 · Pion blanc sur case blanche c4 · Pion noir sur case blanche e4 · Pion blanc sur case noire f4 · Dame blanche sur case blanche b3 · Pion blanc sur case noire c3 · Pion blanc sur case noire g3 · Pion blanc sur case blanche h3 · Tour blanche sur case blanche a2 · Roi blanc sur case noire h2 · Fou blanc sur case noire c1 · Cavalier blanc sur case blanche f1 · Tour blanche sur case noire g1 · Fou blanc sur case blanche h1 | Fou noir sur case blanche c8 · Tour noire sur case blanche g8 · Roi noir sur case noire h8 · Pion noir sur case blanche f7 · Tour noire sur case noire g7 · Dame noire sur case blanche h7 · Pion noir sur case noire b6 · Pion noir sur case noire d6 · Cavalier noir sur case noire f6 · Pion noir sur case noire a5 · Pion noir sur case noire c5 · Pion blanc sur case blanche d5 · Cavalier noir sur case blanche f5 · Pion noir sur case blanche h5 · Pion blanc sur case blanche a4 · Pion blanc sur case blanche c4 · Pion noir sur case blanche e4 · Pion blanc sur case noire f4 · Dame blanche sur case blanche b3 · Pion blanc sur case noire c3 · Pion blanc sur case noire g3 · Pion blanc sur case blanche h3 · Tour blanche sur case blanche a2 · Roi blanc sur case noire h2 · Fou blanc sur case noire c1 · Cavalier blanc sur case blanche f1 · Tour blanche sur case noire g1 · Fou blanc sur case blanche h1 | 1 |
|   | a | b | c | d | e | f | g | h |   |

30... Fa6!!
Ce coup, « diabolique », fait plus que répondre à 31. Dxb6 par 31... Fxc4. Il prépare une série d'échanges fatale aux Blancs. Par exemple, le coup purement défensif 31. Fd2 amène 31... Tg6! 32. Fe1 Cg4+ 33. hxg4 hxg4+ 34. Rg2 Fxc4!! 35. Dxc4, suivi du coup tranquille 35... e3!!, qui force le mat ou gagne la dame blanche.
31. Te2! Ch4! 32. Te3
Nimzowitsch prévoyait une attaque contre le pion e4. Si les Blancs avaient joué 32. Cd2, alors il répliquait par 32... Fc8! 33. Cxe4 Df5! 34. Cf2 Dxh3+!! 35. Cxh3 Cg4 mat.
32... Fc8 33. Dc2 Fxh3! 34. Fxe4
Et non pas 34. Rxh3? Df5+ 35. Rh2 Cg4+ et mat en trois coups. La contre-attaque blanche arrive juste à temps, mais ne peut arrêter les Noirs.
34... Ff5! 35. Fxf5 Cxf5 36. Te2 h4 37. Tgg2 hxg3+
Les Blancs auraient dû abandonner.
38. Rg1 Dh3 39. Ce3 Ch4 40. Rf1 Te8!
Nimzowitsch maîtrise parfaitement la situation. Il menace 41... Cxg2 42. Txg2 Dh1+ 43. Re2 Dxg2+!. Les Blancs abandonnent. 0-1 Ou encore, si 41. Rg1 ou 41. Re1, alors 41... Cf3+ et 42... Dh1+ suivi du mat ; si 41. Te1 alors 41...Dh1+ 42 Tg1 Df3 conduit aussi au mat.
Selon Michel Roos, cette partie montre un exemple éclatant du louvoiement, concept exposé sur 14 pages par Nimzowitsch dans Mon système. En effet, ce dernier semble perdre plusieurs tempi à manœuvrer son Fou (20. Fd7, 29. Fc8, 30. Fa6, 32. Fc8). De fait, le Fou attaque alternativement l'aile-roi des Blancs, en h3, et l'aile-dame des Blancs, les pions a4 et c4. Il est à noter que dans Mon système, dans son commentaire de la partie, Nimzowitsch ne dit absolument rien sur les manœuvres de ce Fou. Il préfère parler du blocage : « Une des plus belles parties de blocage qu'il m'ait été donné de jouer. ».